# Arte mosano

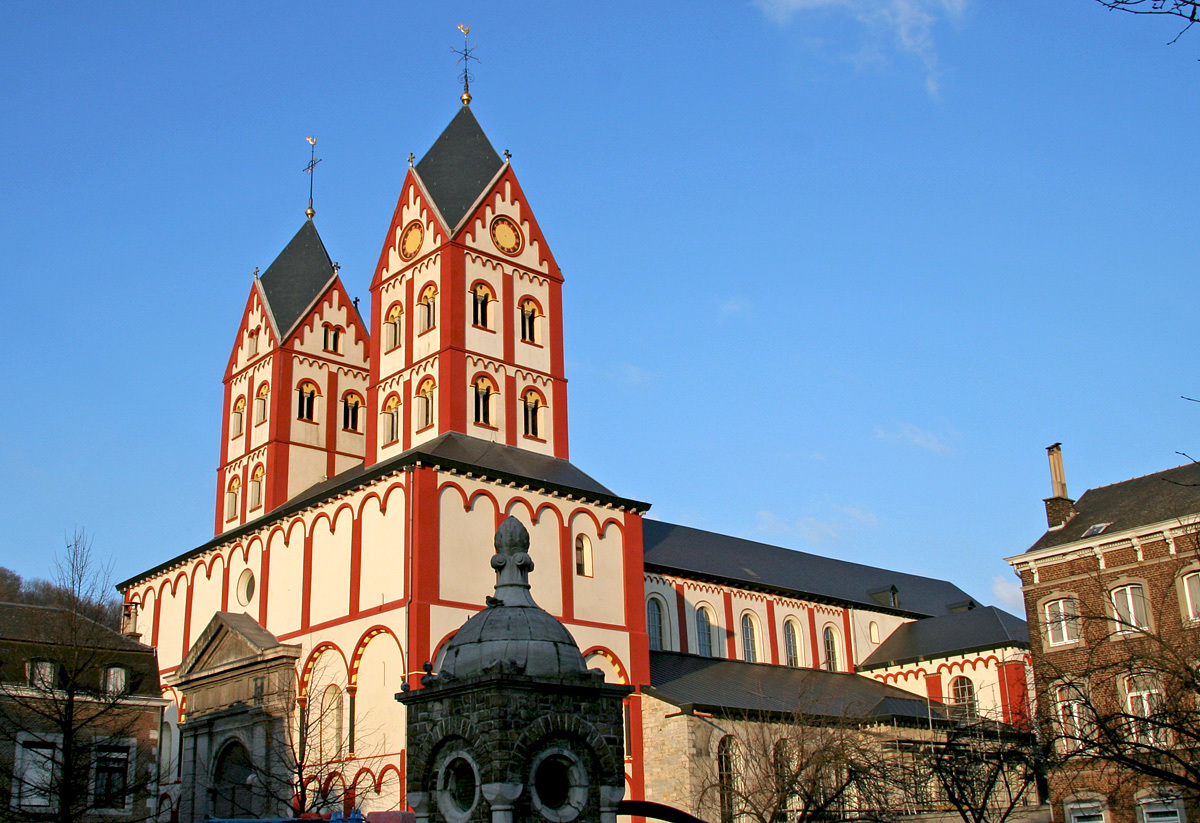
La colegiata de San Bartolomé en Lieja

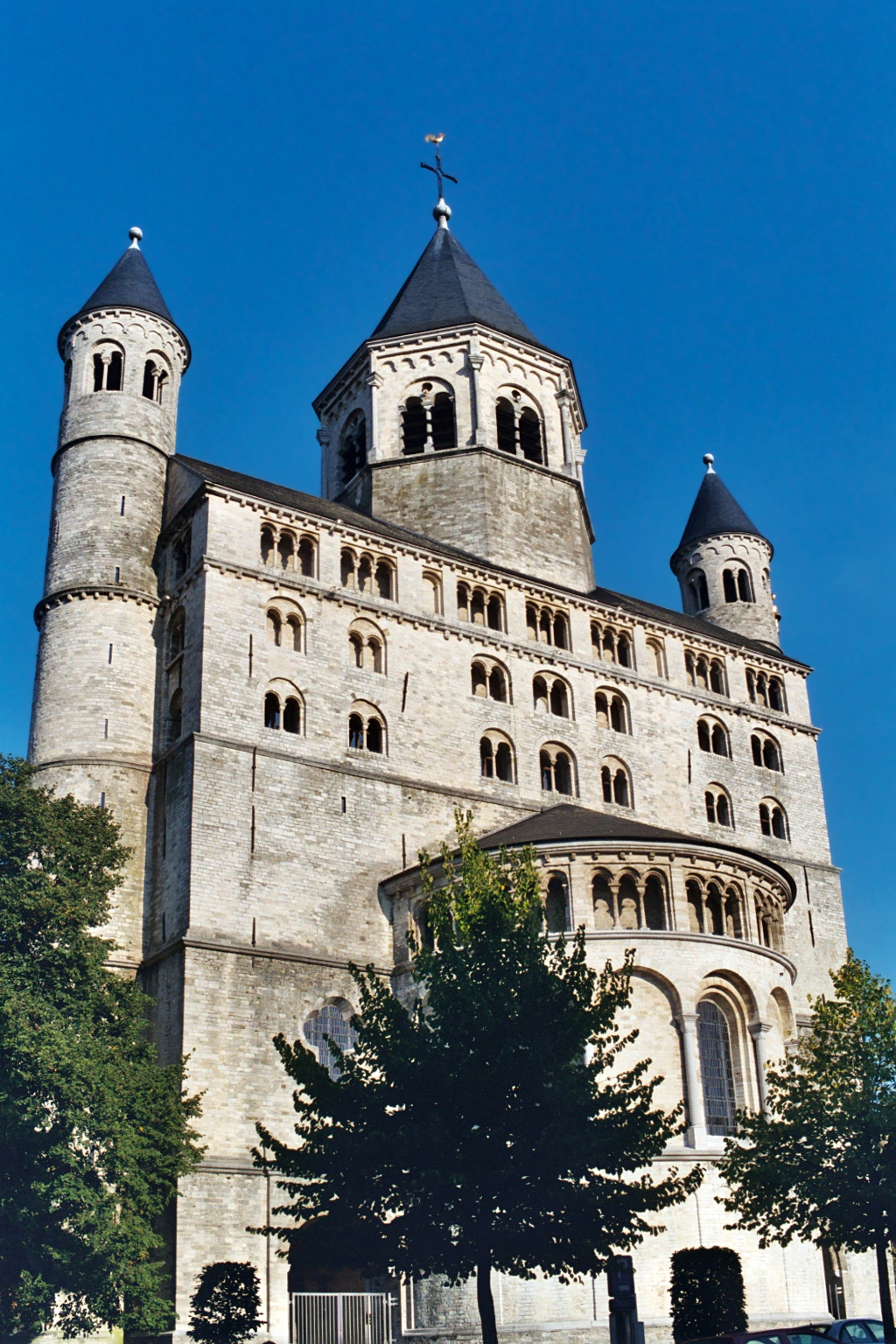
Fachada oeste de la antigua colegiata Santa Gertrudis de Nivelles

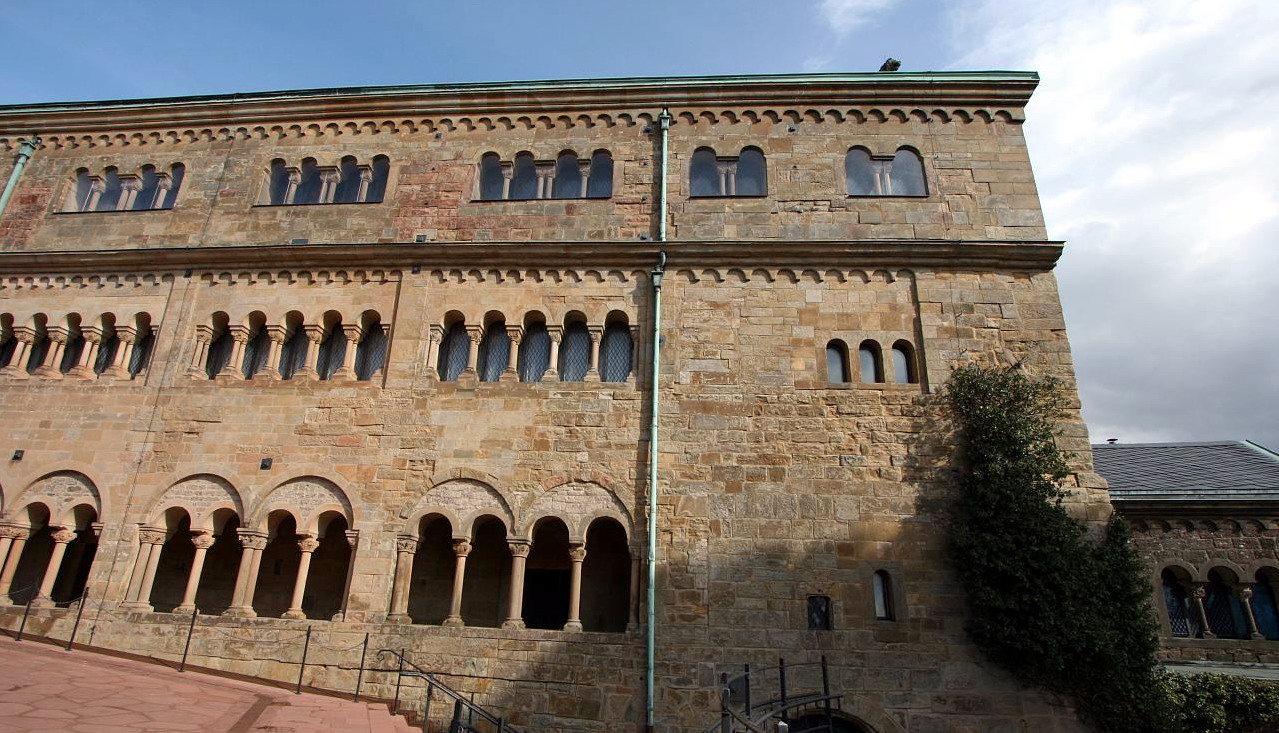
Landgrafenhaus, en el castillo de Wartburg, decorada por el taller mosano de Heimo

El arte mosano es la denominación historiográfica con que se conoce el arte medieval que se desarrolló en el valle del río Mosa durante los siglos XI, XII y XIII. Fue un arte románico de influencia carolingia y otoniana que produjo gran número de obras de arte de arquitectura, escultura, platería e iluminación. La región mosana corresponde con las fronteras de lo que fue antigua diócesis de Lieja,  algo mayor que el antiguo príncipado episcopal de Lieja y se extendía principalmente en el territorio de la actual Bélgica (más concretamente, gran parte de la región Valona (provincia de Lieja) y de la provincia de Limburgo), e igualmente sobre una parte de Países Bajos (parte meridional del Limburgo neerlandés), Francia y Alemania (zona adyacente a Aquisgrán). La región coincide en gran medida con la actual Eurorregión Mosa-Rin.
Los centros más importantes del arte mosano fueron las ciudades de Lieja, Huy, Dinant, Namur, Tongres, Visé, Maastricht —gobernada a la vez por el ducado de Brabante y el principado de Lieja—, Roermond y Aix-la-Chapelle (Aquisgrán), y las muchas abadías importantes de la zona (Burtscheid, Rolduc, Susteren, Sint-Odiliënberg, Sint-Truiden, Nivelles, Stavelot y Floreffe. Los artistas mosanos también trabajaron fuera de su propia región, a veces como talleres itinerantes, en busca de nuevos encargos y en su apogeo, el arte mosano tuvo una gran influencia en las regiones vecinas, como Utrecht Nedersticht y la Renania alemana (Colonia, Deutz, Bonn, Schwarzrheindorf), llegando hasta Tournai y Austria.
La iconografía mosana toma sus ejemplos principalmente de historias del Antiguo y Nuevo Testamento, pero también utiliza a menudo escenas cotidianas y alegorías medievales típicas. Las escenas detalladas de los capiteles de las dos iglesias principales de Maastricht ofrecen una visión especial de la vida de la Edad Media. Se puede ver artesanía, trabajo en el campo y distribución a los pobres, entre otras cosas.
El arte de la orfebrería mosana se considera a menudo como la cúspide del arte mosano. En particular, la obra del taller de Nicolás de Verdún, el Relicario de los Tres Reyes Magos (1181-1230), de la catedral de Colonia, el relicario de Anno en Siegburg y el relicario de Nuestra Señora en Tournai, están considerados entre los mejores del arte románico.
Los cuatro escultores más destacados del arte mosano fueron Reinier van Huy, Godofredo de Huy (c. 1100 - c. 1173), Nicolás de Verdún (1130-1205) y Hugo de Oignies (c. 1187-c. 1238)).

## Universalidad del arte mosano arraigado en Valonia y más allá
Sus reflexiones preceden al trabajo de Albert Lemeunier, conservador del Museo de Arte religioso y de Arte mosano, El arte mosano, reflejo del pensamiento cristiano en Valonia que concluye en estos términos: 

El arte mosano muestra el esencial aporte valón al arte y a la espiritualidad no solamente de Valonia, pero también del mundo occidental. Tuvo su universalidad al ser capaz de dar tanto como de recibir. En la más reciente Historia de Valonia, Philippe George, conservador de la catedral de Lieja, habla de una cultura identitaria. Él la describe como sigue: el Meuse y todos sus afluentes irrigan una región cuya cultura y religión formaron la unidad y la identidad: el país mosano. Al oeste y al sur, la diócesis de Lieja no cubre toda la Valonia, pero sí la deja bastante atrás hacia el norte.

## Contexto histórico

El Imperio alrededor del año 1000

En 843, el Tratado de Verdún dividió el Imperio carolingio en tres reinos gobernados por los nietos de Carlomagno. La Lotaringia, en juego en las luchas entre los reinos de Francia Occidental y Francia Oriental, fue anexada al Sacro Imperio Romano Germánico en 925 y se convirtió en ducado a principios del siglo X. En 923, Enrique I de Alemania cruzó el Rin y capturó Lotaringia. En 925, los lotaringios lo eligieron rey, gracias al apoyo de Gilberto (r.915- 939). El valle del Escalda pasó a ser definitivamente la frontera entre Francia y Germania. La coronación de Otón I como emperador el 2 de febrero de 962 se considera la fecha de fundación del Sacro Imperio Romano Germánico. El Sacro Imperio obtuvo una legitimidad temporal, pero también sagrada en tanto que nuevo Imperium Romanum.
El arte otoniano participó de un renacimiento y del deseo de los emperadores de la nueva dinastía otoniana de restaurar el Sacro Imperio Romano Germánico. Se extendía desde el mar del Norte y el Báltico hasta las regiones alpinas y el río Saona, más allá del río Elba y de la ciudad de Magdeburgo. En 980, el emperador germánico Otón II concedió poderes seculares al obispo Notger, quien se convirtió en el primer príncipe-obispo. Este dominio aumentará gradualmente, se emancipará del Imperio y se convertirá en un Estado independiente, el Principado de Lieja, Estado que nunca abarcará, en su máxima extensión, más que aproximadamente un tercio de la diócesis. En el siglo X, Lieja, apodada la «Atenas del Norte», se convirtió en la capital de un poderoso principado episcopal, gracias a la acción de los obispos Eraclio (959-972), Notker (r. 972-1008) y Wazo (1042-1048). La ciudad se convirtió en uno de los principales centros intelectuales de Europa occidental. Sus escuelas fueron famosas hasta el siglo XII, y en ellas se formaron muchos estudiantes brillantes de varios países. Luego se levantaron en la ciudad siete colegiatas, además de la catedral de Nuestra Señora y San Lamberto, donde está enterrado san Lamberto. Se añadieron dos abadías benedictinas: Saint-Jacques y Saint-Laurent. Todos estos edificios religiosos formaban como una coronao de iglesias alrededor de la catedral, centro religioso y político de la diócesis, corazón de la ciudad de san Lamberto. En 1096, Godofredo de Bouillon, duque de la Baja Lotaringia, partió en cruzada. Del siglo XI al XIII, florecimiento del arte mosano, arte románico de influencia carolingia y otoniana, en la antigua diócesis de Lieja que tenía fuertes vínculos políticos con los emperadores del Sacro Imperio y los obispos de Colonia. Desarrollo de las abadías mosanas: Saint-Laurent de Liège, Stavelot, Nivelles, Aulne, Floreffe, Florennes, Flône, Celles, Gembloux y Lobbes. Individualización de la lengua valona en la parte romance de la diócesis de Lieja.

## Desarrollo y área geográfica

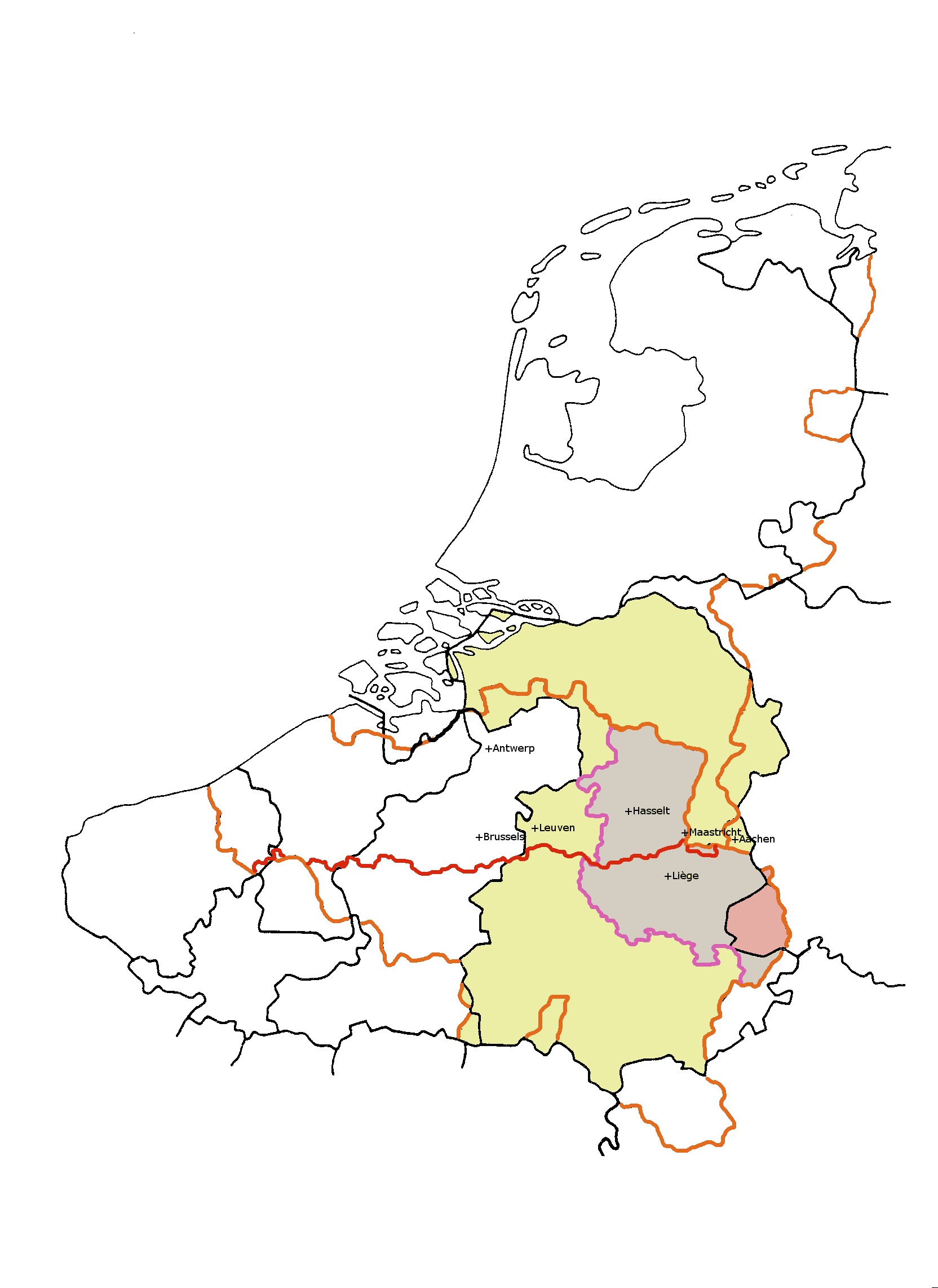
Este mapa representa la antigua diócesis de Lieja (en amarillo). También se muestran las provincias modernas de Lieja y Limburgo. El naranja representa las fronteras regionales (Flandes y Valonia) o nacionales modernas.

El valle del río Mosa se encontraba en el corazón del Imperio carolingio y, por tanto, el estilo mosano se inspiró en gran medida en la tradición del arte carolingio. Así contiene fuertes elementos clásicos, lo que lo separa del arte románico internacional, visto en otros lugares durante el período, por ejemplo en Francia, Alemania, Inglaterra e Italia. Sin embargo, comparte ciertos elementos del arte románico, como el tratamiento del espacio. Aunque la iconografía mosana de los siglos XI y XII está inspirada en gran medida en temas bíblicos, ciertos capiteles ricamente tallados en las dos iglesias principales de Maastricht representan escenas de la vida cotidiana.
La región del Mosa estaba formada en gran parte por los límites del obispado de Lieja, que tenía fuertes vínculos políticos con los emperadores del Sacro Imperio Romano Germánico y los obispos de Colonia. Los principales centros artísticos de la región fueron las ciudades de Lieja, Huy, Dinant, Namur, Tongres, Maastricht, Roermond y Aix-la-Chapelle, así como varios monasterios importantes: Saint-Trond, Aldeneik, Herkenrode, Averbode, Munsterbilzen, Susteren, Sint-Odiliënberg, Rolduc, Burtscheid, Kornelimünster, Stavelot, Nivelles, Aulne, Floreffe, Flône, Celles, Gembloux, Florennes y Lobbes. En su apogeo, el arte mosano tuvo una fuerte influencia en las regiones vecinas, especialmente en Renania (Colonia, Bonn), hasta Tournai y Austria.

## Historiografía
El canónigo Lemaire fue el primero en definir dos escuelas —una escaldiana y otra mosana— de arte románico en Bélgica, en 1906.
Félix Rousseau, el padre de la historiografía valona y el descubridor del arte mosano, escribió a propósito del arte mosano:

El país mosano corresponde a la antigua diócesis de Lieja. Digo diócesis y no principado eclesiástico —son cosas distintas que hay que cuidarse de no confundir— el principado era una creación, política (...) La diócesis ha formado una verdadera entidad, no solamente desde el punto de vista religioso, sino también desde el punto de vista intelectual y artístico, desde el punto de vista folclórico (en lo que concierne a las creencias y usos tradicionales) e, igualmente desde el punto de vista dialectal. No es curioso constatar que el dominio valón propiamente dicho desde el punto de vista lingüístico, corresponde de una manera impresionante, a la antigua diócesis de Lieja.
Le pays mosan correspond à l'ancien diocèse de Liège. Je dis diocèse et non principauté ecclésiastique - ce sont des choses distinctes qu'il faut se garder de confondre - la principauté étant une création, politique (...) Le diocèse a formé une véritable entité, non seulement au point de vue religieux, mais aussi au point de vue intellectuel et artistique, au point de vue folklorique (en ce qui concerne les croyances et les usages traditionnels) et, de même au point de vue dialectal
Félix RousseauLa Wallonie, terre romane , seguida de L'Art mosan, IJD, Charleroi, 1993, p. 128-129

Jean Lefèvre prolonga su reflexión: 

Esta es la fe cristiana, muy precoz, que ha creado el verdadero germen unitario —el más antiguo— de los países valones o de las antiguas pequeñas patrias (...) Para dirigirse hacia la conquista religiosa, los carolingios tuvieron sus propias abadías familiares (Nivelles, Andenne, más tarde Saint-Hubert) y fomentaron la fundación de otros monasterios, aunque todos en terreno romano. En un siglo (entre 625-750), se crearon una quincena en el territorio de la actual Valonia. Él describe a continuación las estructuras de los obispados: Tournai, Lieja y Cambrai y concluye: muy precoces y bien organizadas, las estructuras eclesiásticas y la fe que ellas difundieron impregnaron profundamente a los países valones, a nivel parroquial, es decir, de las pequeñas comunidades rurales. Todas nuestras tradiciones valonas han sido así formadas gracias a los ritos cristianos (...) La fe cristiana (...) ha sido un factor unitario innegablemente de las pequeñas patrias de Valonia.

Se apoyan en los trabajos del profesor J.L. Kupper, y el profesor J.F. Gilmont habla también de una espiritualidad valona, como Jean Lejeune había hecho igualmente.
Según Albert Lemeunier, antiguo conservador del Museo de Arte Religioso y de Arte Mosano (musée d'art religieux et d'Art mosan), este arte esencialmente religioso «da testimonio de la contribución esencialmente valona al arte y a la espiritualidad no sólo de Valonia, sino también del mundo occidental. Obtiene su universalidad de lo que fue capaz de dar más que de recibir».
Según Philippe George, conservador del tesoro de la catedral de Lieja, «el Mosa y todos sus afluentes irrigan una región cuya cultura y religión crean unidad e identidad: el país mosano. Al oeste y al sur, la diócesis de Lieja no cubre toda Valonia, pero se extiende mucho más allá hacia el norte».

## Arquitectura mosana

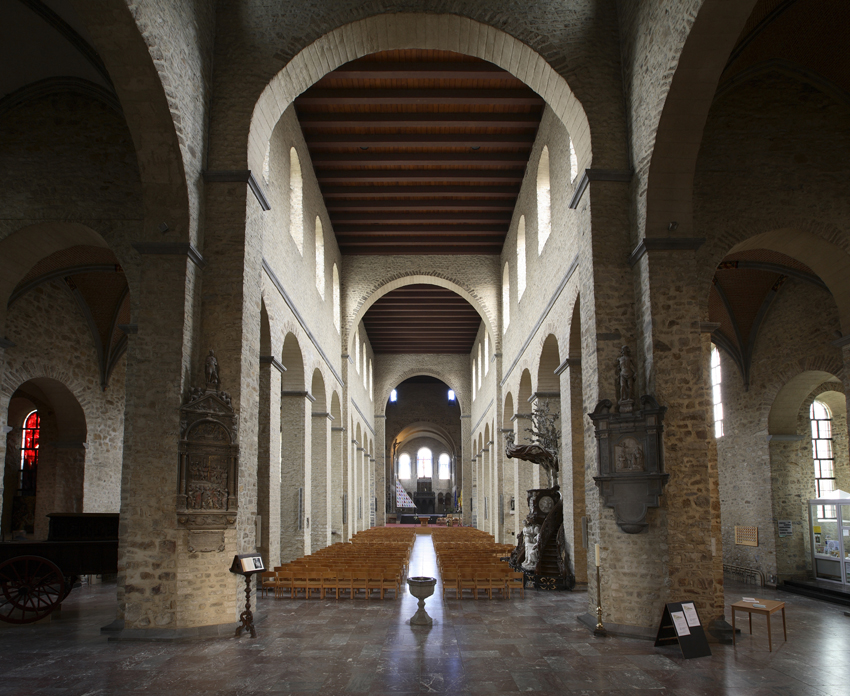
Arcos y pilares cruciformes en la nave de la colegiata Santa Gertrudis de Nivelles (siglos XI-XIII)

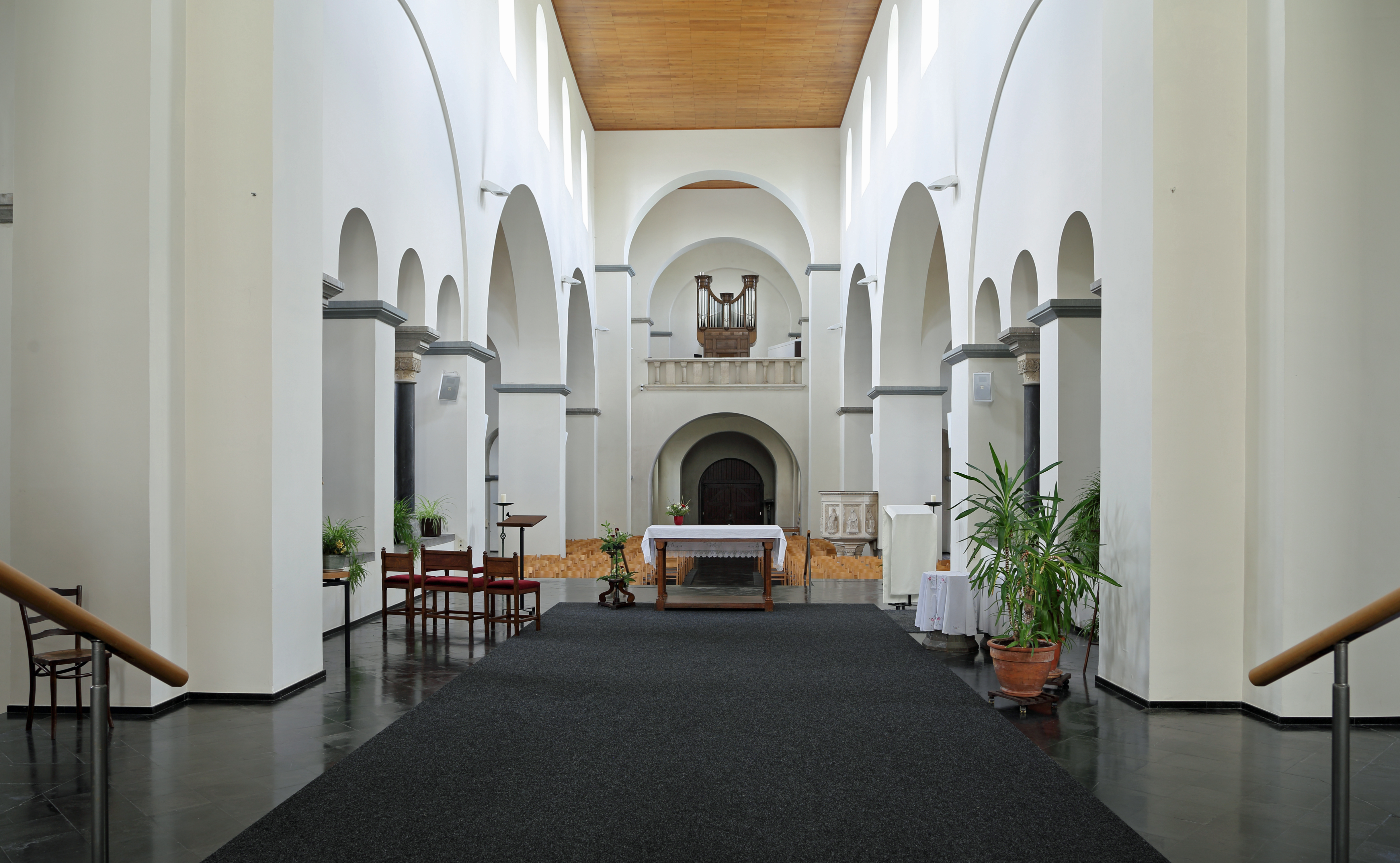
nave de la colegiata de Saint-Ursmer en Lobbes

### Las basílicas de transepto bajo
La escuela mosana, algunas de cuyas característica la unen a la región de Colonia, se impuso en el primer cuarto del siglo XI en Valonia, en la antigua diócesis de Lieja, remontando a veces el Mosa hasta la Lorena. Los ejemplos cercanos al año 1000, casi definitivos, son retomados en el periodo románico y la iglesia de San Miguel de Hildesheim de estilo otoniano probablemente sirvió de modelo. 
Se caracteriza por edificios bajos con coros triples, absidiolos contiguos al ábside principal, la nave es maciza, con pilares rectangulares. La fachada occidental se resalta mediante un singular campanario y una decoración mural de grandes arcadas ciegas. Nivelle es la expresión más bella de esto. Los edificios de transepto bajo contribuyeron a la renovación de las formas prerrománicas. La nave continúa sin dividir hasta la entrada del ábside, los dos croisillons están separados de ésta por muros de aberturas más o menos amplias. Los dos brazos del transepto son más bajos y, a menudo, más estrechos que la nave principal. No hay crucero del transepto debido a la ausencia de arcos de encuadramiento Este y Oeste. En la composición espacial de la nave, la arquitectura otoniana ignora el tramo. Las murallas de las iglesias alrededor del año 1000 están inarticulados y las grandes arcadas están decapadas en los muros lisos. Se pueden agrupar con cierta variedad gracias a los soportes alternos, pero muchas veces las tribunas situadas encima de las arcadas no siguen el ritmo.

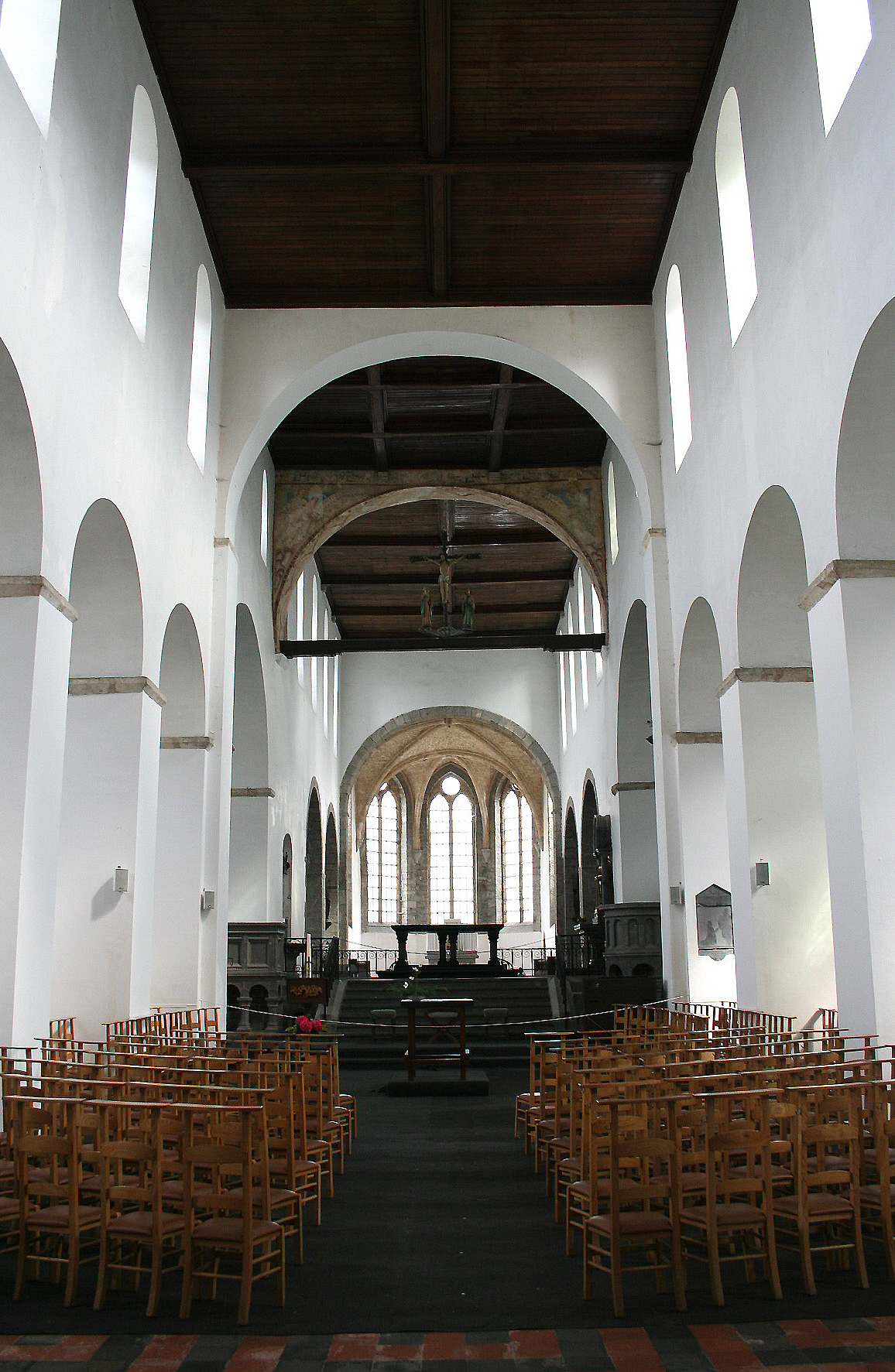
Hastière-par-delà
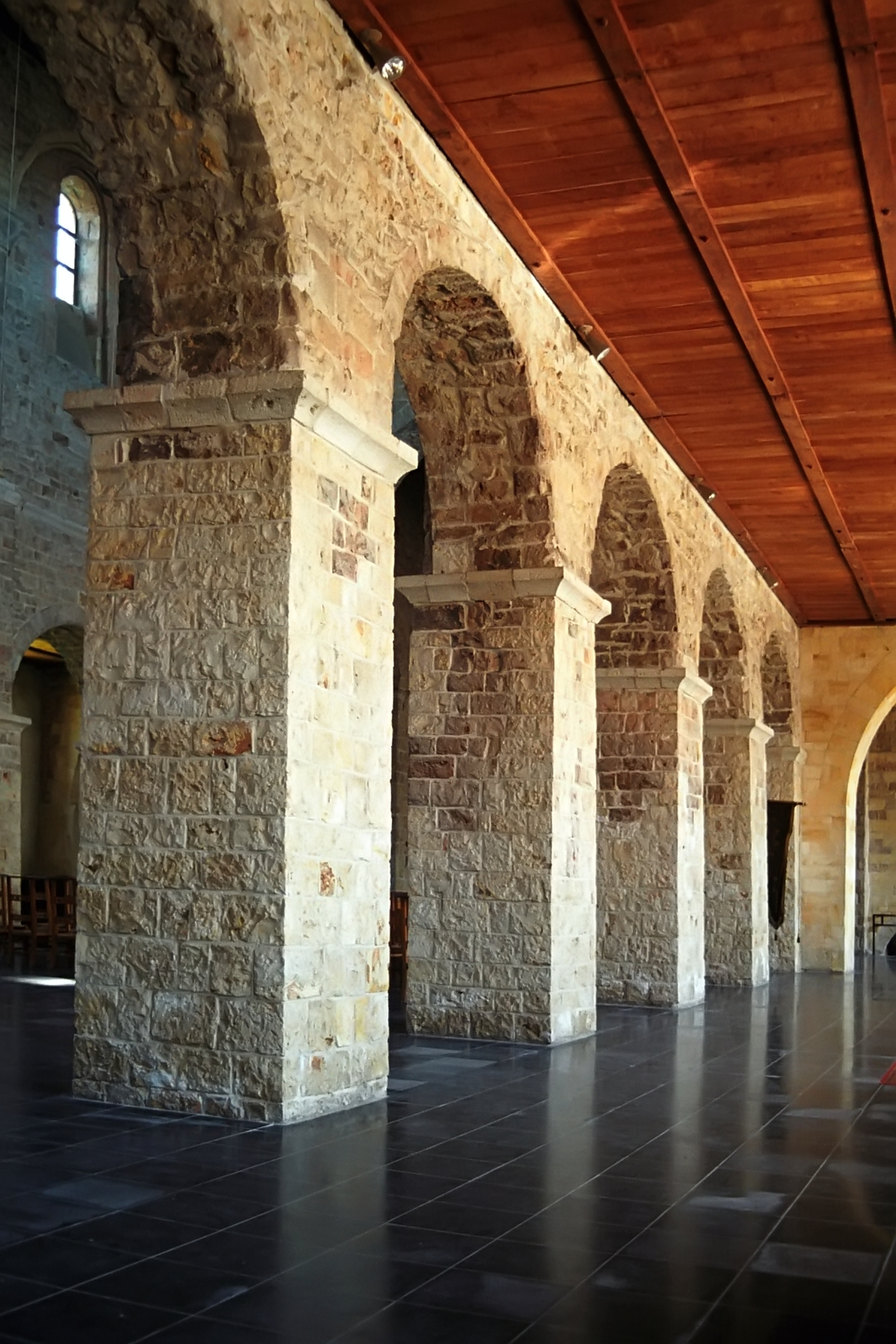
Orp-le-Grand
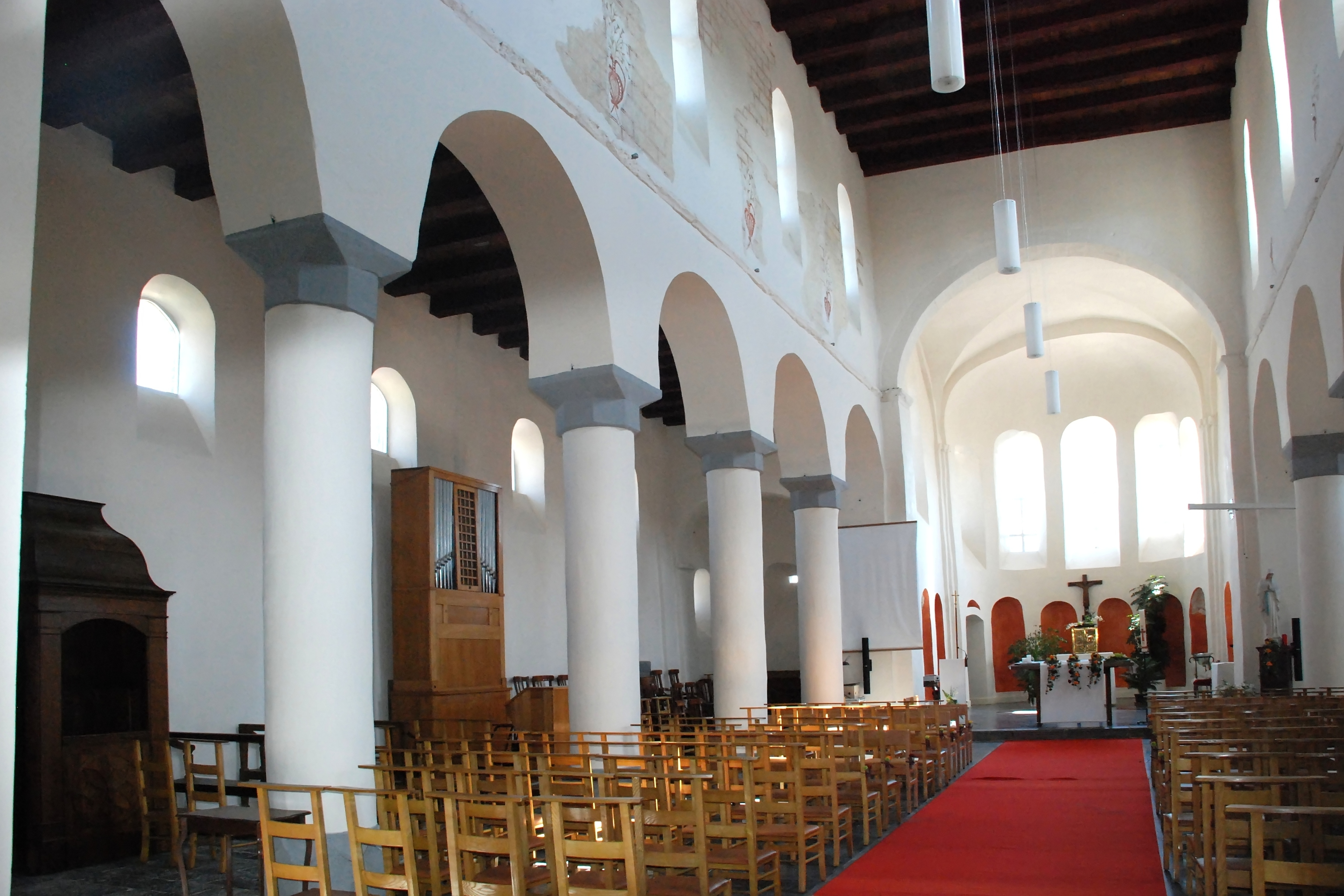
Ocquier
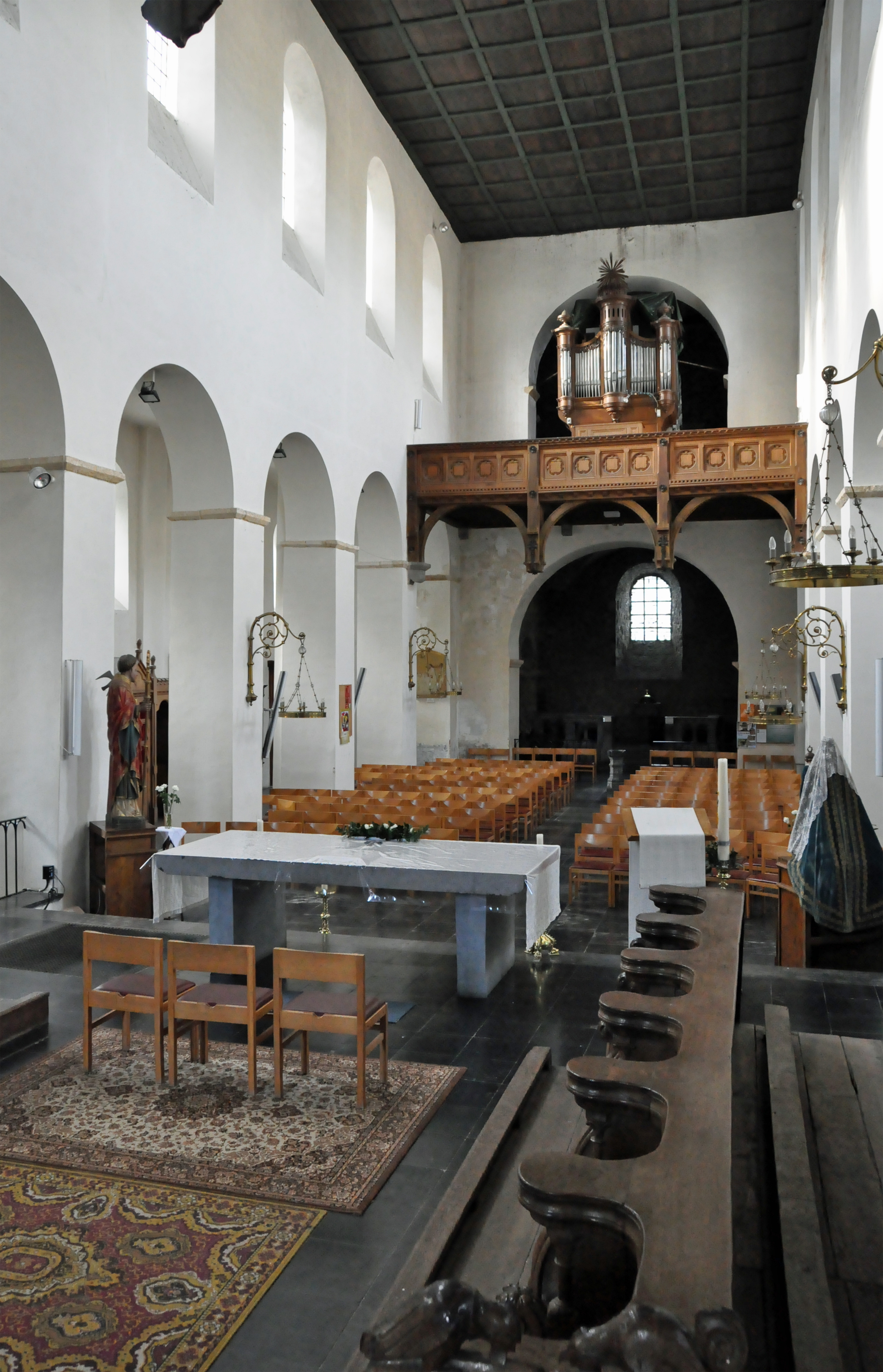
Celles
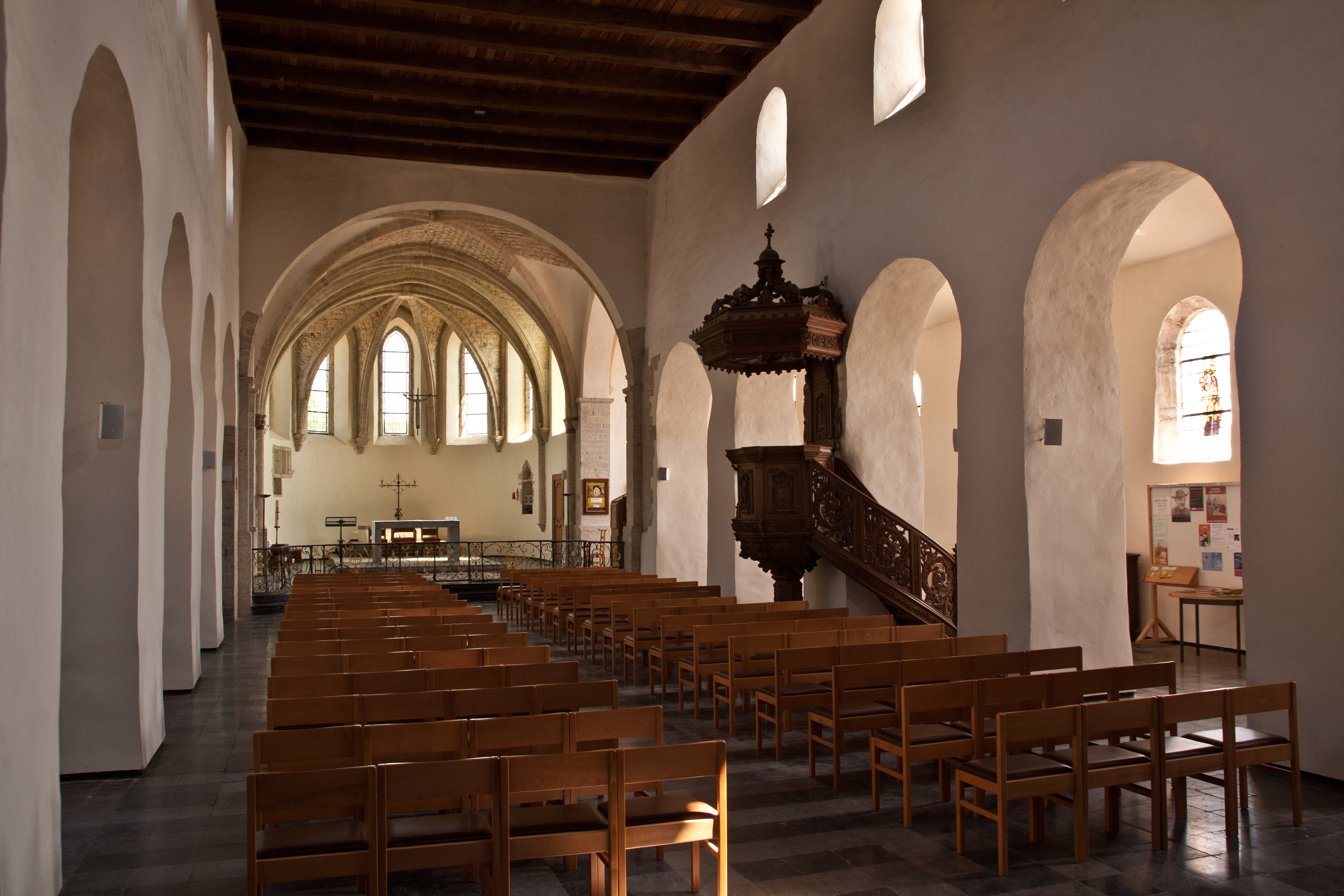
Tourinnes-La-Grosse
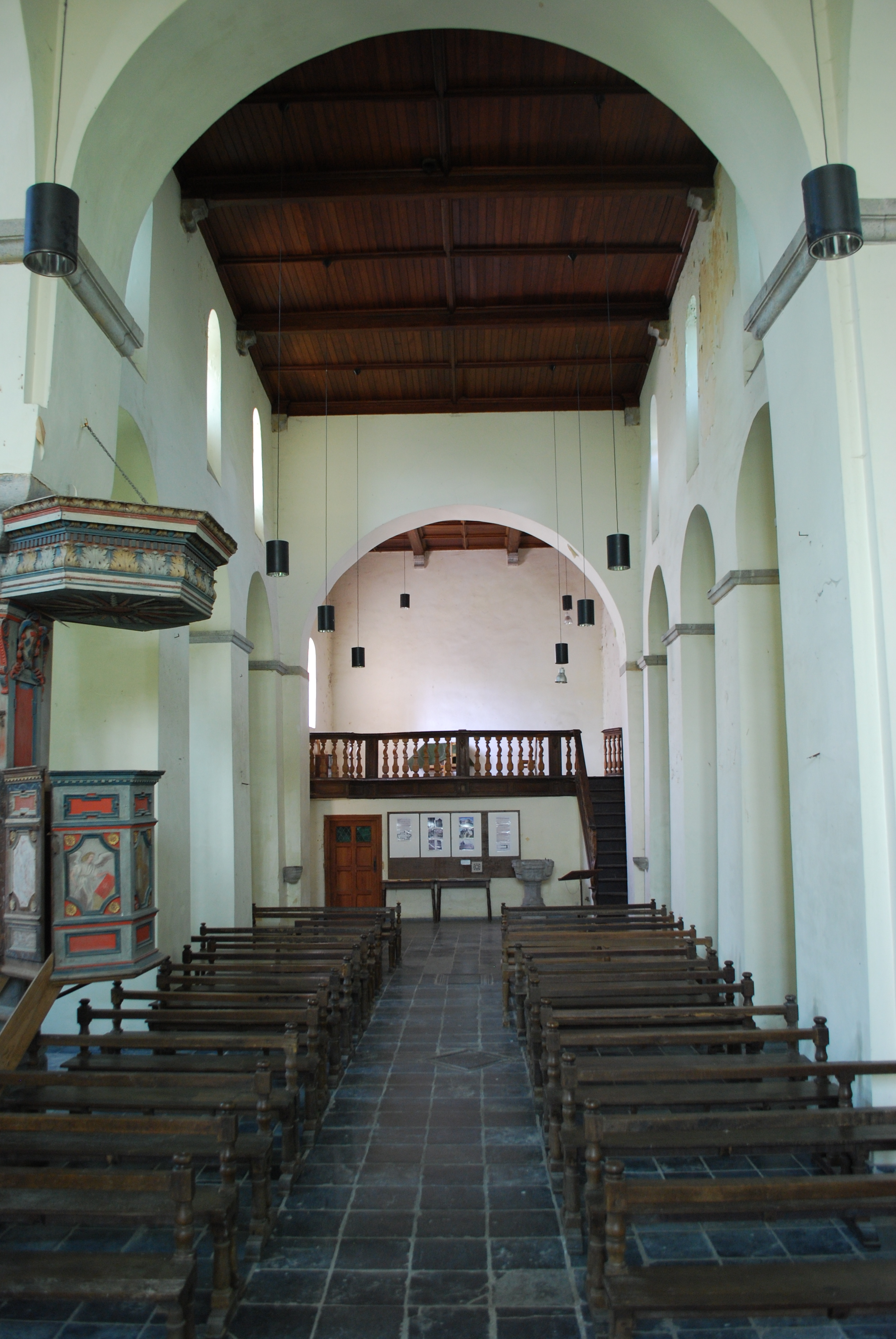
Xhignesse
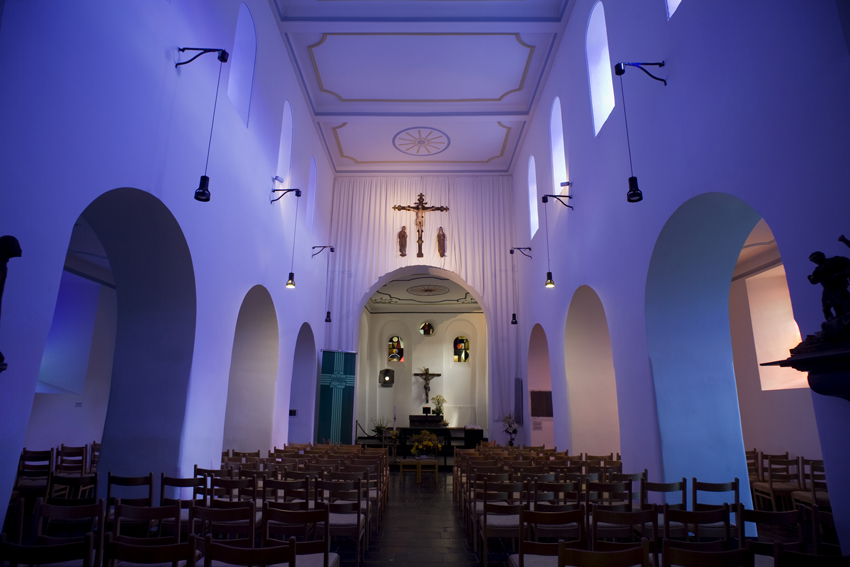
Waha

### El macizo occidental

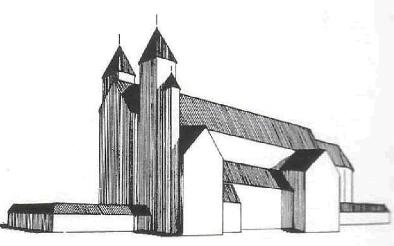
Volumen reconstruido de la catedral otoniana de Lieja en el

Este rechazo del tramo da lugar a una amplia variedad de soportes. Los soportes cruciformes sólo aparecen en la unión de los arcos del crucero o en la salida de los arcos diafragma que dividen la longitud de la nave en dos, como en la colegiata Santa Gertrudis de Nivelles. El macizo occidental otoniano tiene su origen en el Westwerk carolingio de planta central que es una plataforma elevada sobre una cripta al mismo nivel que el suelo de la iglesia y que sirve de paso hacia el oeste. El Westbau se encontraba principalmente en monasterios imperiales en los que residían reyes o emperadores itinerantes. Reservado para ellos y su entorno, el Westbau se utilizó principalmente con fines seculares hasta la reforma cluniacense, por ejemplo como cancillería o tribunal. Desde una galería que se abría a la iglesia, el soberano podía participar en el servicio desde una posición elevada. La estructura tradicional de la iglesia tenía dos significados: la iglesia misma en el este, reservada a los santos, y una obra en forma de muralla, el lugar del soberano como protector de la iglesia. El significado simbólico del Westbau era el de una fortaleza. Mientras que el este (amanecer) era la dirección de Cristo y el ábside que albergaba el altar, los poderes del mal y de la muerte estaban asignados al oeste (atardecer) y no estaban autorizados a acceder a la iglesia.

### Área de difusión
El área de difusión del arte mosano, que contaba con ciudades como Maastricht y Aix-la-Chapelle, experimentó también la influencia del arte carolingio, del que en cierto modo era la prolongación. La región más rica es la de Valonia y los países del Mosa con la iglesia abacial de Celles-les-Dinant, el priorato de Hastière-par-Delà de 1033-1035, la colegiata de Saint-Denis de Lieja de la que quedan muros de alrededor del año 1000, Wessem cerca de Roermond también del año 1000 y Aubechies. La obra maestra de esta arquitectura es la colegiata Sainte-Gertrude de Nivelles, cuyo macizo occidental del siglo XII sustituye a otro coro carolingio u otoniano. Se puede datar los inicios de construcción hacia el año 1000 con una consagración en 1046, el transepto hacia 1050 y el coro oriental poco después. A este mismo movimiento arquitectónico también se puede vincular la abacial de Notre-Dame de Morienval, en su estado del siglo XI.Entre los principales edificios religiosos del arte mosano se pueden citar: [cita requerida]
- Catedral de Nuestra Señora y San Lamberto de Lieja
- Colegiata de San Bartolomé en Lieja
- Colegiata de Saint-Jean en Lieja
- Antigua colegiata Notre-Dame de Huy
- Antigua colegiata de Notre-Dame en Dinant
- Antigua colegiata de Saint-Servais en Maastricht
- Antigua colegiata de Notre-Dame en Maastricht
- Antigua colegiata de Saint-Ursmer en Lobbes
- Antigua colegiata de Saint-Félix en Sclayn
- Antigua colegiata de Saint-Feuillen de Fosses-la-Ville
- Antigua colegiata de Saint-Hadelin à Celles
- Antigua colegiata de Saint-Georges y Sainte-Ode en Amay
- Iglesia Saint-Étienne de Waha
- Colegiata Santa Gertrudis de Nivelles
- Antigua abacial en Villers-la-Ville
- Antigua iglesia abacial de Saint-Pierre et Saint-Remacle en Stavelot
- Antigua abacial de Aldeneik
- Antigua abacial en Rolduc
- Antigua abacial en Susteren
- Antigua abacial en Sint-Odiliënberg, cerca de Roermond
- Abadía de Floreffe
- Iglesia parroquial de Saint-Martin en Tourinnes-la-Grosse
- Iglesia parroquial de Notre-Dame en Wierde
- Iglesia Saint-Remacle de Ocquier
- Iglesia Saint-Pierre de Xhignesse
- Iglesia parroquial de Saint-Martin en Orp-le-Grand
- Iglesia Saint-Médard de Jodoigne
- Capilla Sainte-Marguerite en Nadrin (Ollomont)

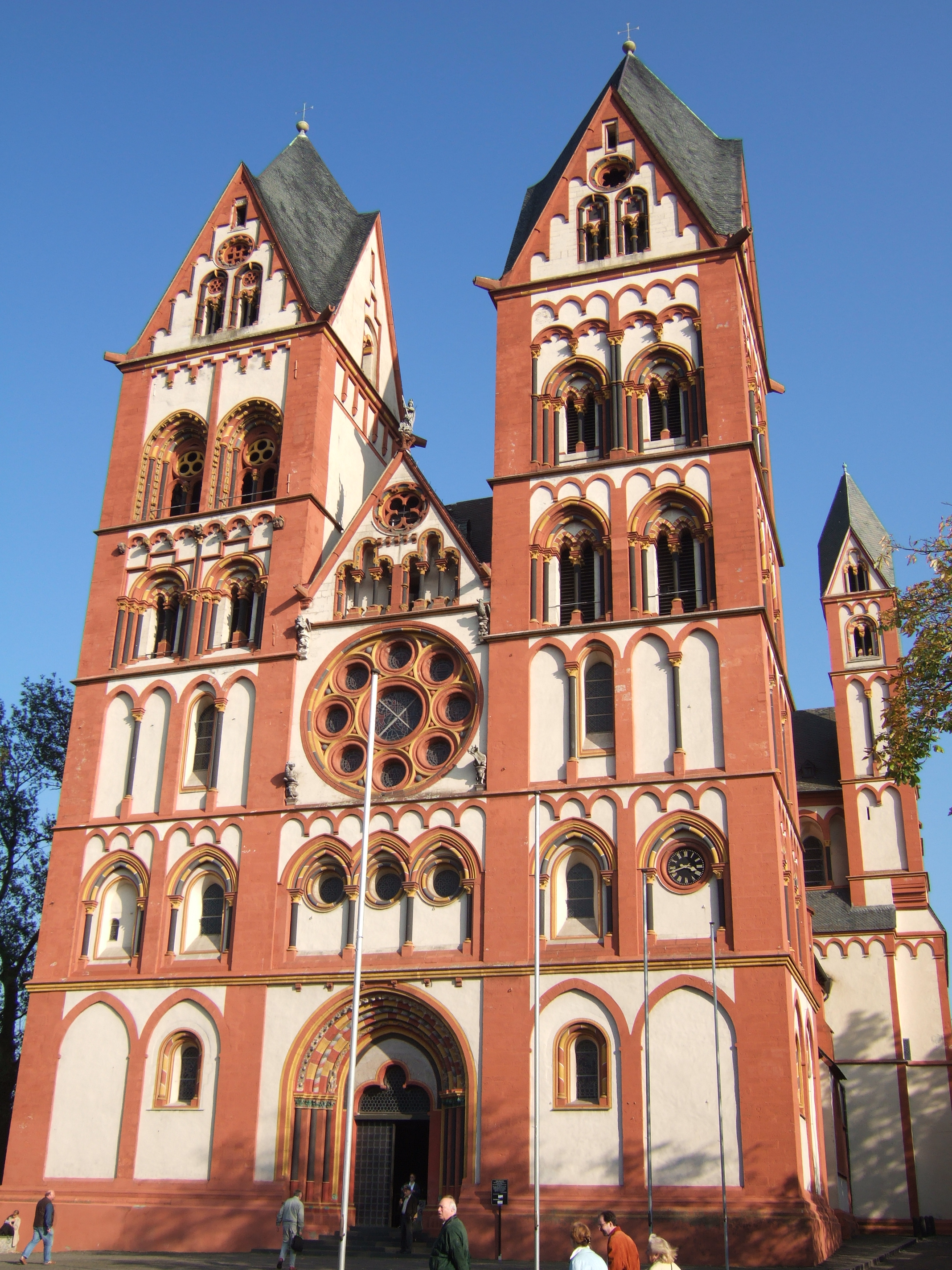
Catedral renana otoniana de Limburg an der Lahn
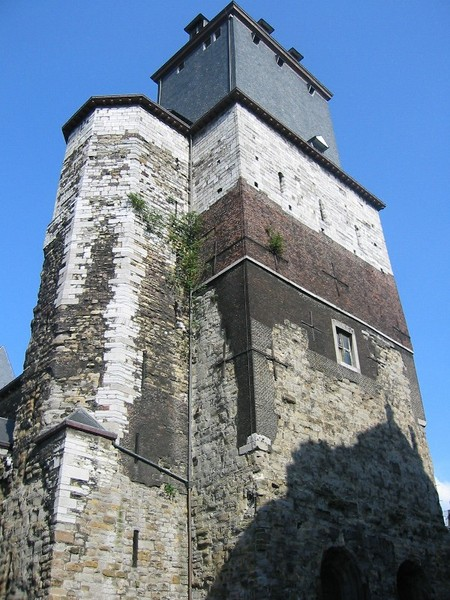
Fachada occidental de la colegiata Saint-Denis de Lieja
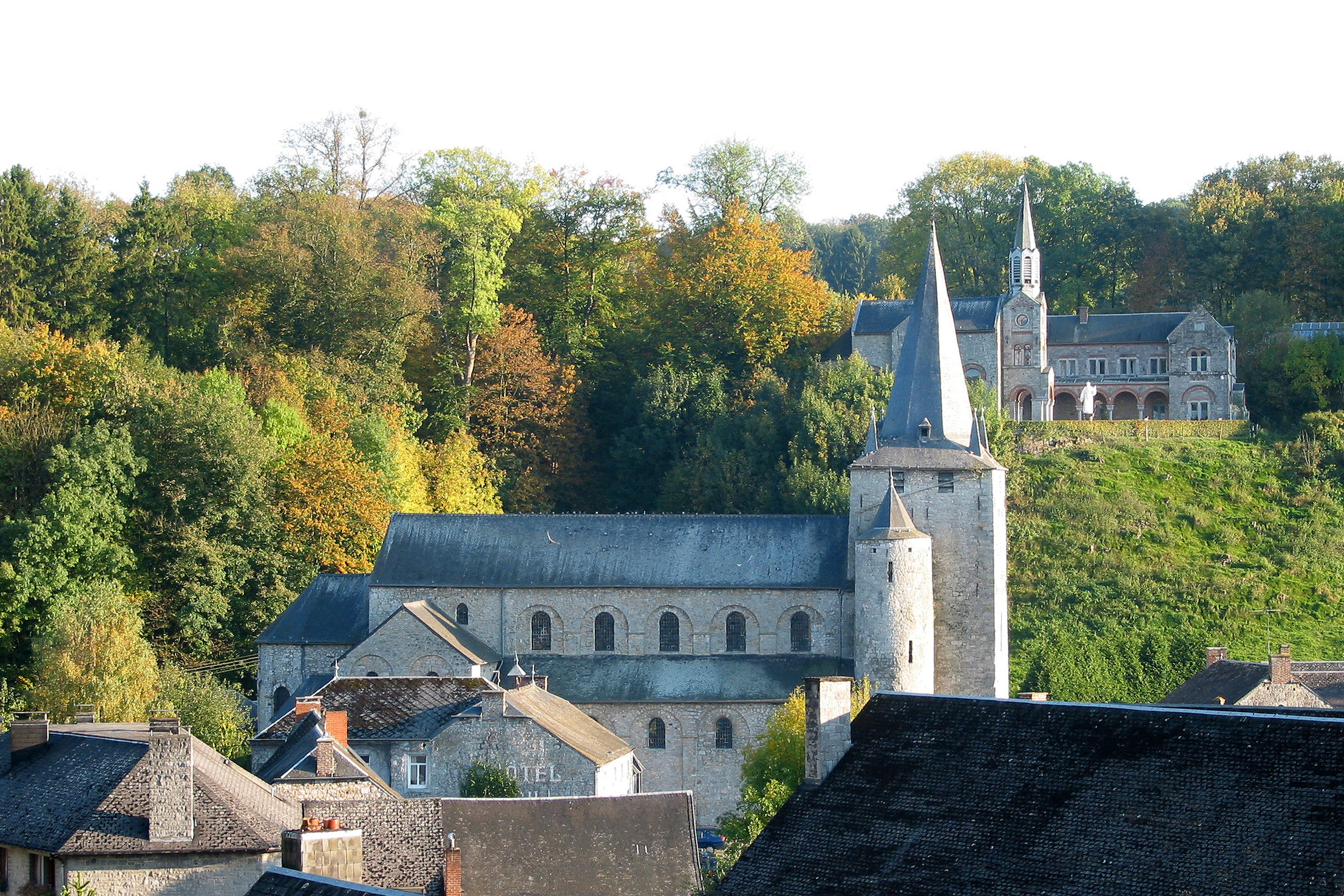
colegiata Saint-Hadelin de Celles
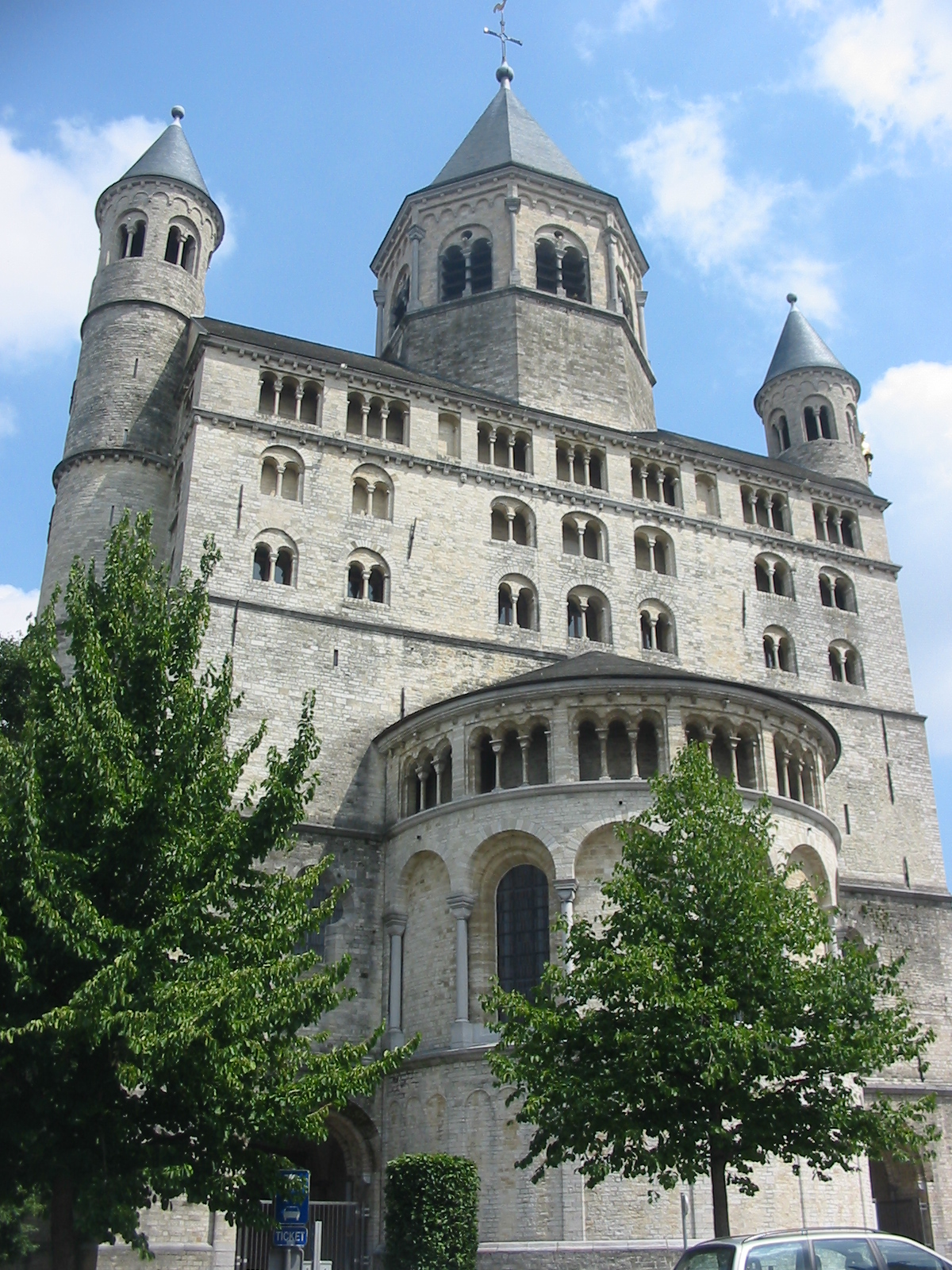
Fachada occidental de la colegiata Santa Gertrudis de Nivelles
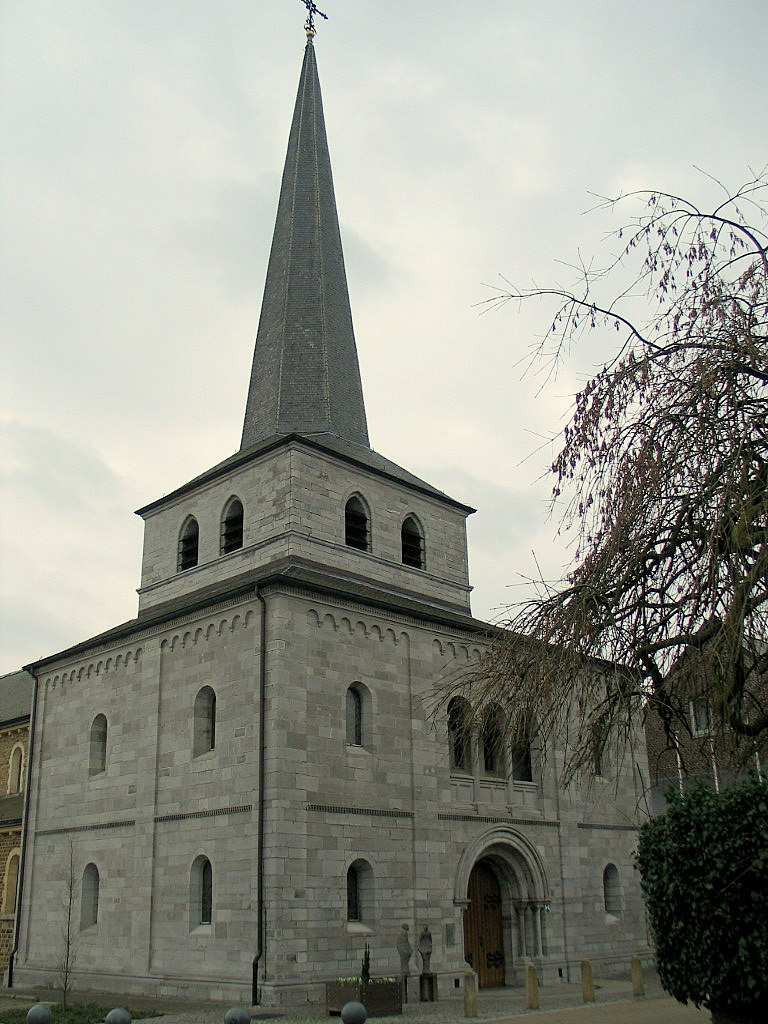
Fachada occidental de la antigua abadía de Aldeneik
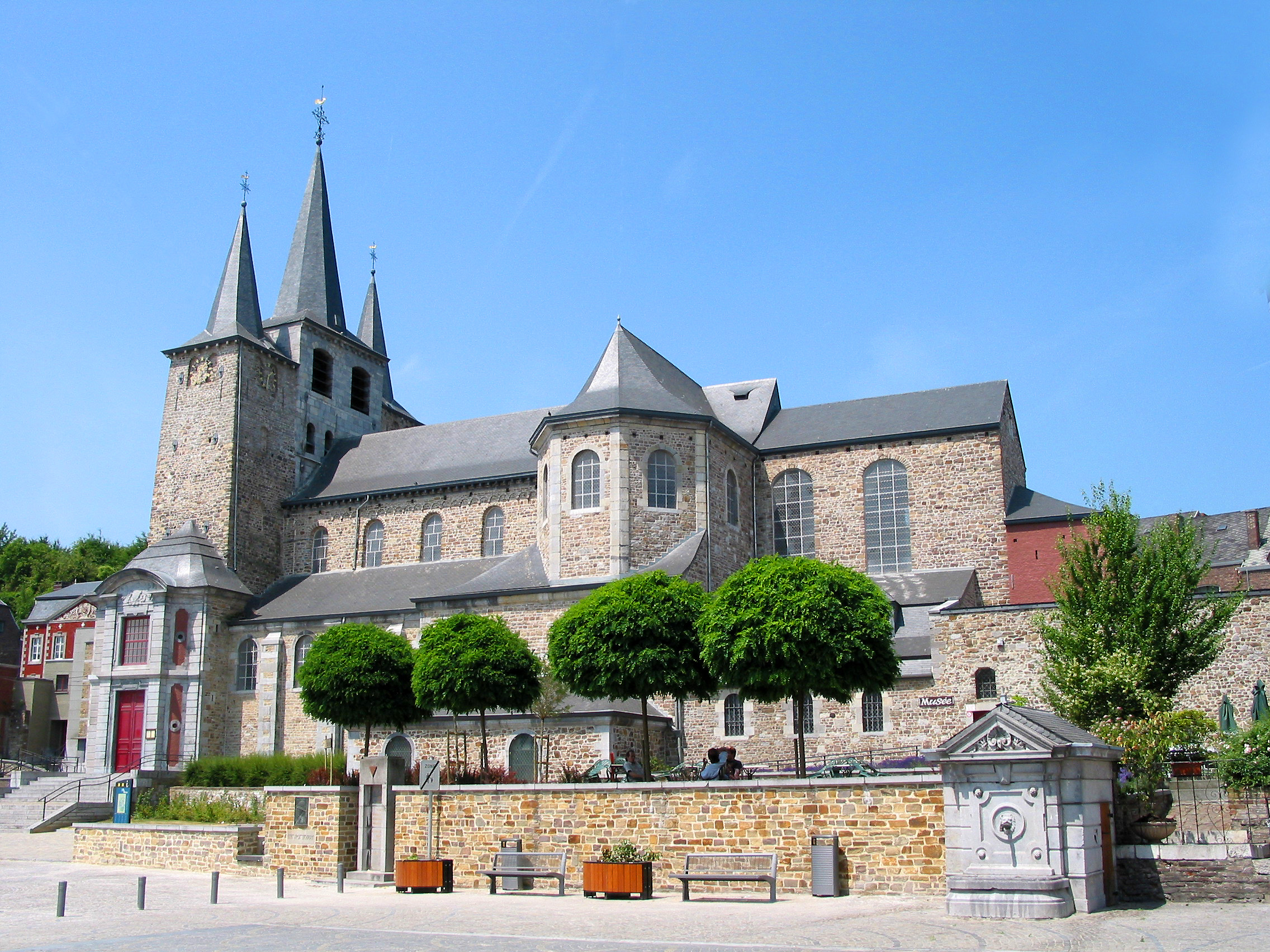
Colegial Saint-Georges et Sainte-Ode d'Amay
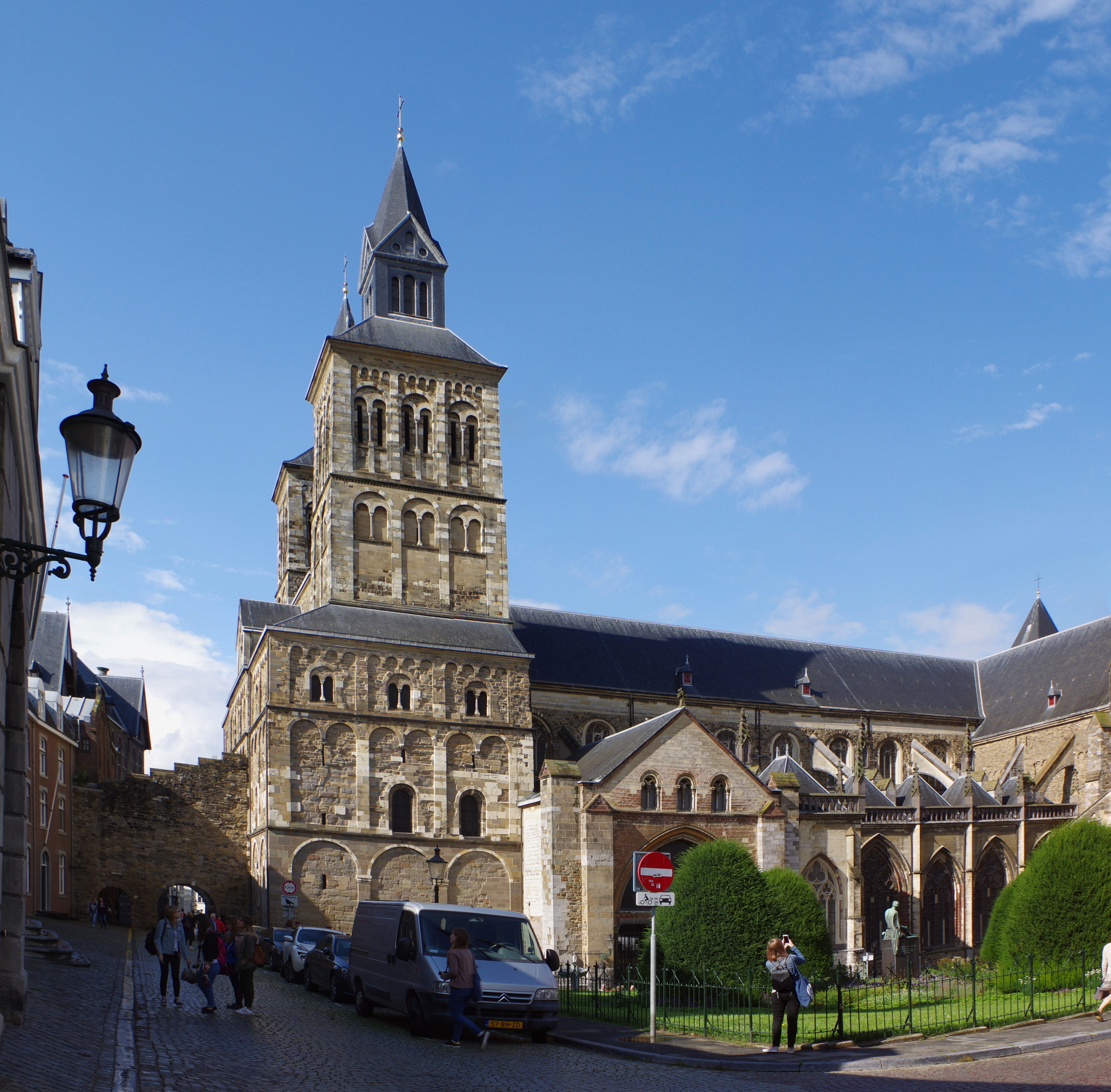
Fachada occidental de la basílica Saint-Servais, Maastricht
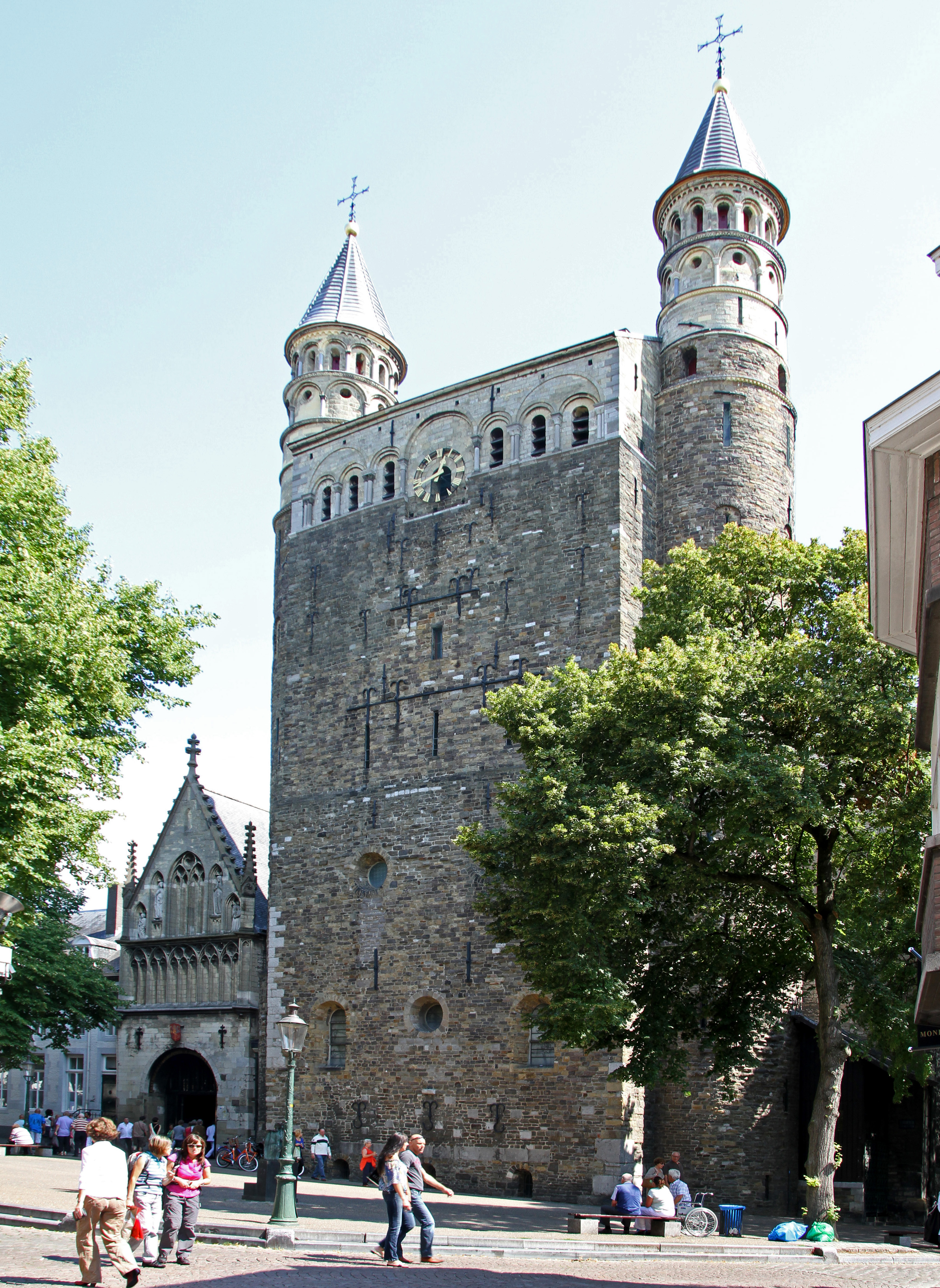
Fachada occidental de la basílica de Notre-Dame, Maastricht
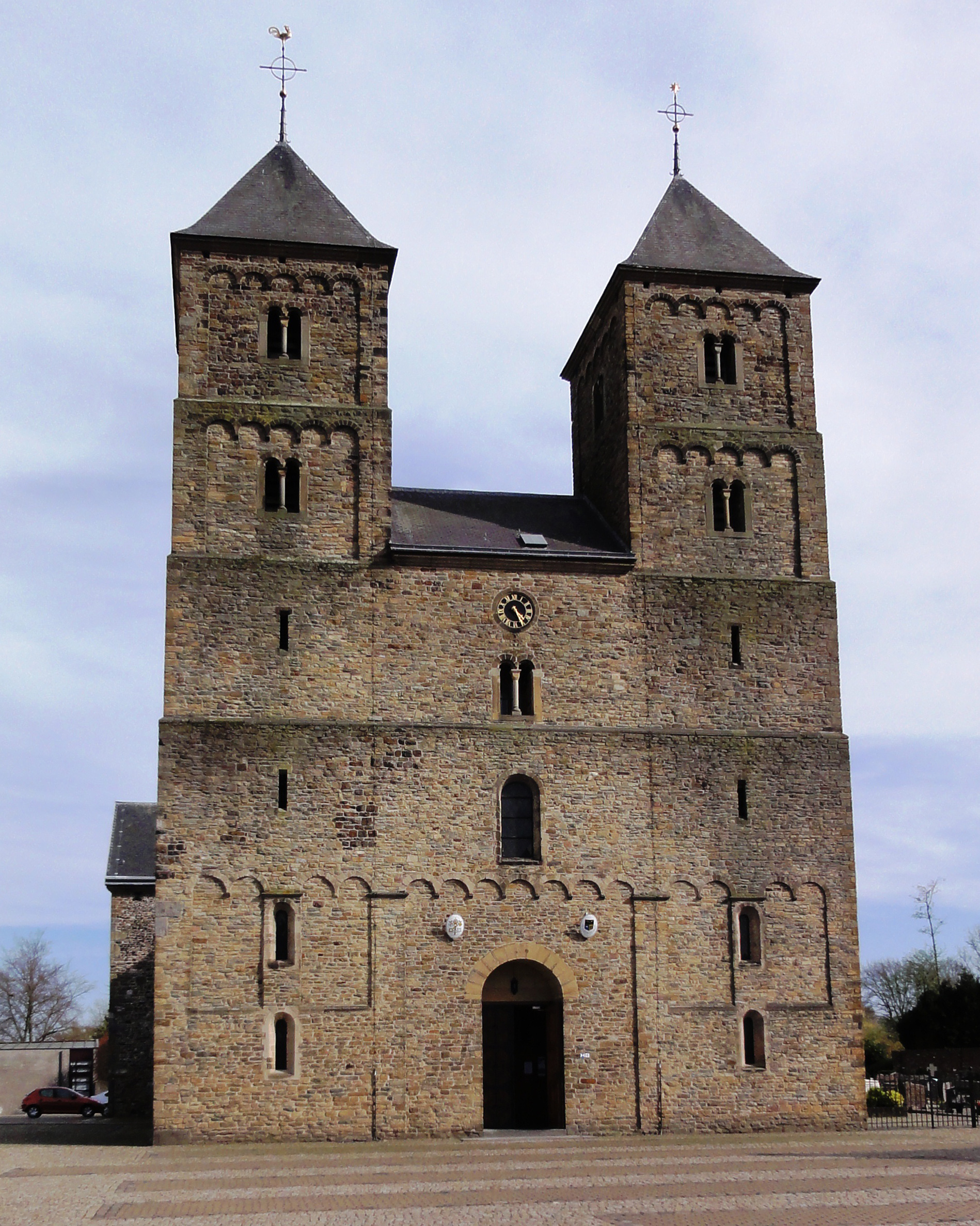
Fachada occidental de la abadía de Susteren
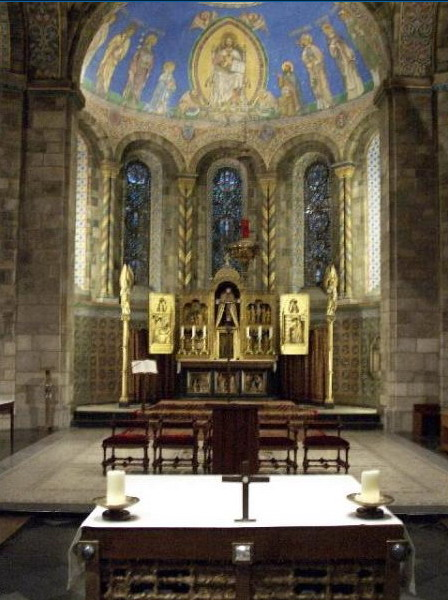
Interior de la abadía de Rolduc
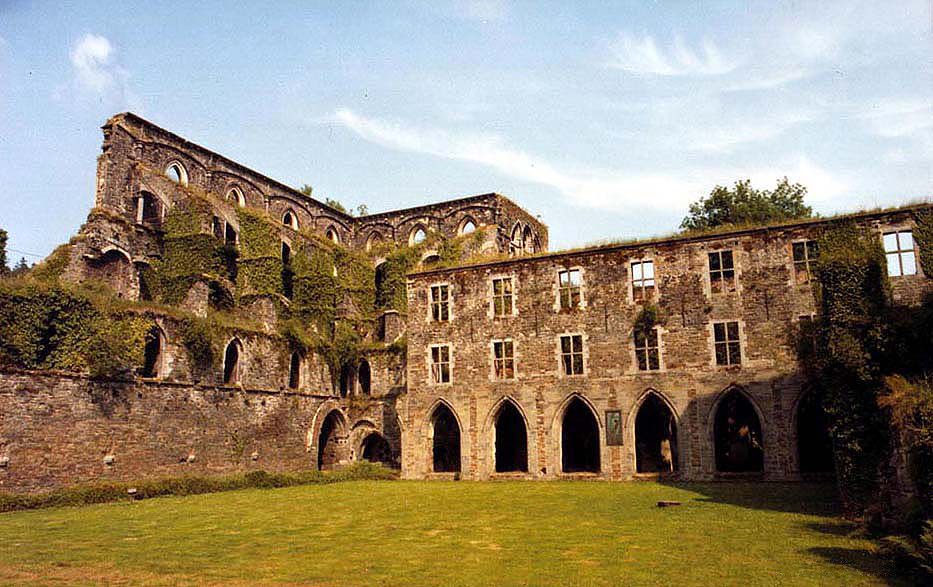
Antigua abacial en Villers-la-Ville, ruinas del transepto sur de la abadía y de su claustro (s. XIII)

## Los otros dominios del arte mosano

### Orfebrería

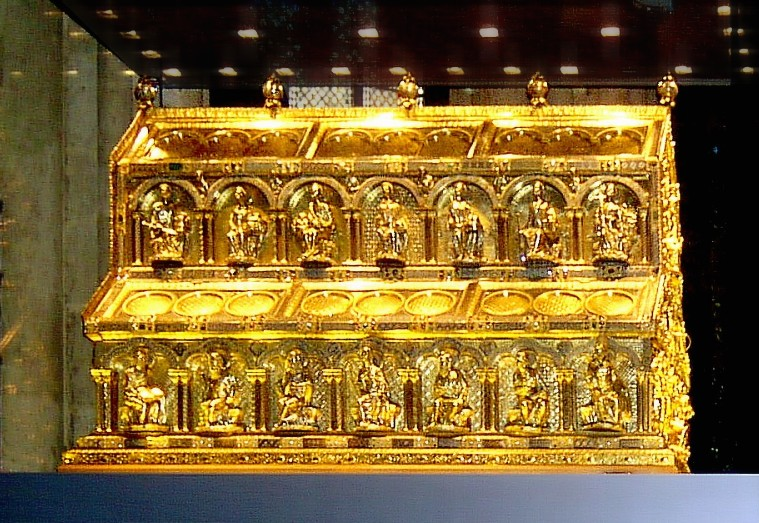
Relicario de los Tres Reyes Magos, taller de Nicolás de Verdún (1181-1230), catedral de Colonia

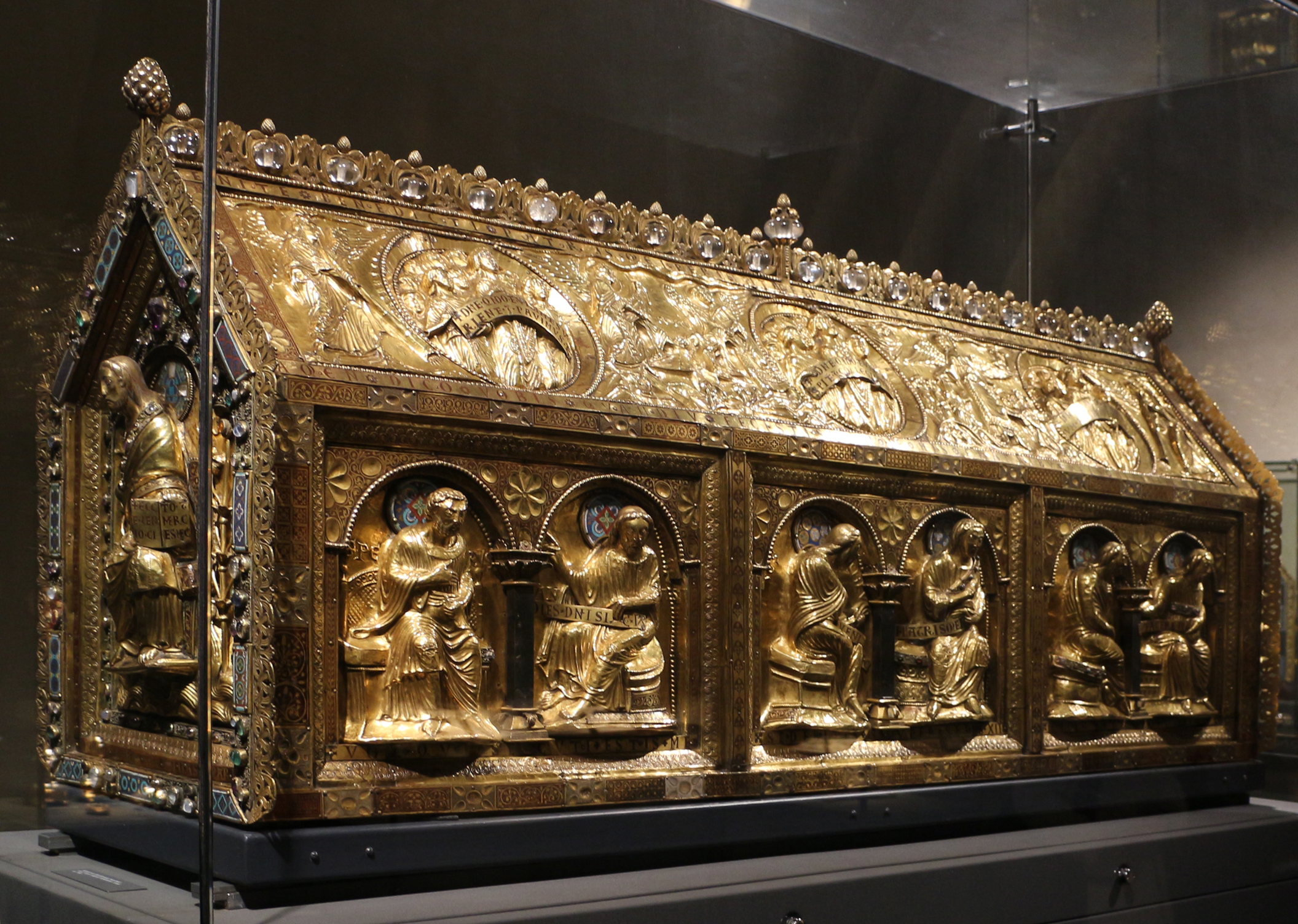
Relicario de San Servacio (s. XII), basílica de San Servacio, Maastricht. Conocido popularmente como Noodkist (ataúd de emergencia) por la costumbre de llevarlo en procesión por la ciudad en tiempos de emergencia.

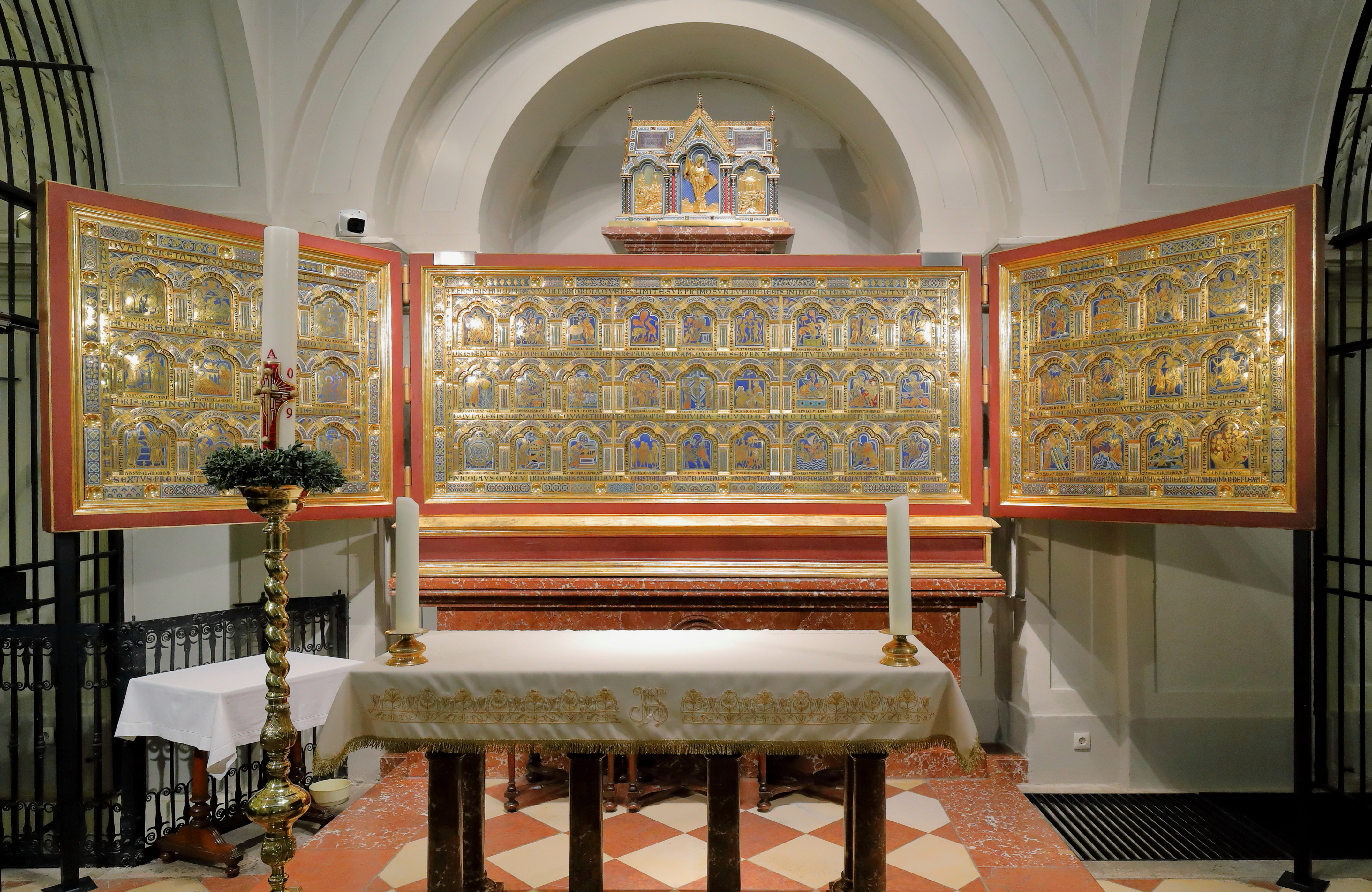
Altar de la Abadía de Klosterneuburg (c. 1180), Viena, Austria, obra maestra de Nicolás de Verdún

En la época románica, el resurgimiento de los sacramentos y el culto a las reliquias provocaron un auge de la orfebrería religiosa. La dinanderia, artesanía en latón, se practicaba a principios del siglo XI en el valle del Mosa, primero en Huy y luego en Dinant (ciudad que dio nombre a esta disciplina). Probablemente esté en el origen de una importante tradición de orfebrería litúrgica que se extendió por todo el país mosano y produjo santuarios, relicarios, cruces y encuadernaciones de gran riqueza. Entre las obras maestras del arte mosano en orfebrería, destacan el Tríptico de Stavelot, el santuario de Notre-Dame en la catedral de Tournai, el Tesoro de Hugo d'Oignies en Namur, el principal relicario del Papa Alejandro de los Museos Reales de Arte e Historia en Bruselas y el santuario de Saint-Maur visible en la República Checa, o las obras de Nicolás de Verdún, como el Relicario de los Tres Reyes Magos, conservado en la catedral de Colonia y el célebre retablo conservado en la Abadía de Klosterneuburg, Viena (Austria). Digna de mención es también la corona-relicario conocida como Corona de Lieja, ofrecida por el rey de Francia san Luis al convento de los dominicos de Lieja, o el relicario del brazo de Carlomagno, realizado a petición del emperador Federico Barbarroja, que se exponen en el Louvre. Estas obras se caracterizan por una gran finura que revela el alto dominio técnico de los orfebres mosanos de la época.

Relicarios mosanos
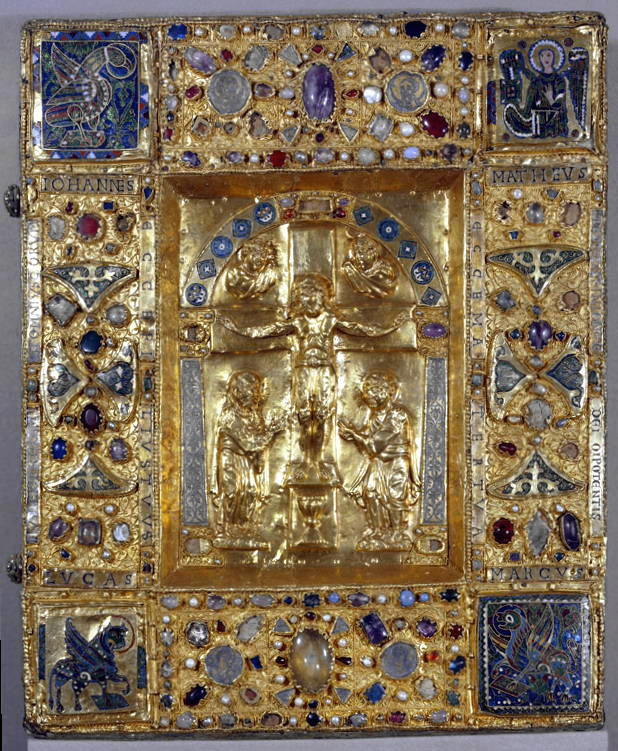
Relicario mosano, siglo XII, Museo del Louvre, París
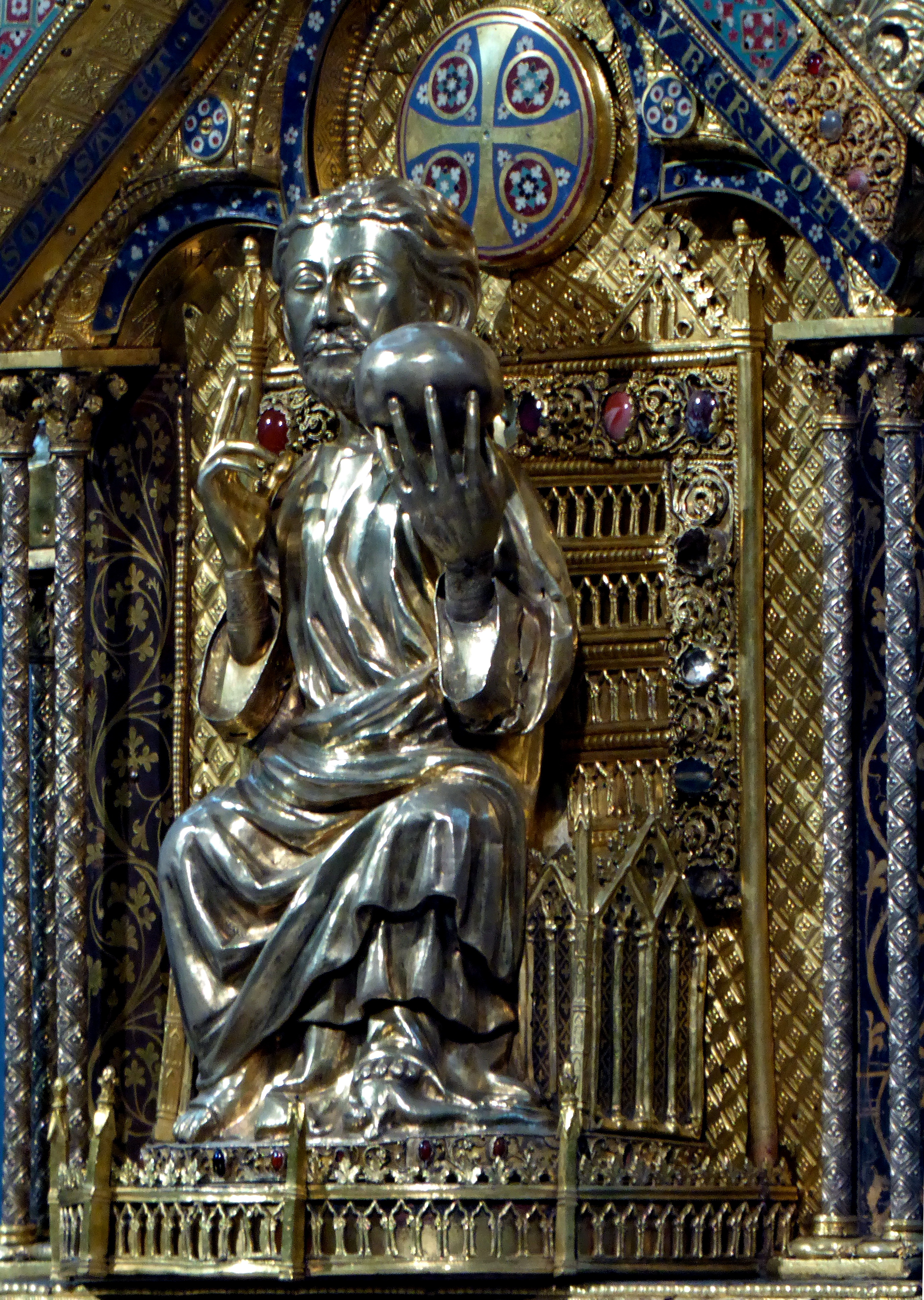
Detalle del relicario de San Remaclus de Stavelot
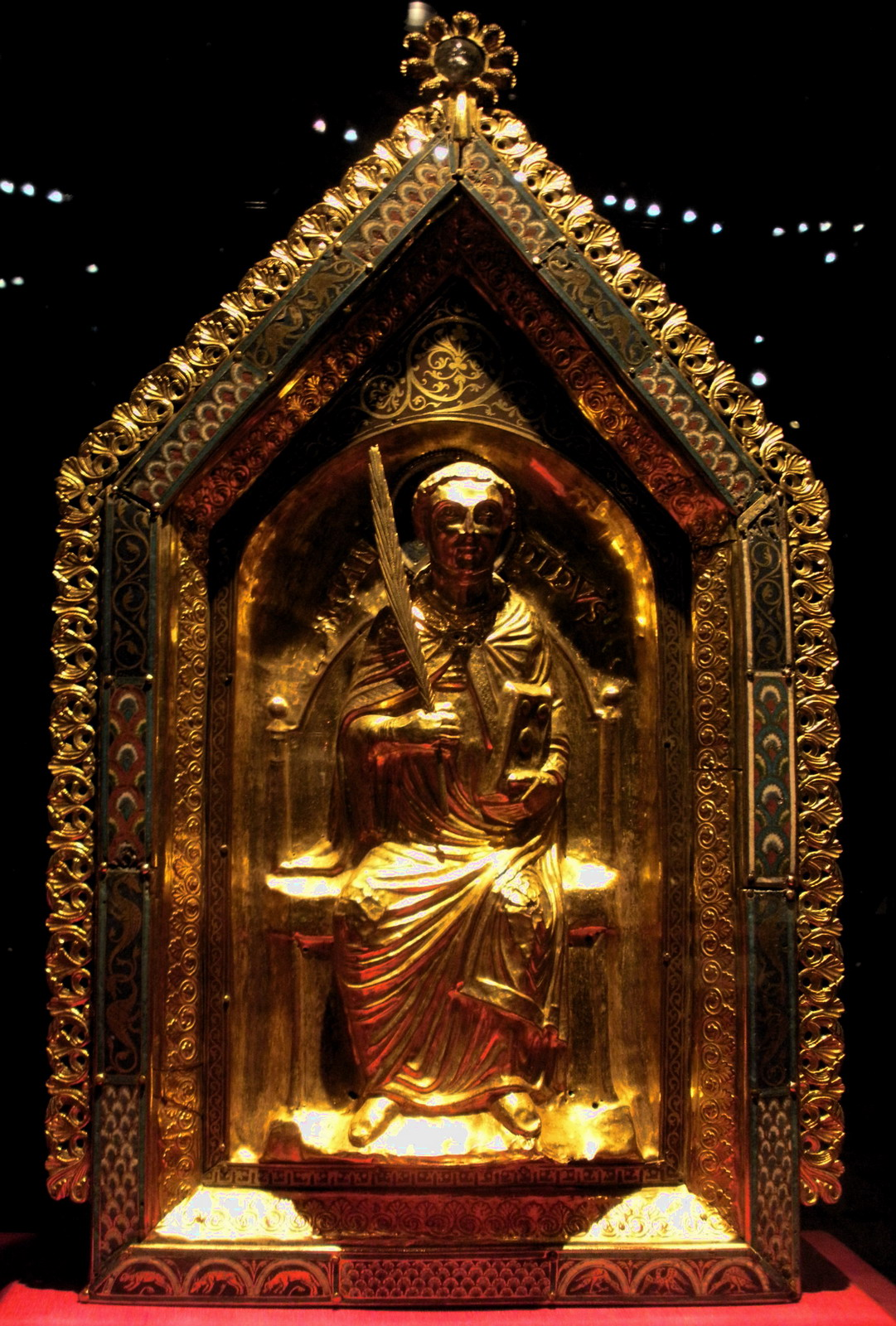
Relicario de San Gondulph, Maastricht? (s. XII), Museos Reales de Arte e Historia, Bruselas
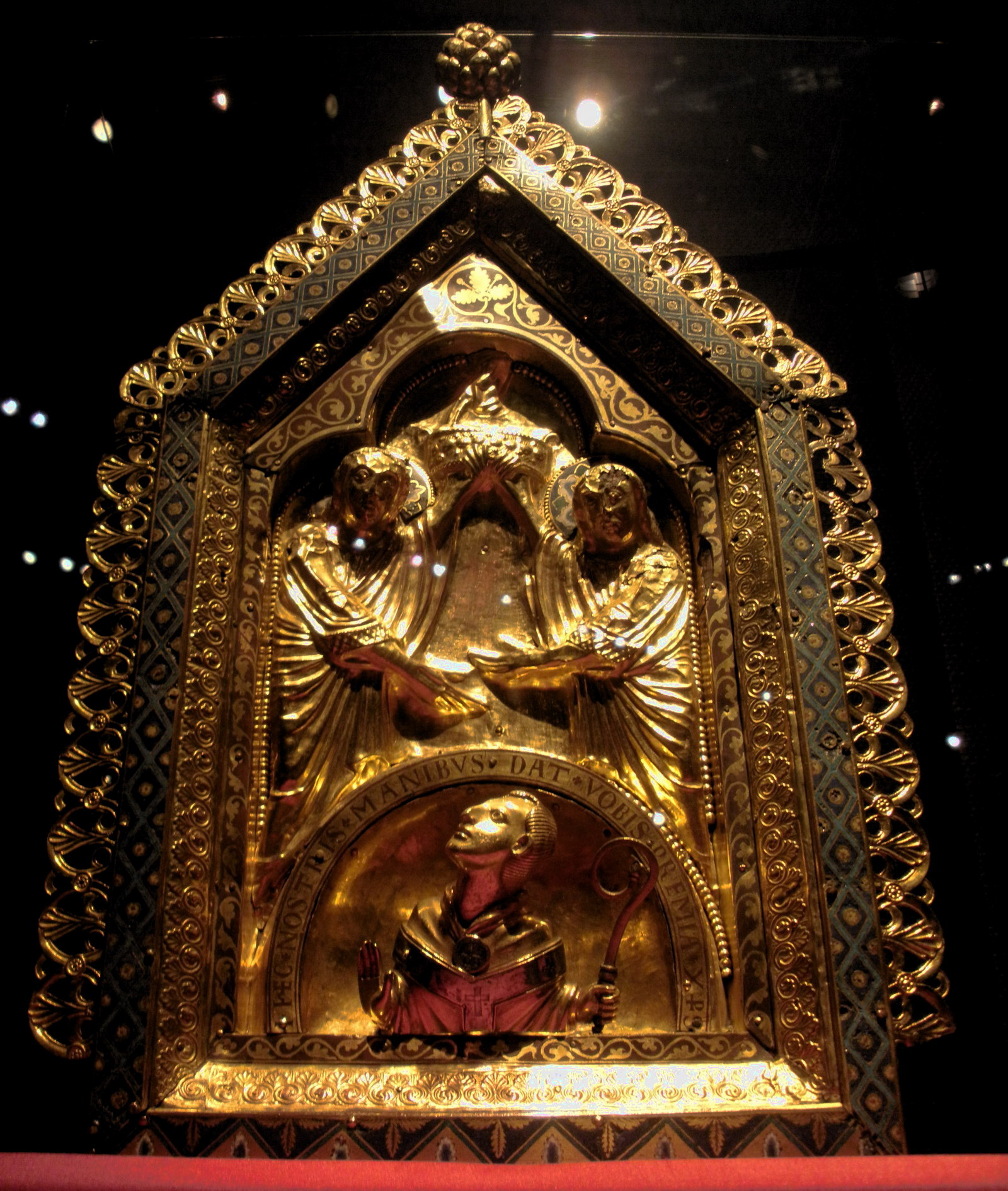
Relicario de San Gondulph, Maastricht? (s. XII), Museos Reales de Arte e Historia, Bruselas
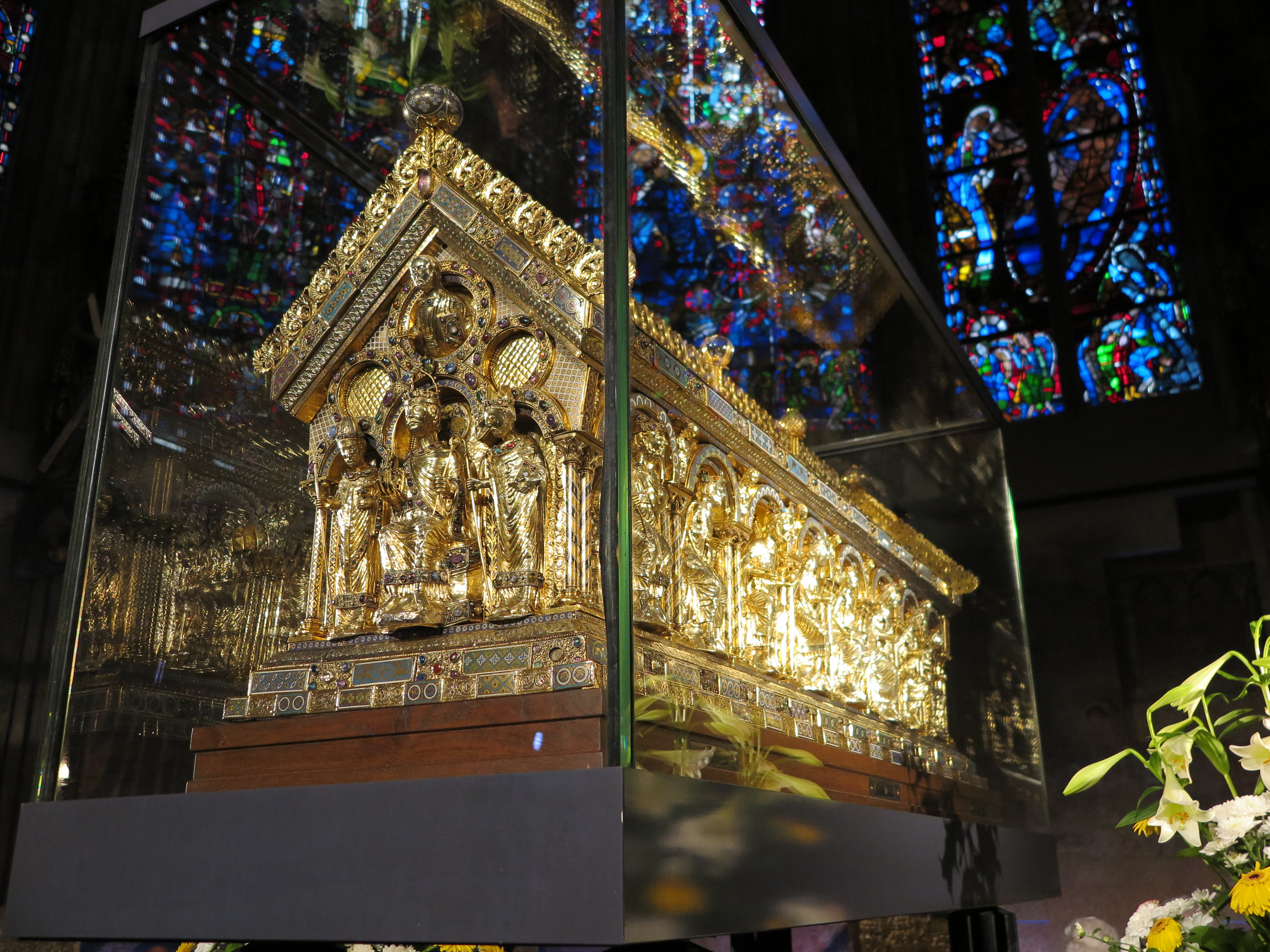
Relicario de Carlomagno (1182-1215), catedral de Aquisgrán
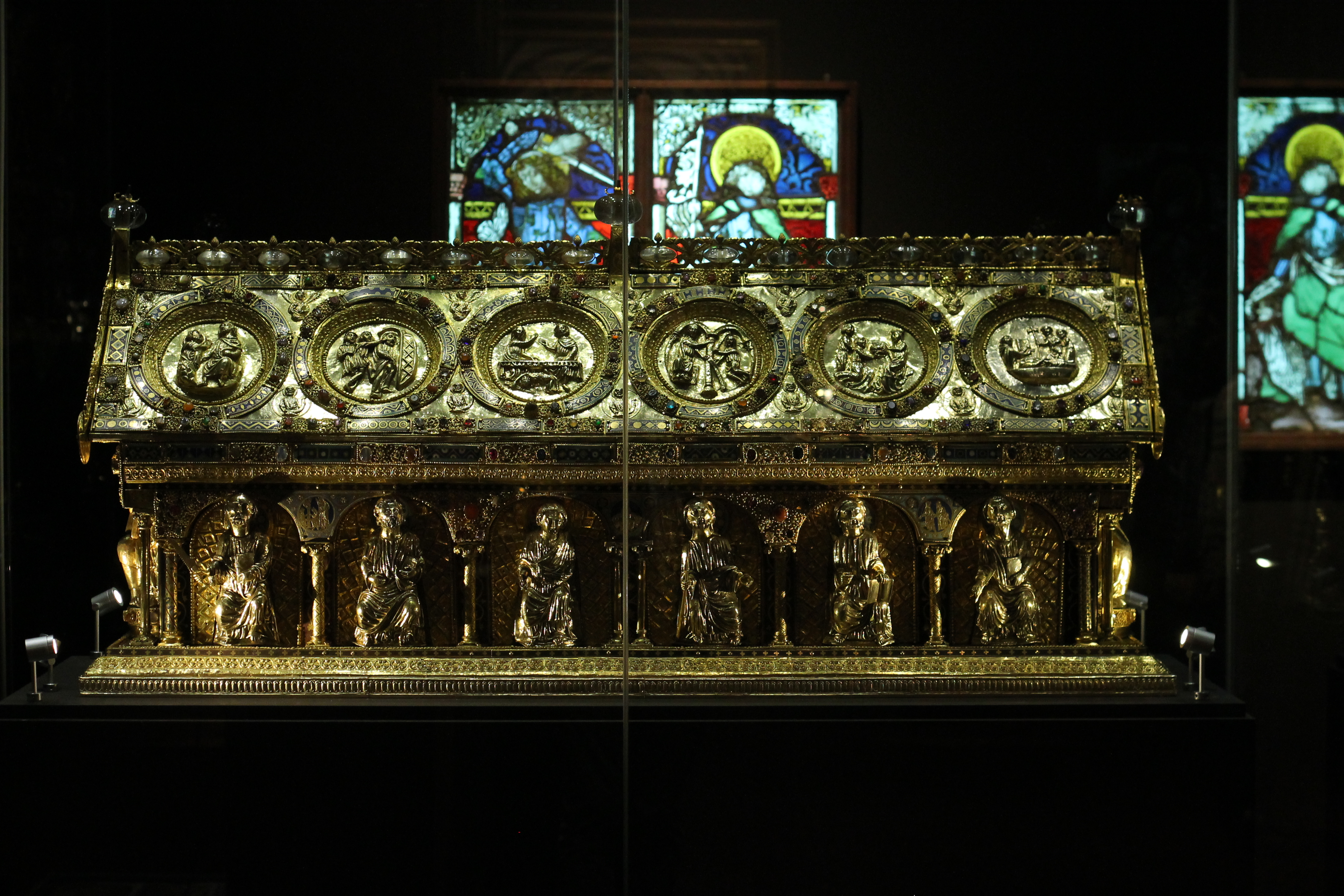
El Relicario de Saint-Maur se considera el segundo artefacto más importante en territorio checo, después de las Joyas de la Corona checa

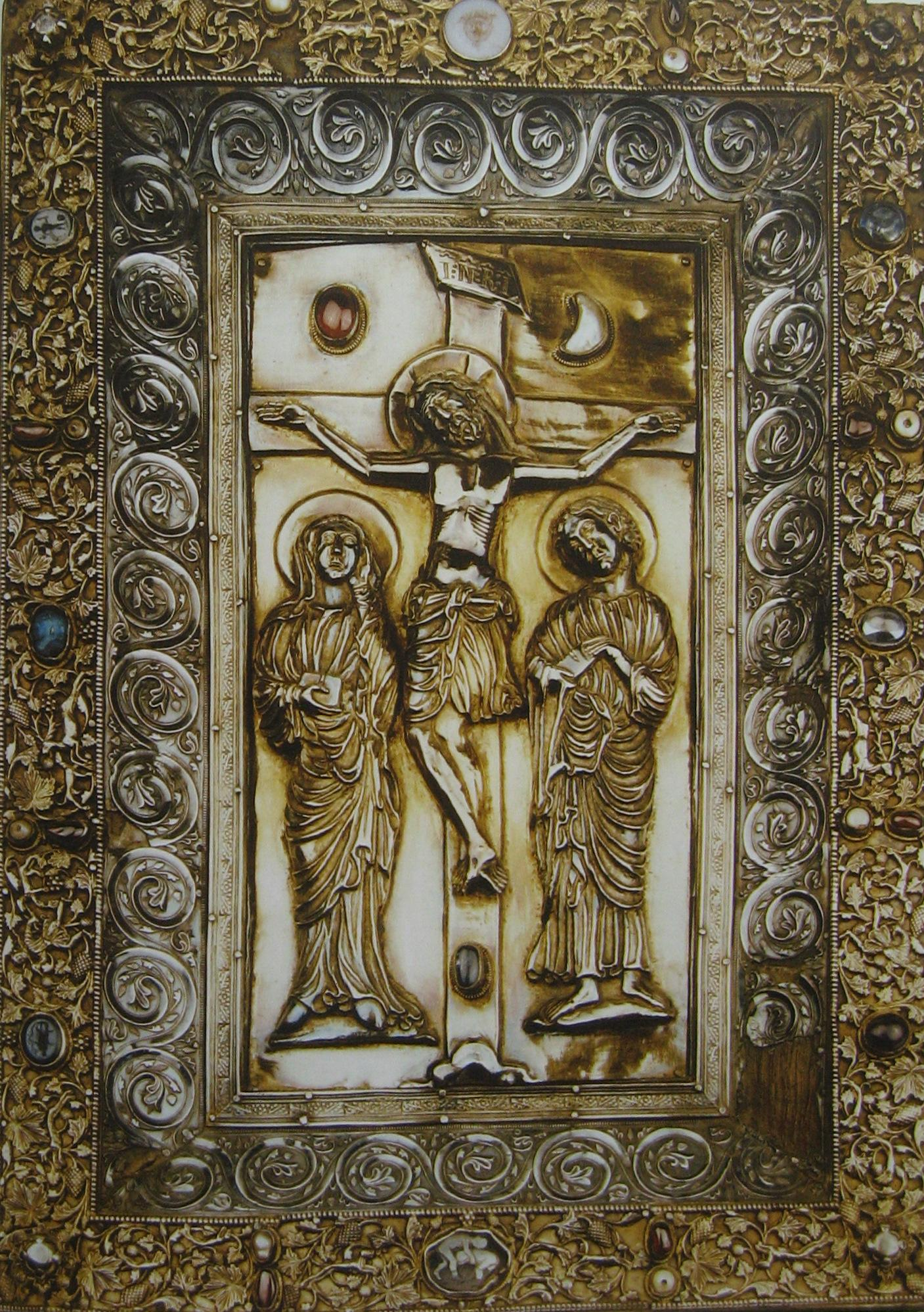
Encuadernación de un evangeliario de Hugo d'Oignies (1228-1230), Trésor d'Hugo d'Oignies, Namur
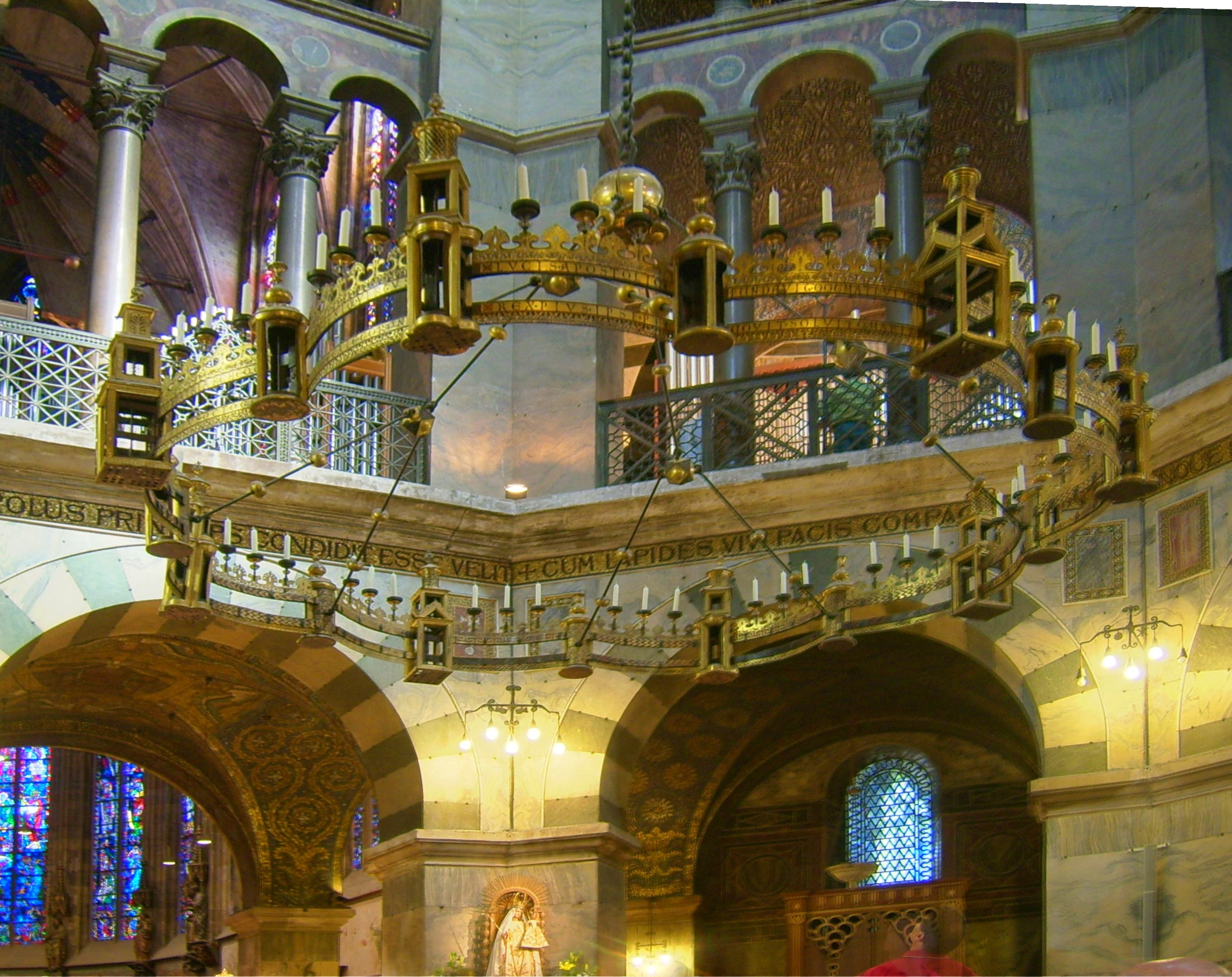
Candelero de Federico I Barbarroja, emperador del Sacro Imperio, catedral de Aquisgrán
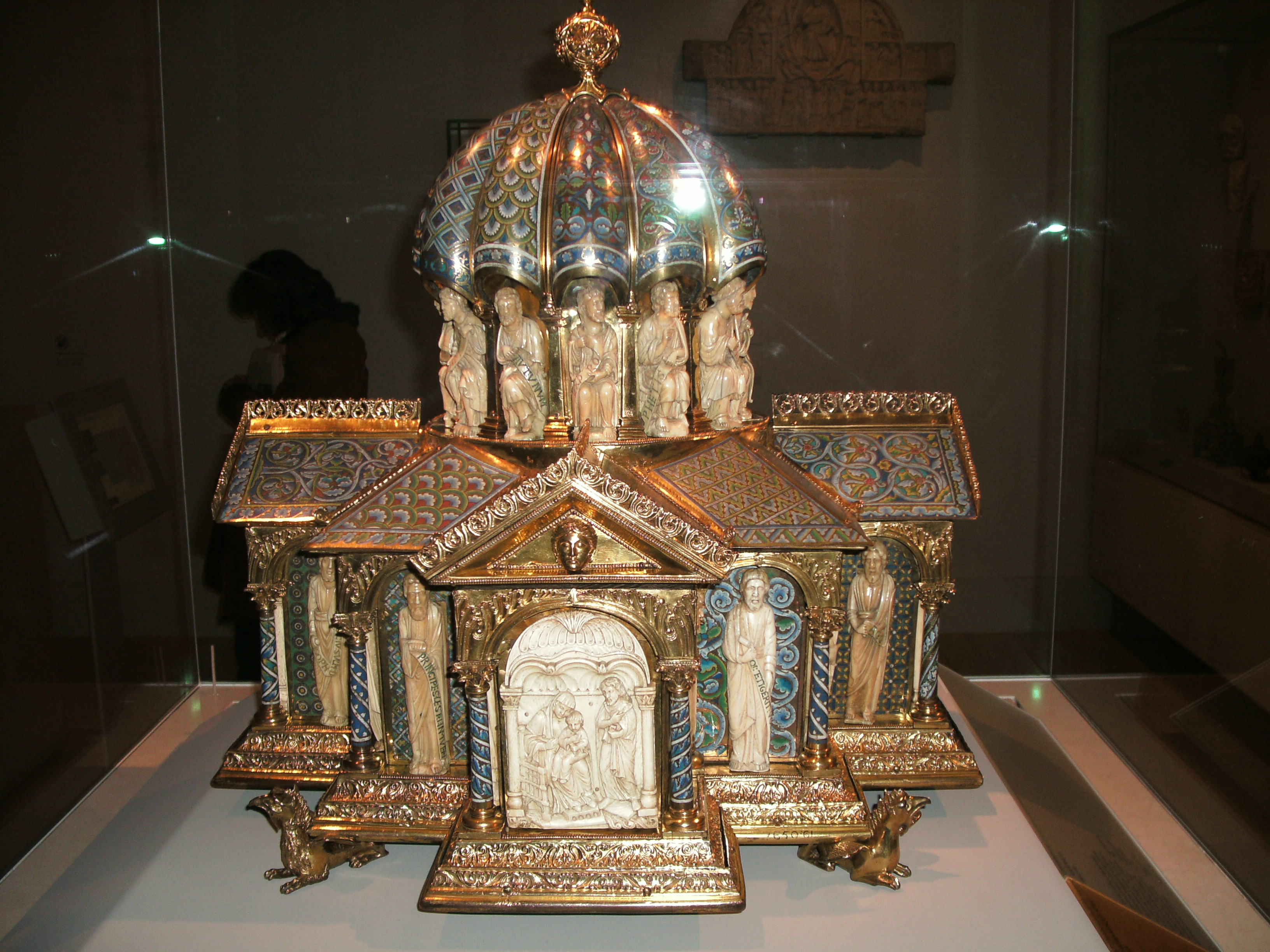
Tabernáculo (c. 1180), arte mosano, Colonia, Victoria and Albert Museum
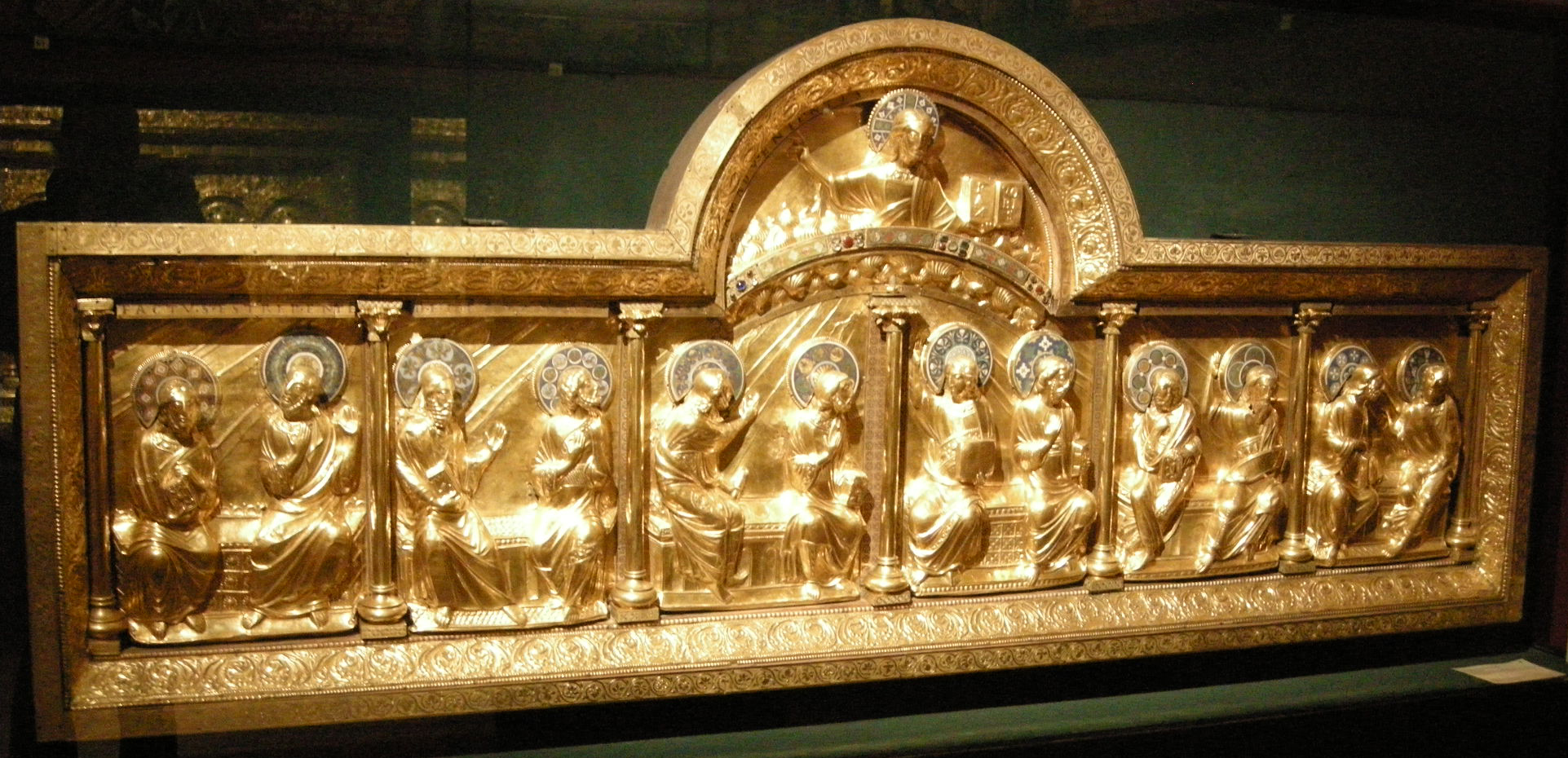
Retablo de la abadía de Stavelot (1160-1170), Musée National du Moyen-Âge, Paris
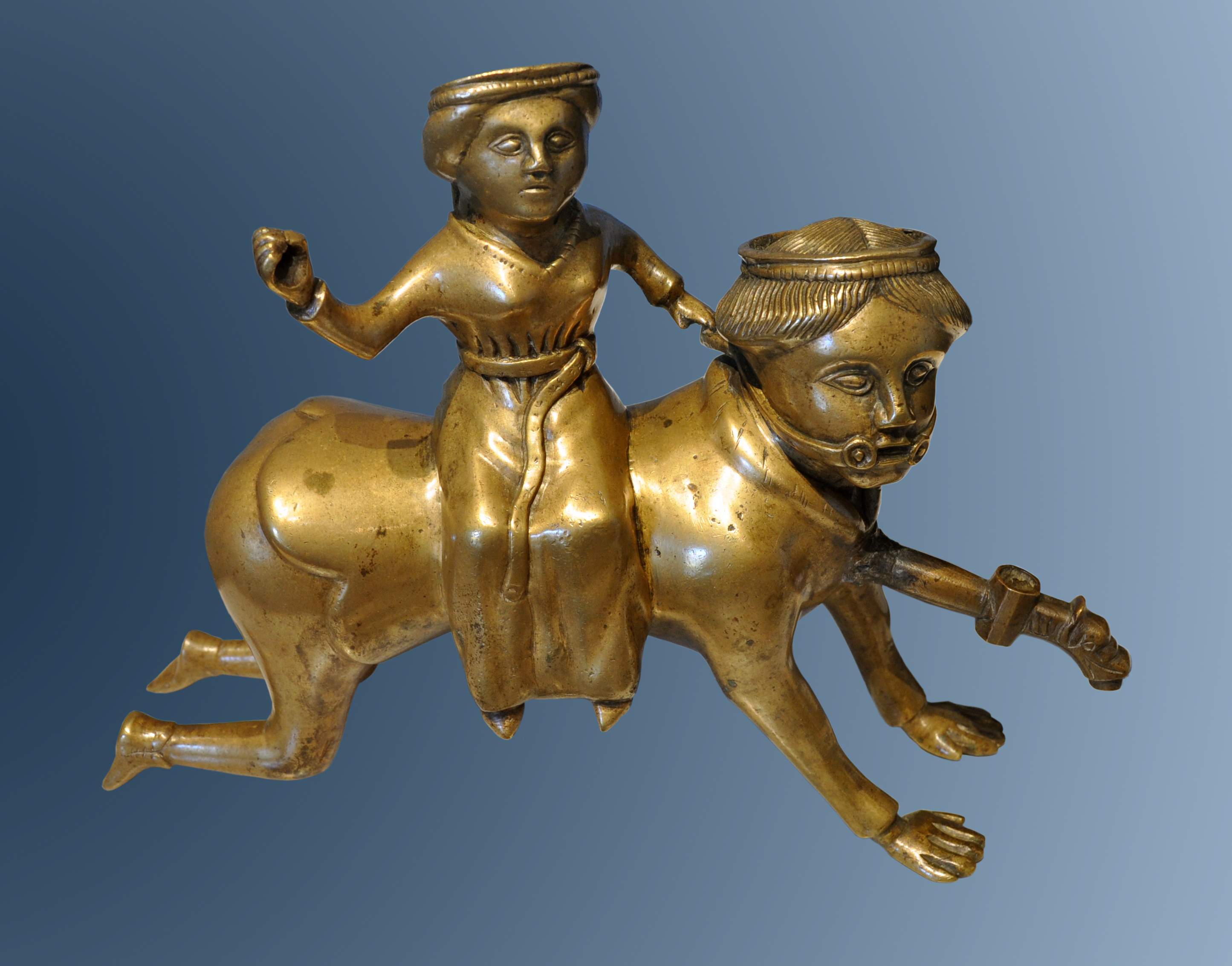
Aguamanilo que representa a Aristóteles y Filis (1.ª mitad del siglo XV), región mosana (?), Museos Reales de Arte e Historia, sección de Artes decorativas europeas, Bruselas

### Champlevé

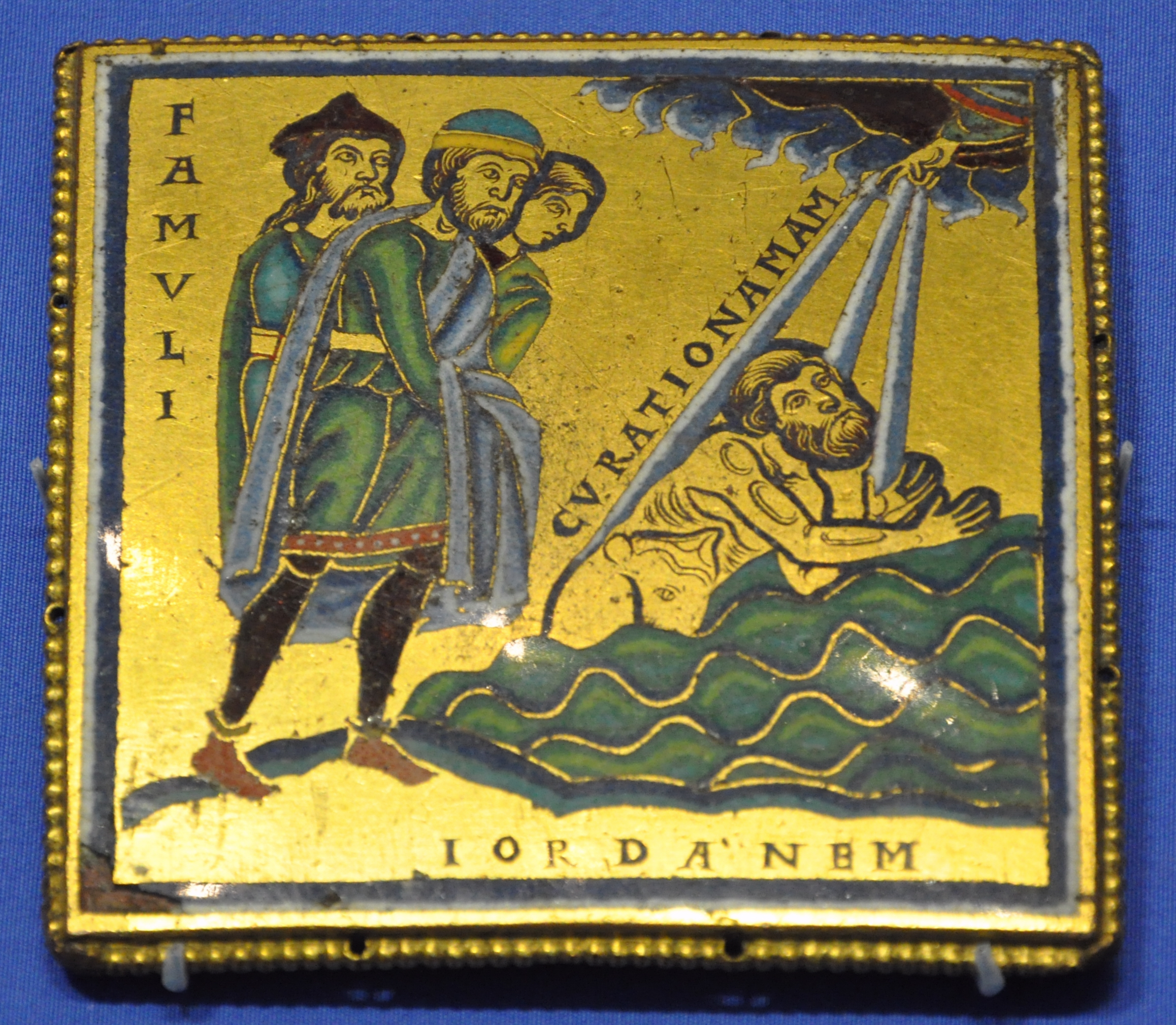
Curación de Naamán en el Jordán (ca. 1150), British Museum

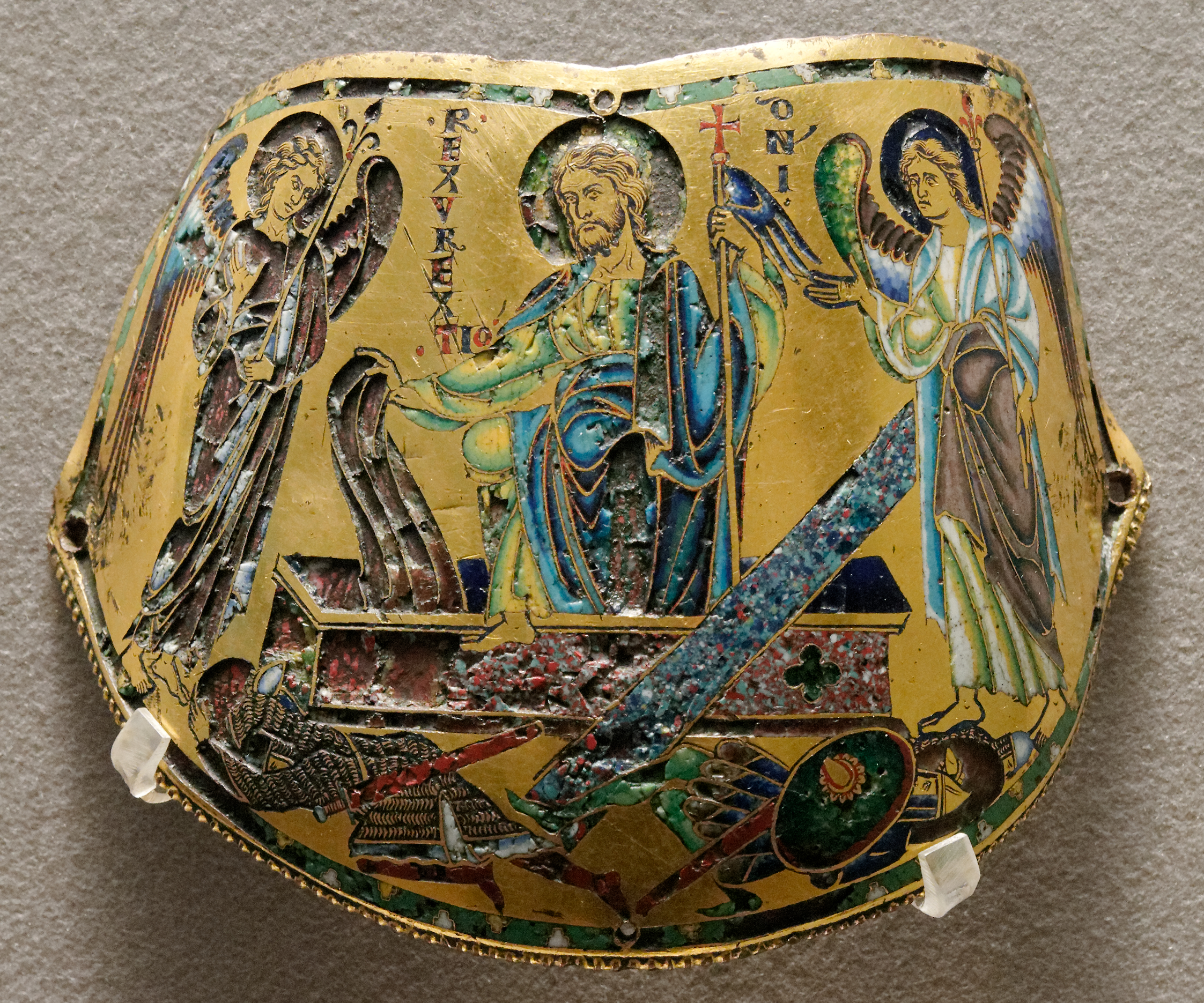
Armilla representando la resurrección de Cristo (1170-1180), Museo del Louvre

El champlevé —una técnica de esmaltado utilizada en artes decorativas— está particularmente asociada con el arte mosano. Esta técnica de trabajo del esmalte se desarrolló a finales del siglo XI. Los esmaltes mosanos son, junto con los de Limoges, los más famosos. El trabajo también podría realizarse sobre oro o bermellón. El Tríptico de Stavelot expuesto en Nueva York constituye una de las obras mosanas más bellas. El Altar portátil de Stavelot, visible en la sala del tesoro de los Museos Reales de Arte e Historia de Bruselas, constituye otra obra notable.

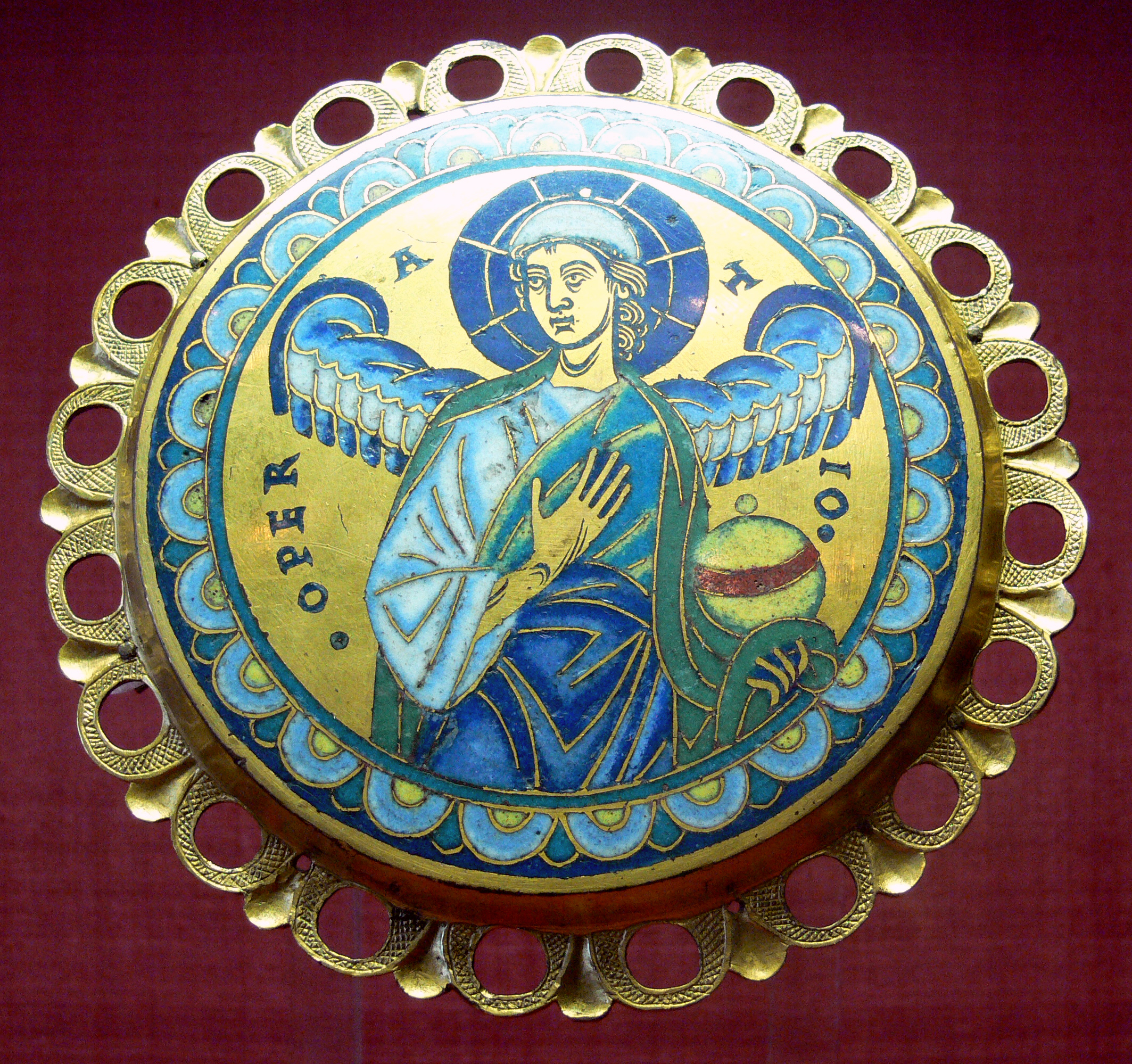
Médaillon OPERATIO de l'ancien retable de Saint-Remacle de l'Abbaye de Stavelot (1150), Musée des arts décoratifs de Berlin
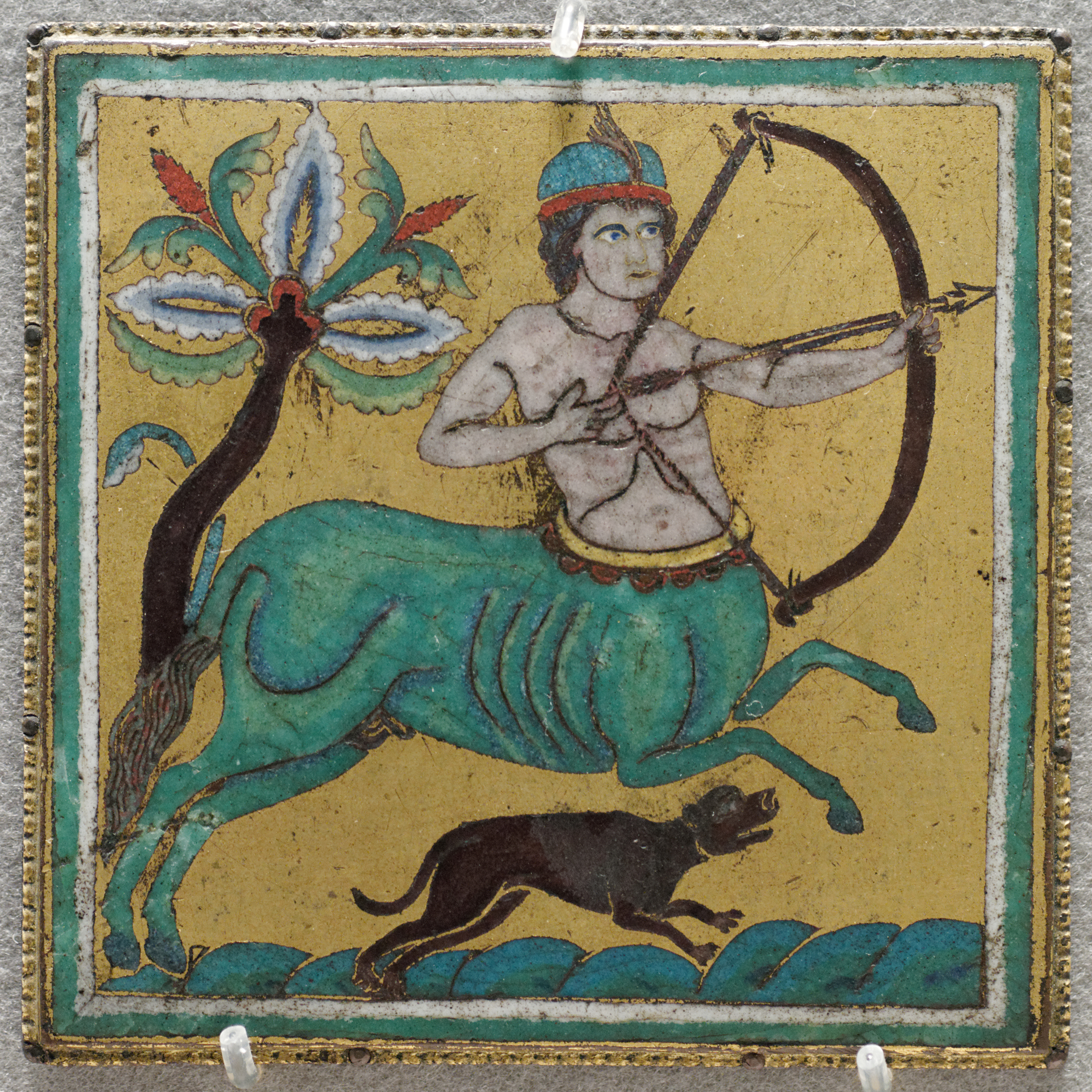
Placa que representa un centauro, esmalte champlevé sobre cobre dorado (1160-1170), Museo del Louvre
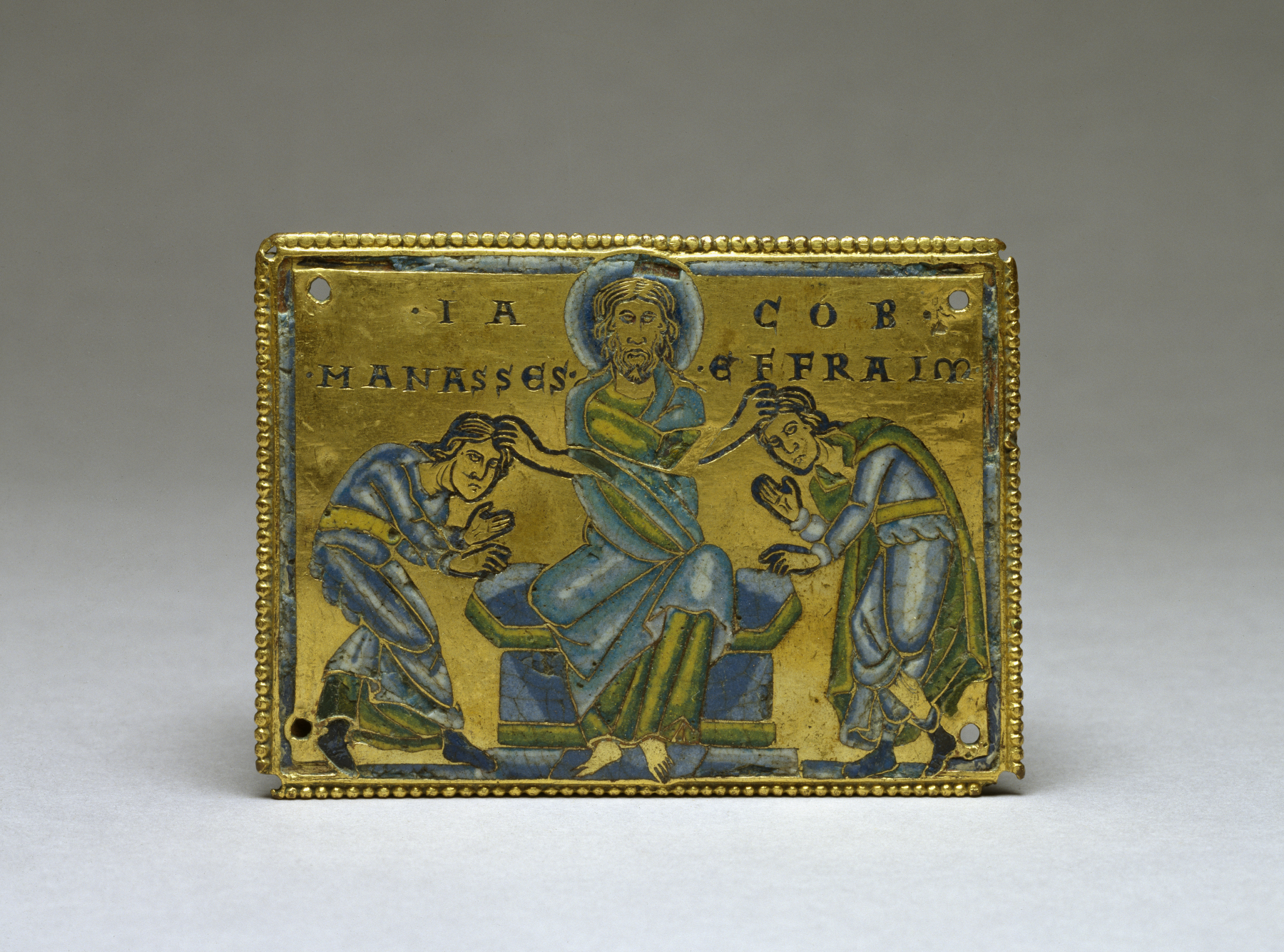
Jacob bendiciendo a Manasés y Efraín, Taller de Godefroy de Huy, Walters Art Museum, Baltimore.
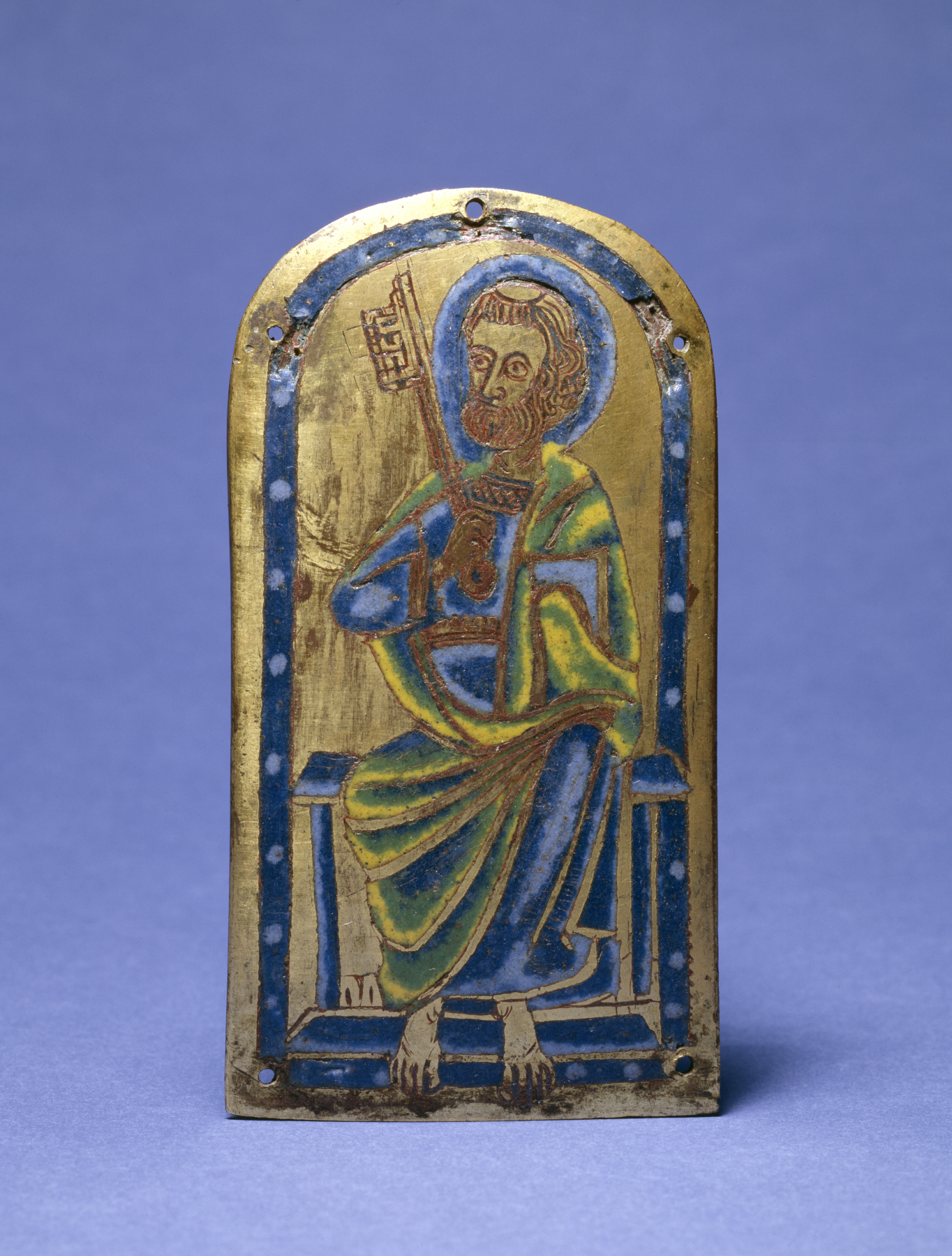
San Pedro sosteniendo las llaves de los reinos del Cielo y de la Tierra (1160-1180), Walters Art Museum
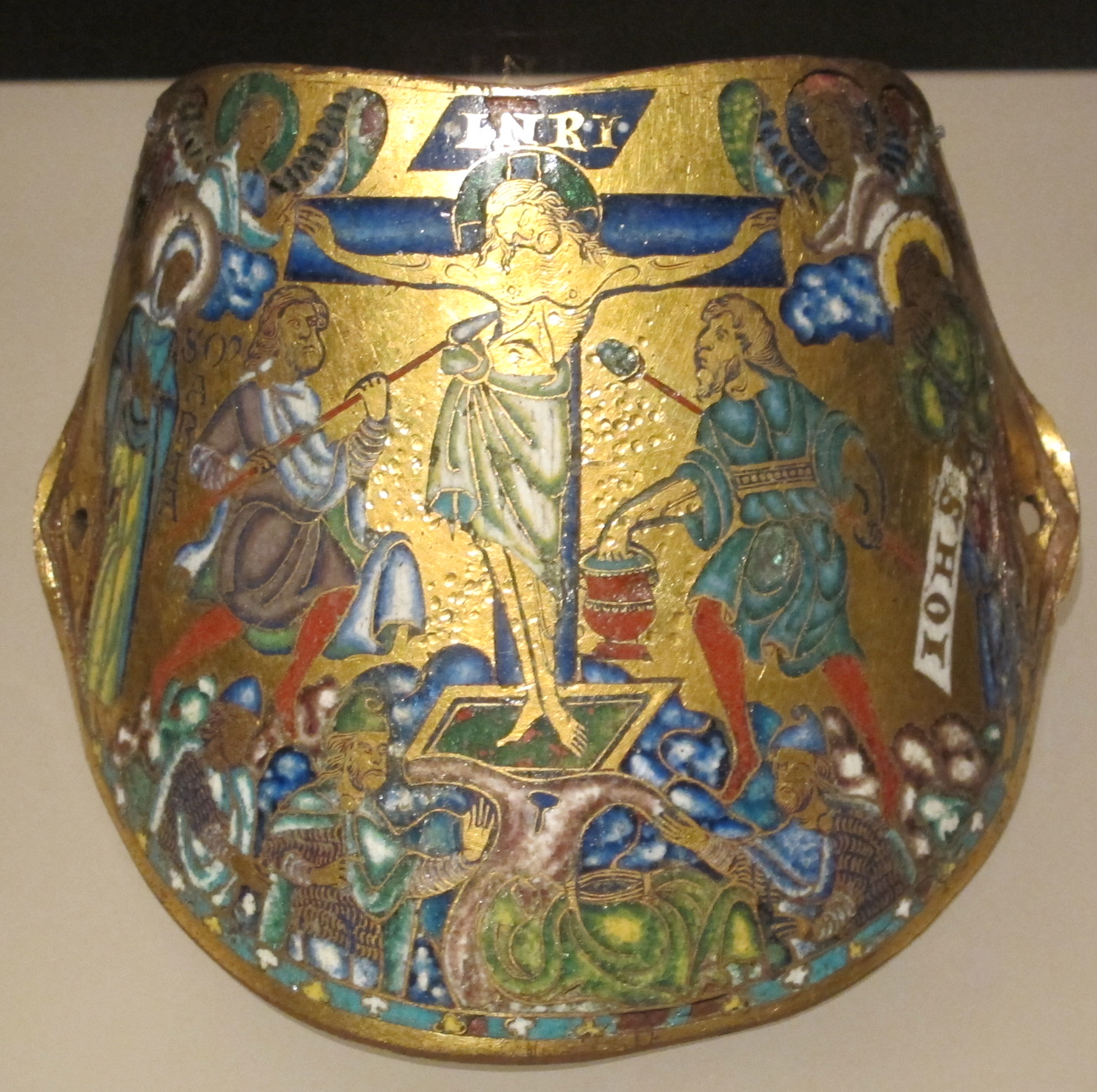
Armilla que representa La crucifixión (1170-1180), Germanisches Nationalmuseum, Nuremberg

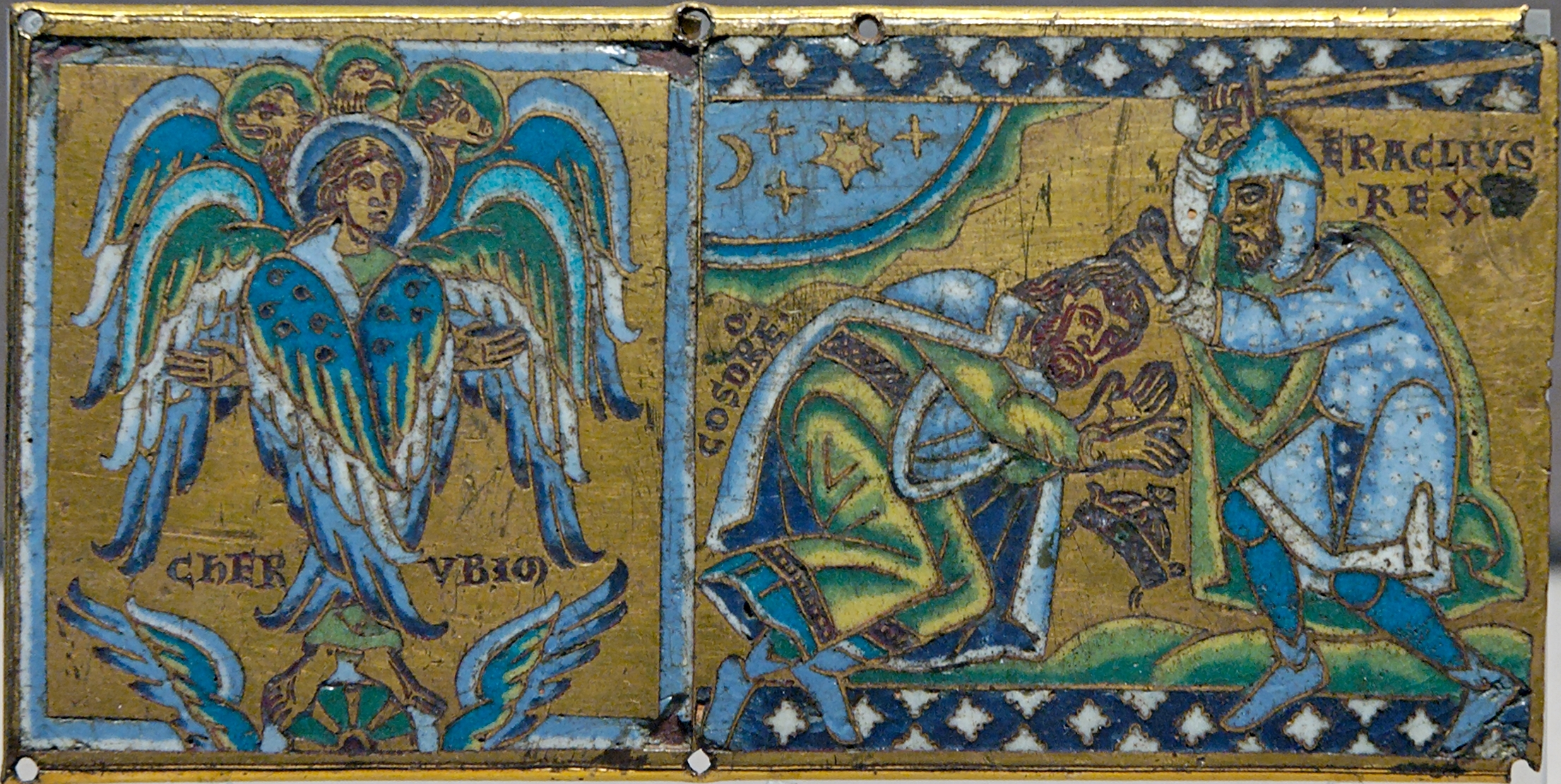
Querubín y el emperador bizantino Heraclio sometiendo al rey sasánida Cosro II, placa procedente de una cruz (1160-1170), Museo del Louvre
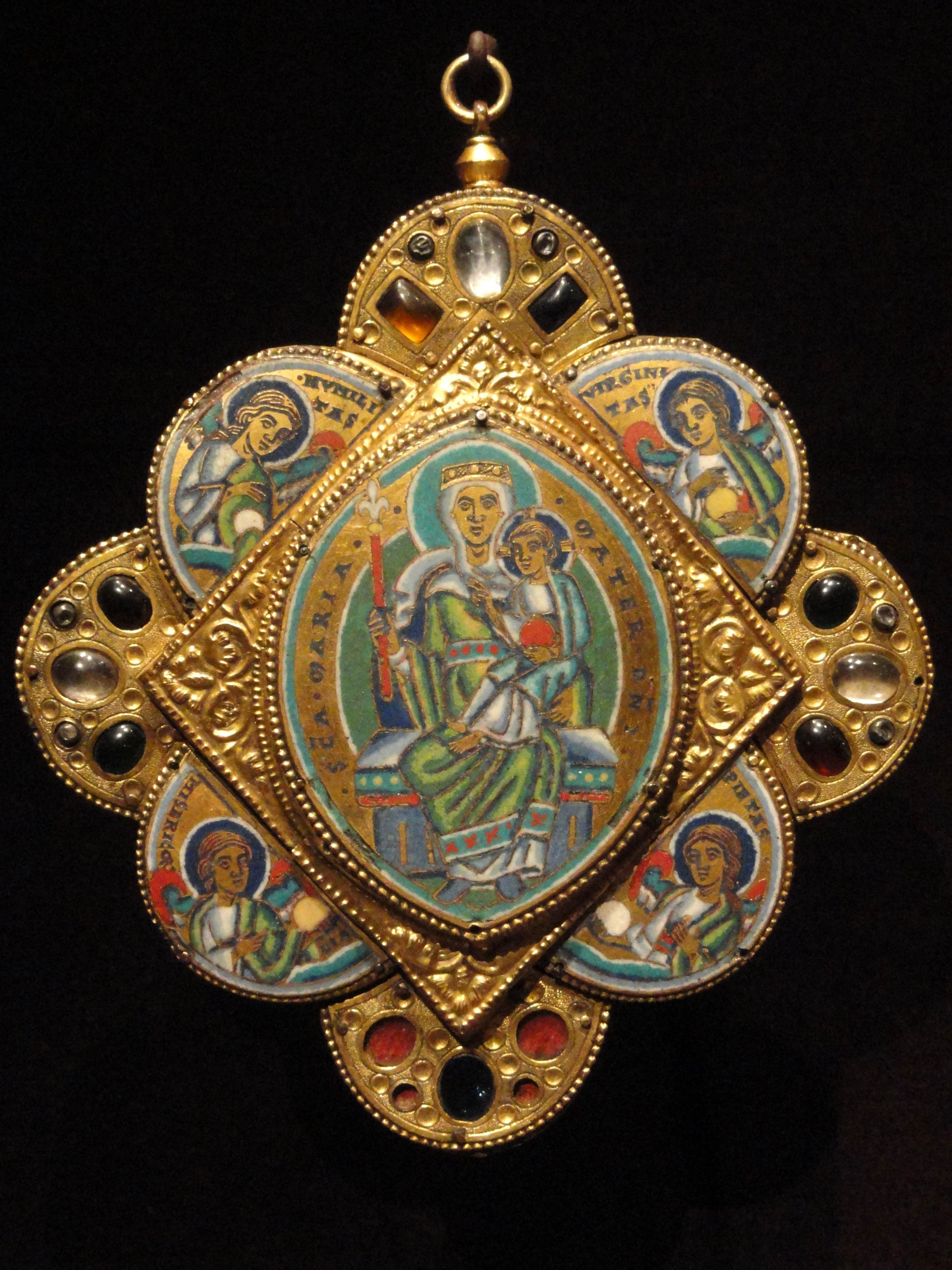
Collar con la Virgen y el Niño (ca. 1160-1170), taller de Godefroy de Huy, Cleveland Museum of Art.
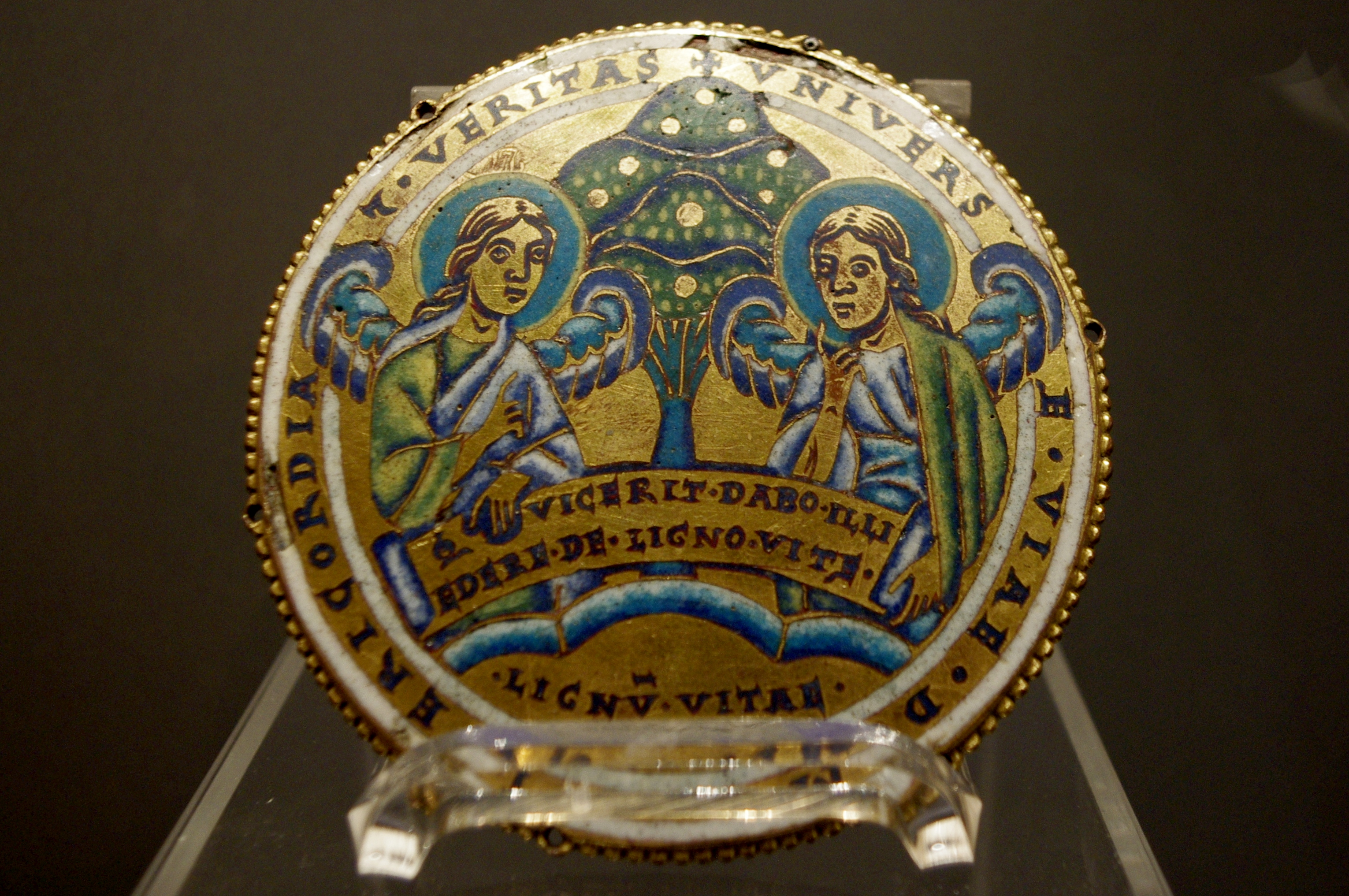
Medallón esmaltado El árbol de la vida (ca. 1160), Tesoro de la Collégiale Notre-Dame de Huy.
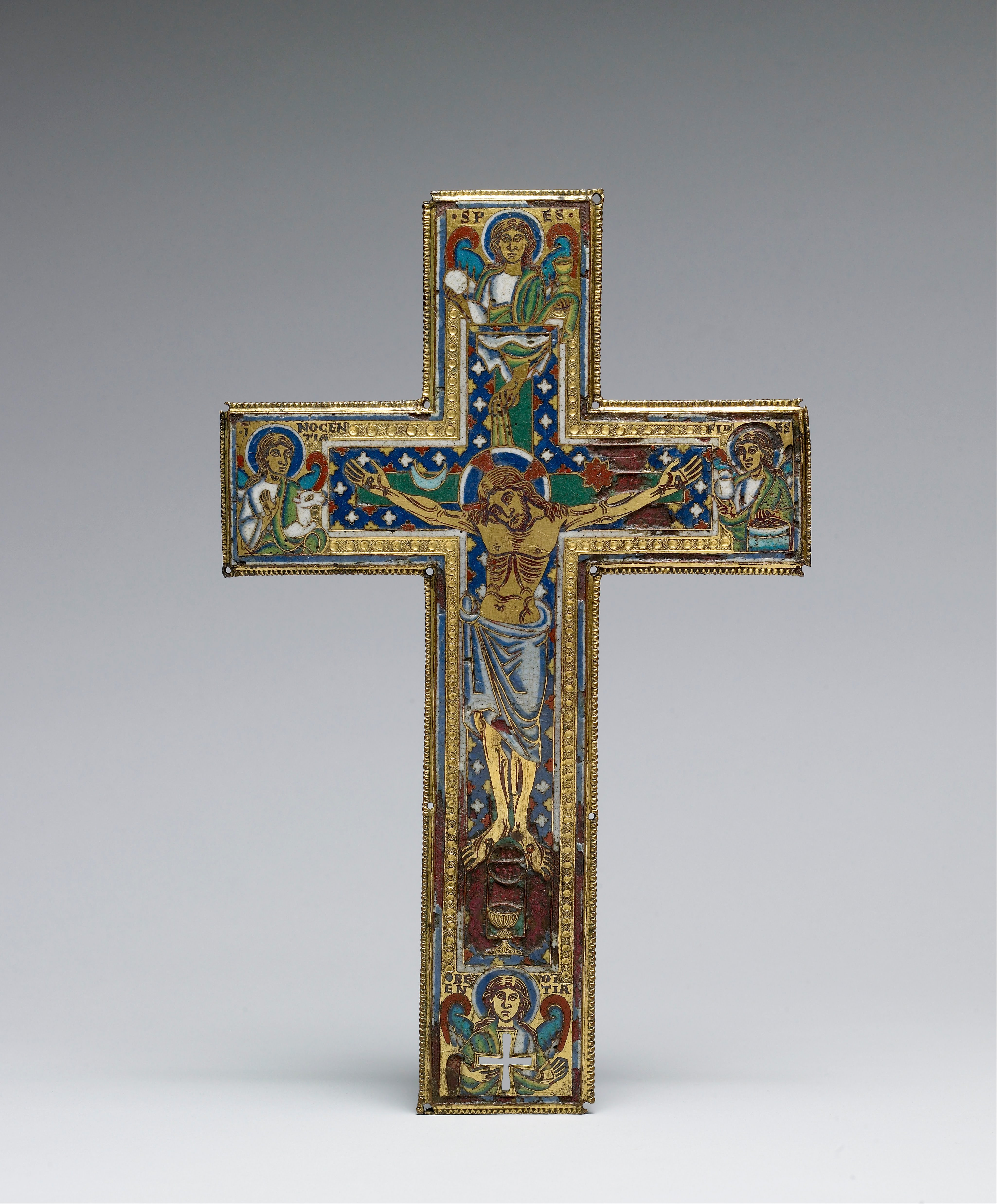
Cruz-Relicario (1150-1175), Walters Art Museum, Baltimore.

### Marfil

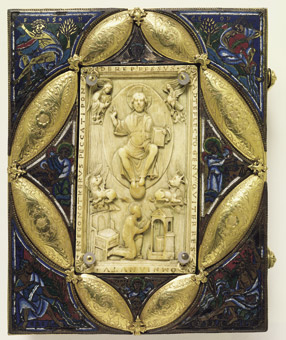
Libro del Evangelio de Notker, marfil del, esmalte del, Le Grand Curtius

El Marfíl de Notger o Libro del Evangelio de Notger es un evangeliario del siglo X al que se le añadieron esmaltes en el siglo XII. Sólo él da el contexto del arte mosano, que es a la vez de Imperio y de Iglesia. La política otoniana estableció un sistema político basado en los obispos, que eran como prefectos del Emperador. Jacques Stiennon escribe los orígenes del arte mosano en el arte carolingio: «[Notker] capta aquí en una actitud de humildad, arrodillado a la vez ante la divinidad rodeada por el tetramorfo (representación de los cuatro evangelistas bajo su símbolo animal) y un santuario que puede ser identificado con la iglesia parroquial de San Juan Evangelista de Lieja». La comparación hecha por Suzanne Collon-Gevaert con una miniatura que representa al obispo Berward de Hildesheim justifica esta interpretación (…) «Por la amplia suavidad de sus volúmenes, la obra tiene todas las características del estilo otoniano de alrededor del año 1000, estilo otoniano que se basa en gran medida en el tesoro de las fórmulas carolingias».

### Escultura
La escultura mosana utiliza tanto la piedra como la madera, prefiriendo este último material. Las esculturas están pintadas, a menudo con colores brillantes. La ejecución es suave, con mucha redondez. Los modelos suelen estar idealizados. Las proporciones entre los personajes, pero también entre la cabeza y el cuerpo, se modifican para acentuar el tema. Estos últimos están, en su mayor parte, tomados de la tradición cristiana: cristos, vírgenes, santos…
Se pueden ver colecciones muy hermosas de esculturas mosanas en el Museo de Artes Antiguas de Namurois (Musée des Arts anciens du Namurois), así como en el Museo de la Vida Valona (musée de la vie wallonne), en el Tesoro de la Catedral de Lieja y en Le Grand Curtius de Lieja. La escultura en piedra se distingue también por la creación de pilas bautismales, probablemente de inspiración galorromana, generalmente con rostros esculpidos que simbolizan los cuatro ríos de sabiduría de la Biblia. Los ejemplos más bellos son la pila bautismal de Saint-Barthélemy en Lieja, las de Gentinnes, de Séverin-en-Condroz, de Gerpinnes, de Beauvechain y de Furnaux.
La escultura arquitectónica mosana alcanzó su apogeo en el siglo XII en Maastricht, Lieja y Nivelles. Los 'Metsen' (canteros) de Maastricht trabajaron en capiteles y relieves en Utrecht, Bonn y Eisenach. Destacan:
- Capiteles de la cripta de la iglesia abacial de Rolduc (ca. 1138-1143)
- Capiteles en las galerías del Westwerk de St. Servatius , Maastricht (ca.1140-1150)
- Capiteles en el coro este de la basílica de la Asunción de Nuestra Señora de Maastricht (después de 1150)
- Capiteles de la casa del Landgrave en Wartburg, cerca de Eisenach (ca.1160)
- Vierge de Dom Rupert , relieve (hacia 1150), Museo Curtius, Lieja
- Pierre Boudon, relieve (siglo XII), Museo Curtius, Lieja
- Portal de Sansón, colegiata de Santa Gertrudis de Nivelles
- El Bautismo de Jesús en la pila bautismal de Furnaux (Namur)
- Juramento sobre las reliquias, relieve (hacia 1160), basílica de la Asunción de Nuestra Señora de Maastricht
- Tímpano Majestas Domini (siglo XII) de San Servacio, Maastricht
- Doble relieve (hacia 1160), San Servacio, Maastricht
- Relieve en 4 partes (hacia 1150), San Pedro, Utrecht

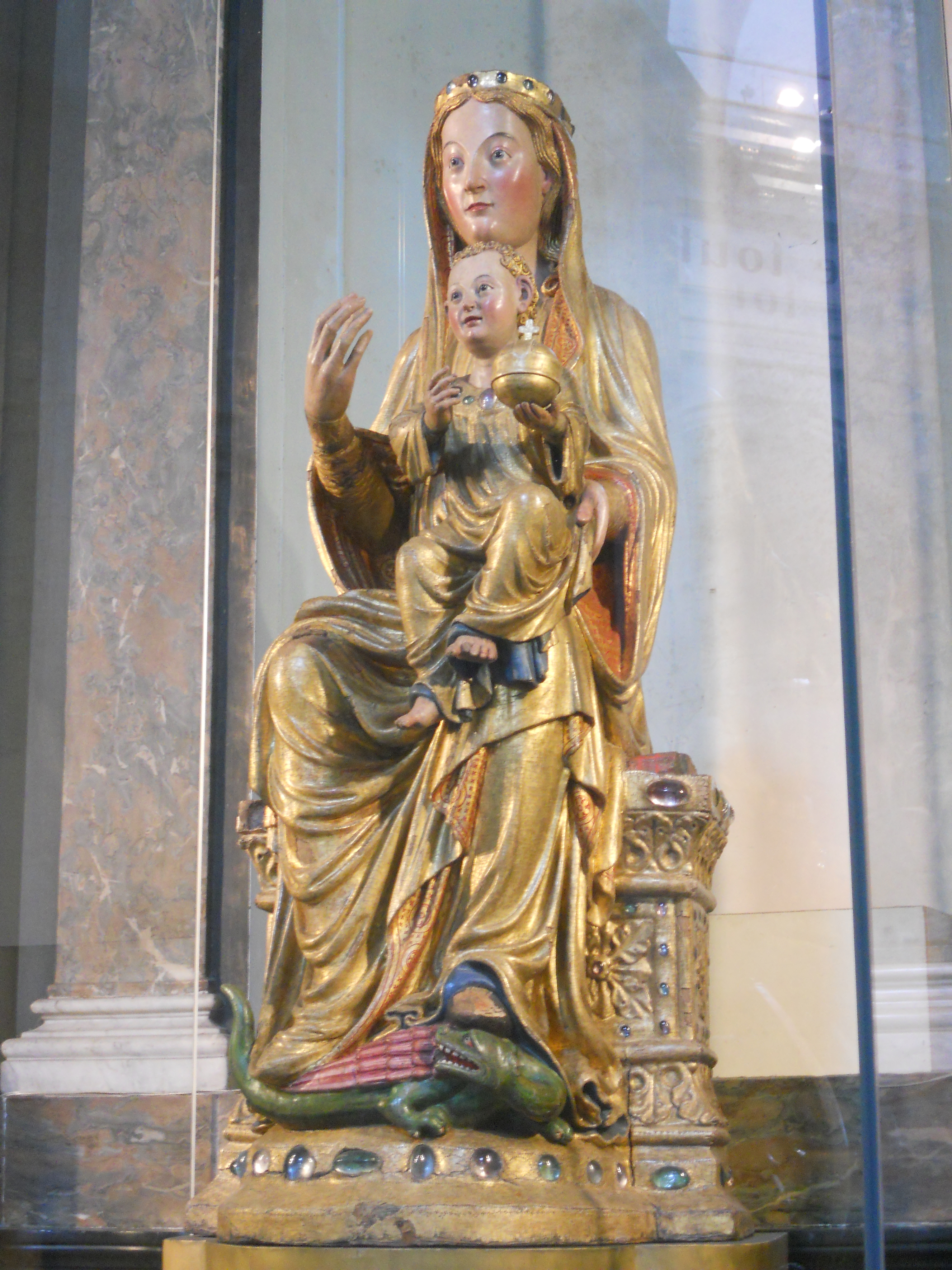
sedes sapientiae de la Iglesia de San Juan, Lieja
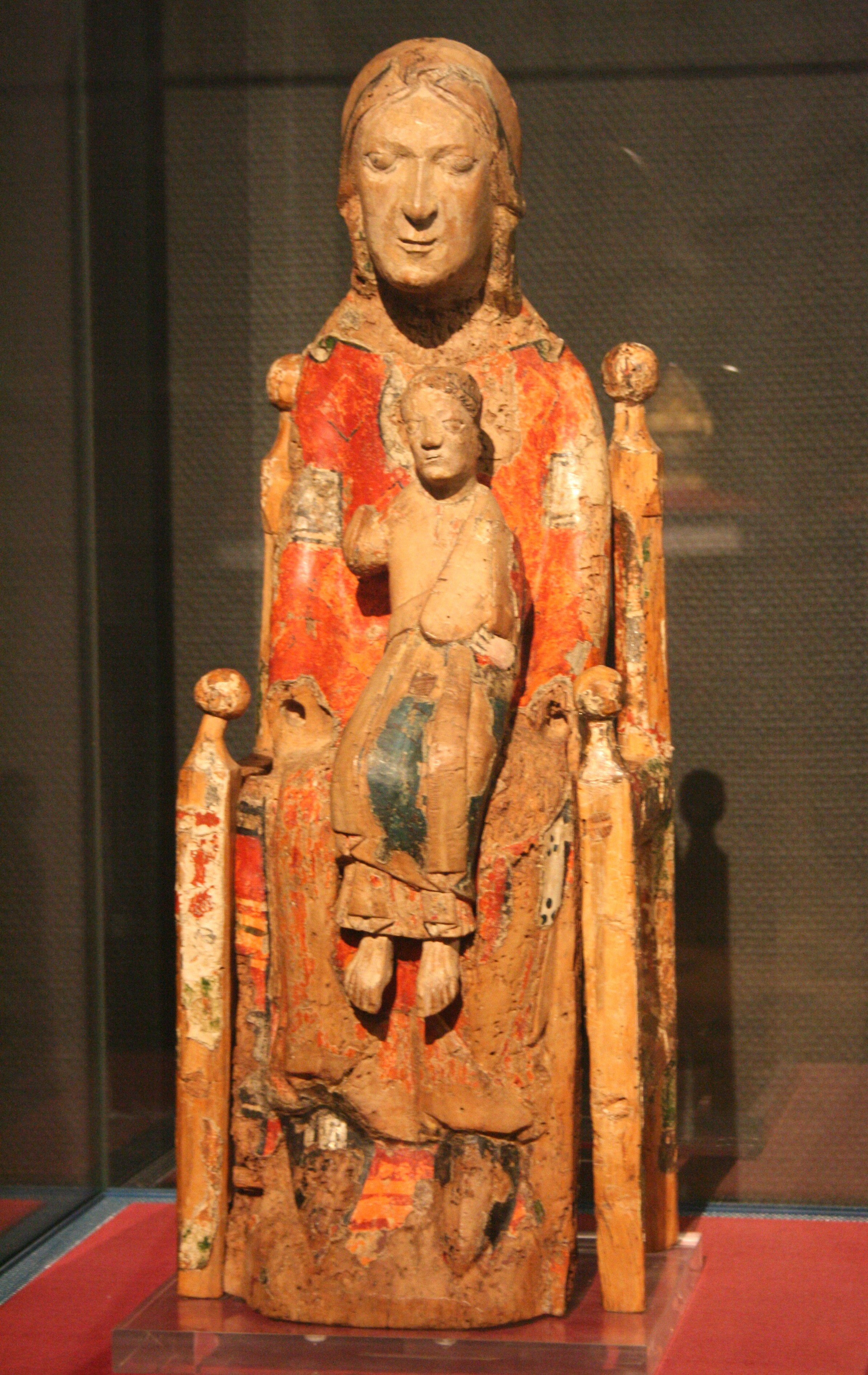
Virgen con el Niño de tipo Sedes sapientiae, siglo XI, Museos Reales de Arte e Historia, sección de Artes Decorativas Europeas, Bruselas
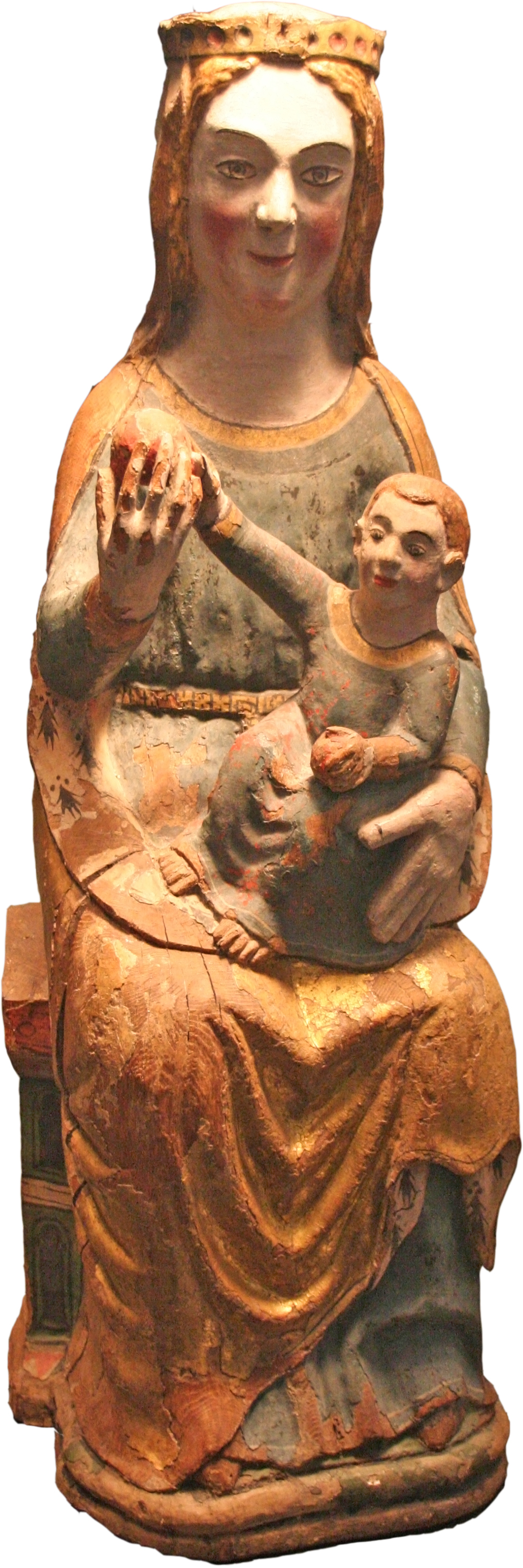
Lieja, Le Grand Curtius, Sedes Sapientiae, madera (siglo XIII)
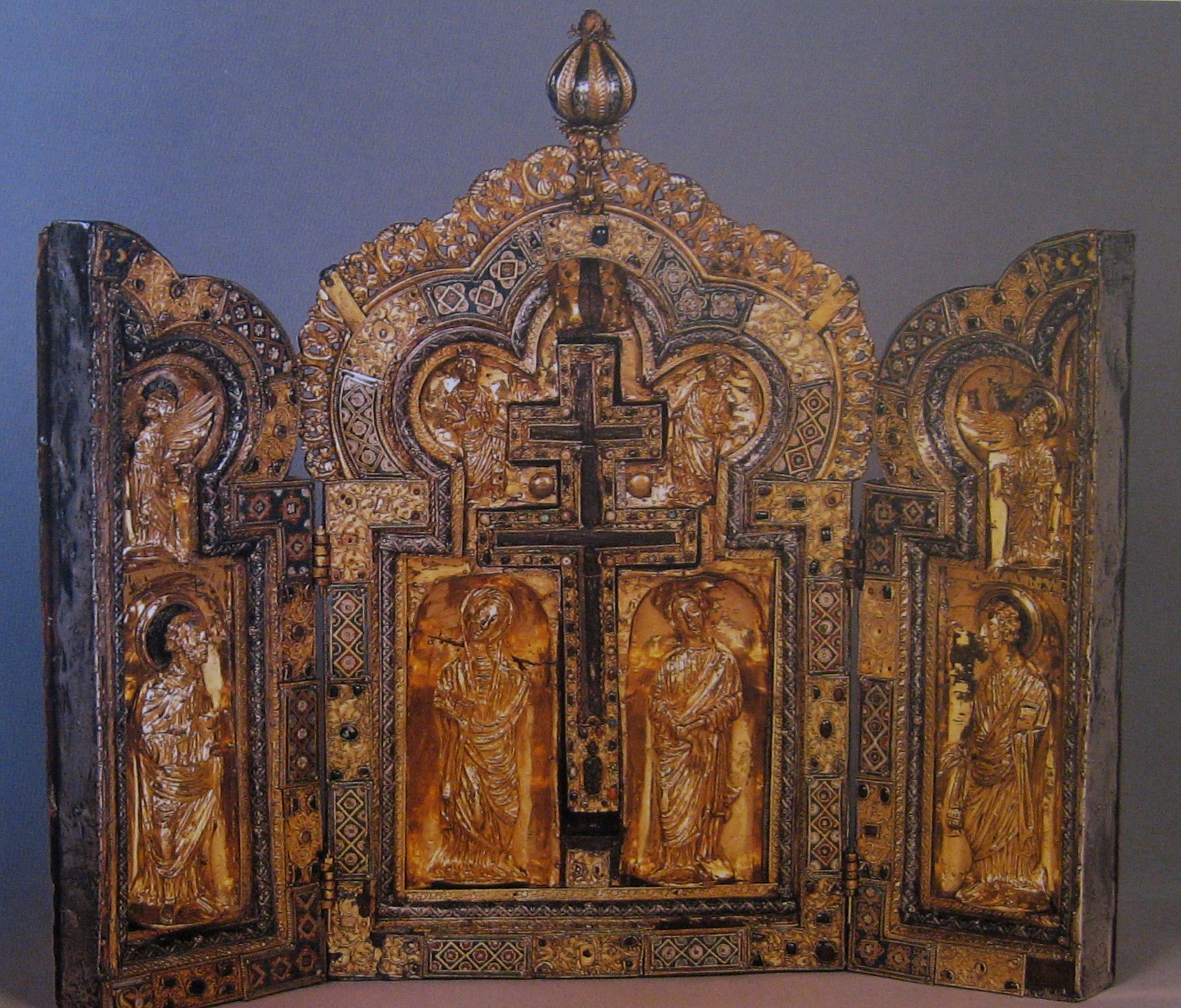
Tríptico de la abadía de Florennes (1200-1210), Museos Reales de Arte e Historia, Bruselas
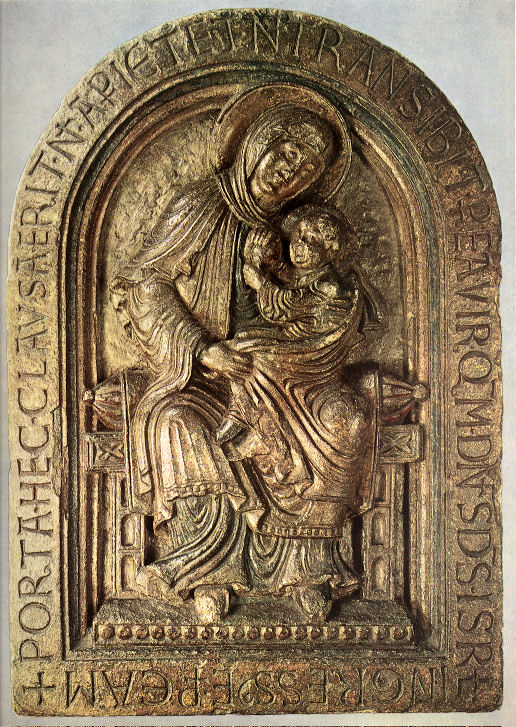
Virgen de Dom Rupert, Le Grand Curtius Lieja.
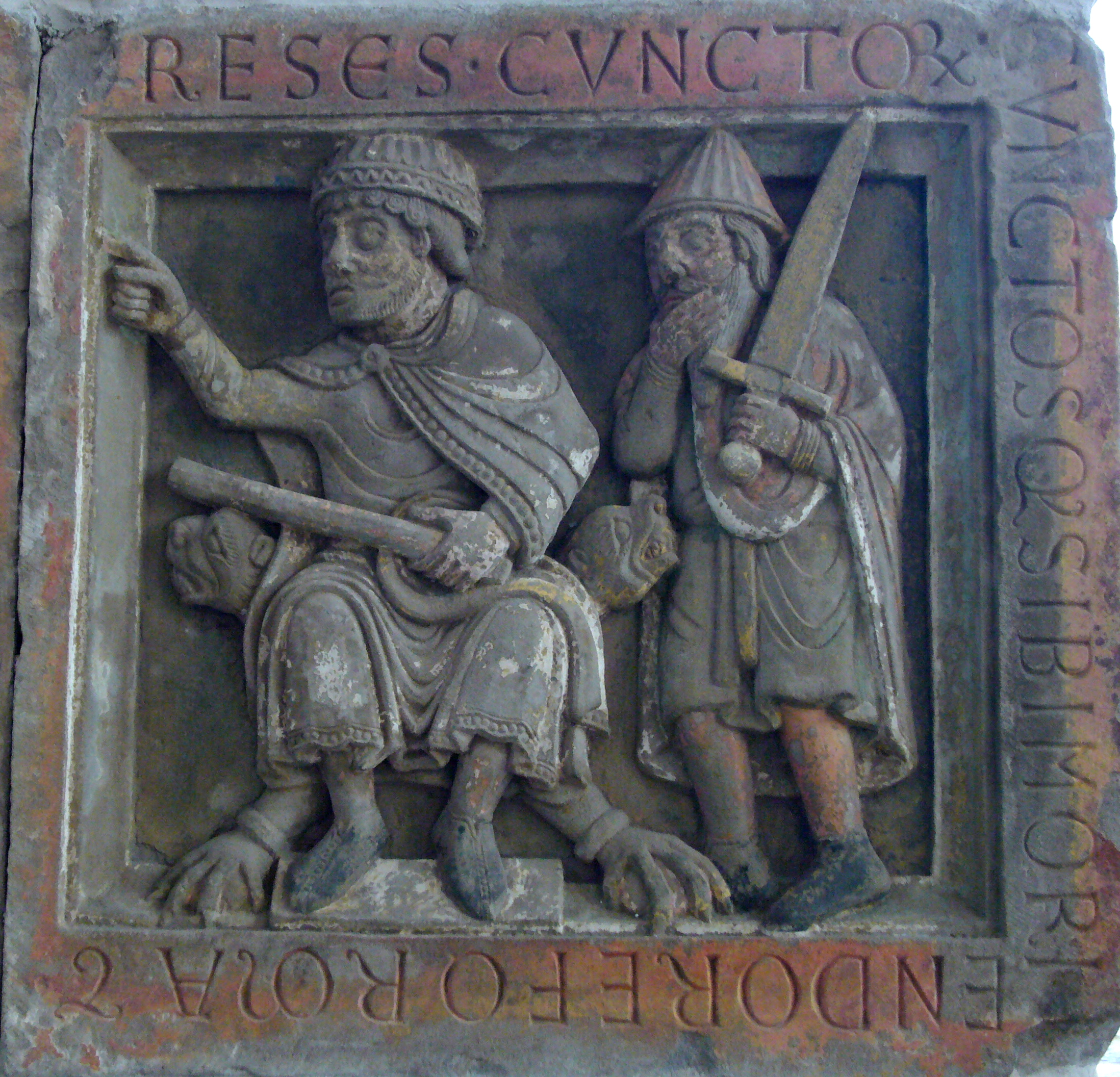
Utrecht, iglesia de San Pedro. Poncio Pilato señalando a Cristo (relieve en 4 partes)
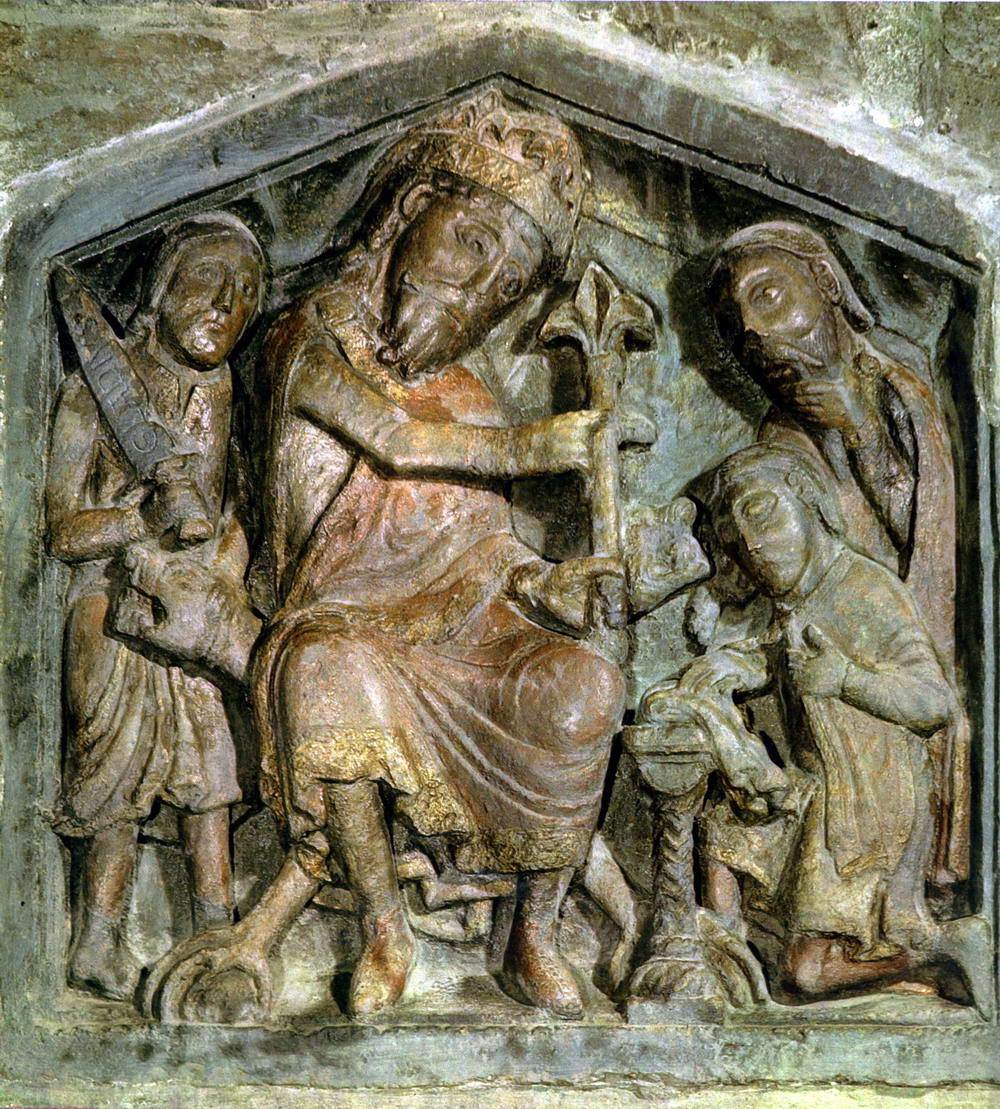
Juramento sobre las reliquias (Eed op de relieken), basílica de la Asunción de Nuestra Señora de Maastricht
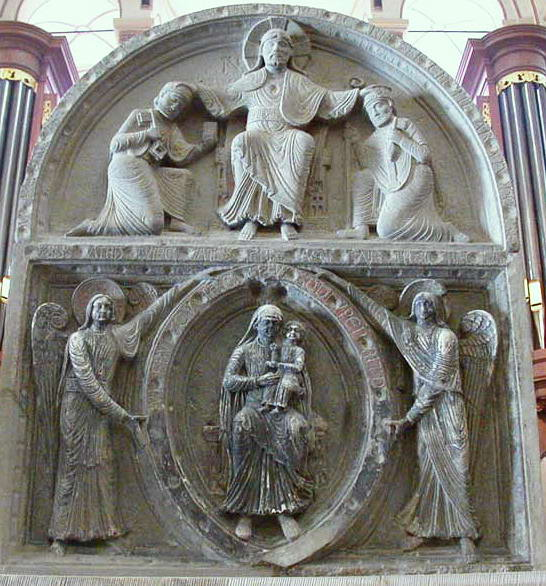
Altar occidental con doble relieve de la basílica de San Servacio, Maastricht
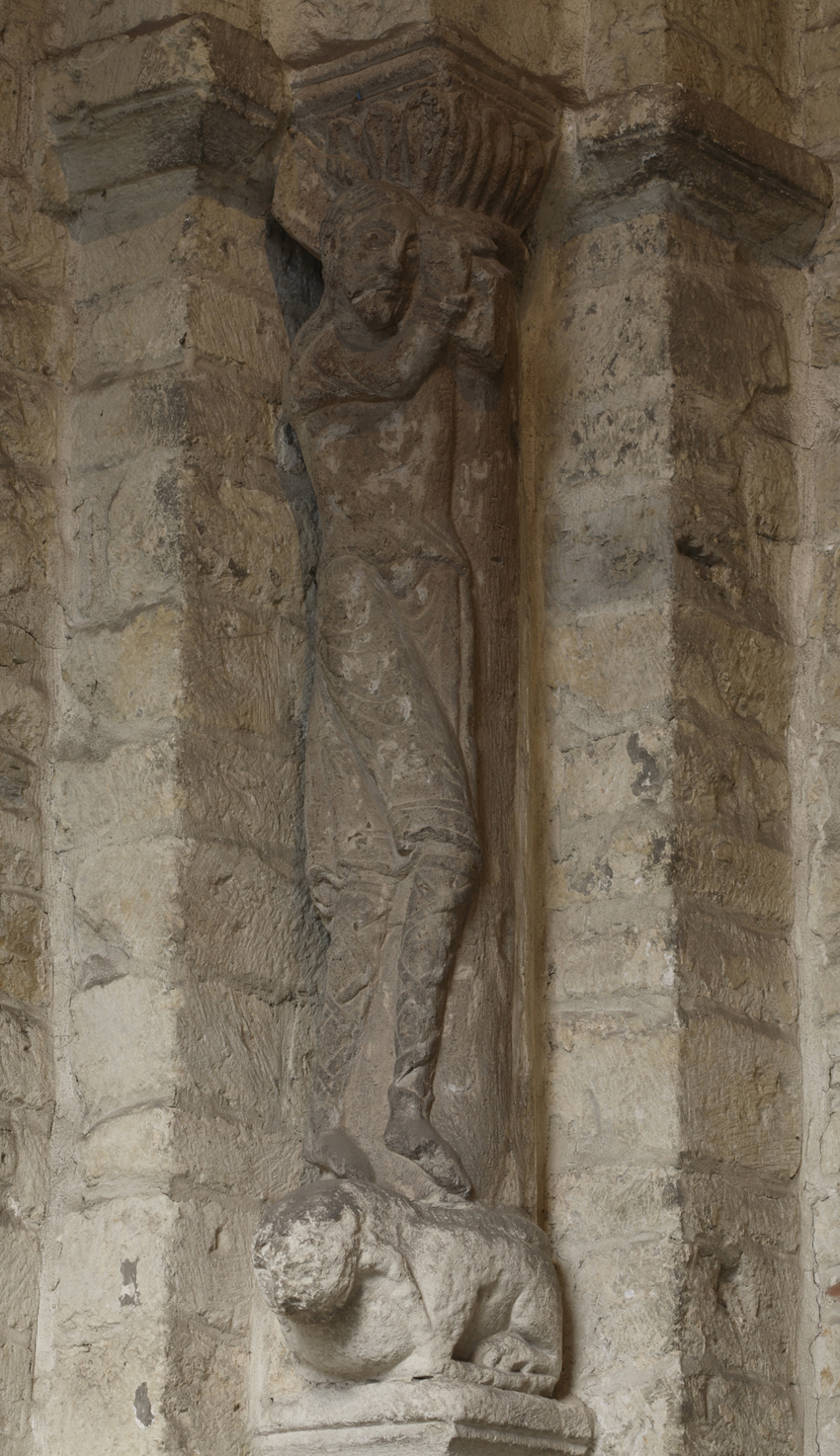
Nivelles, Colegiata de Santa Gertrudis

Pilas bautismales mosanas
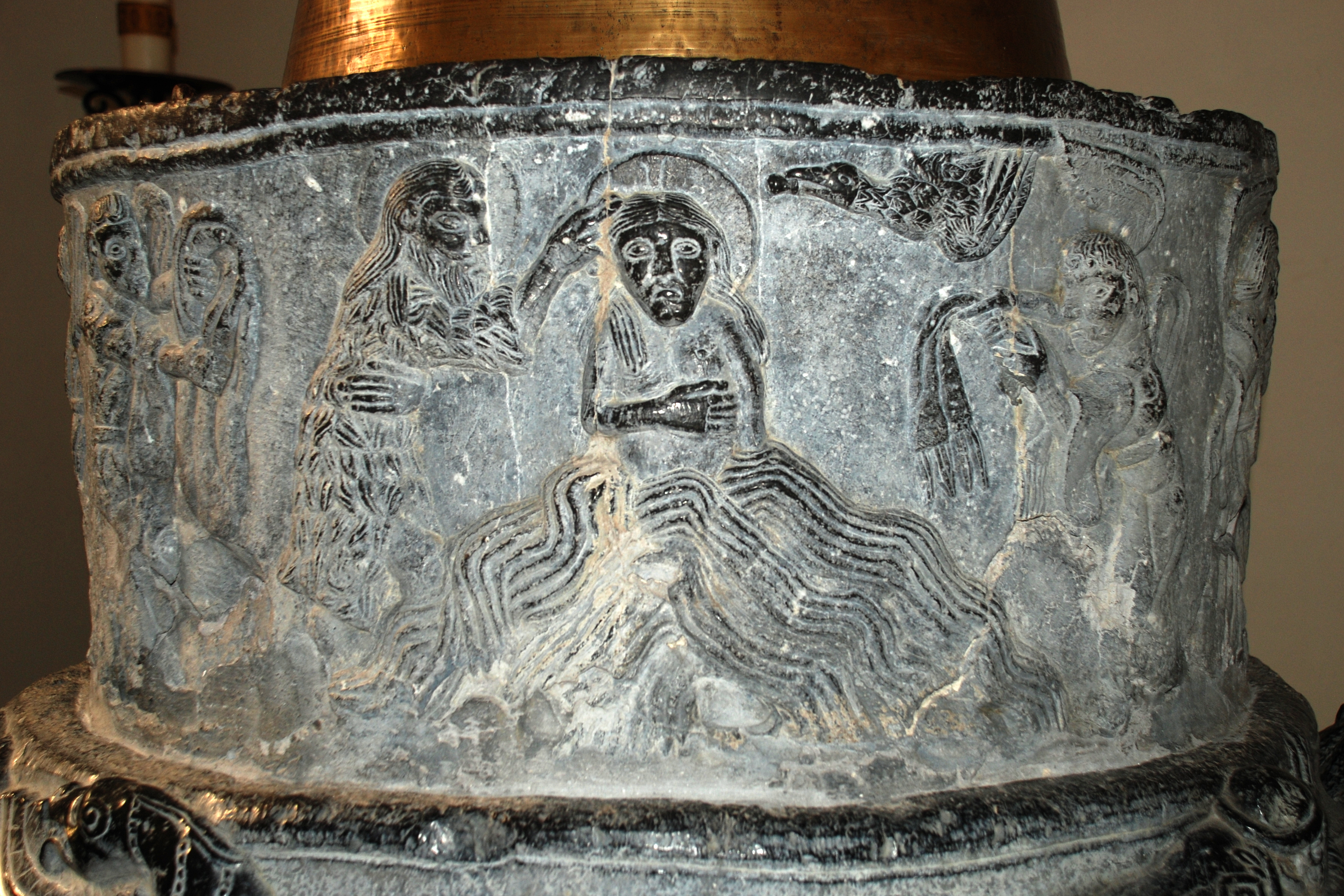
El Bautismo de Jesús en la pila bautismal de Furnaux.
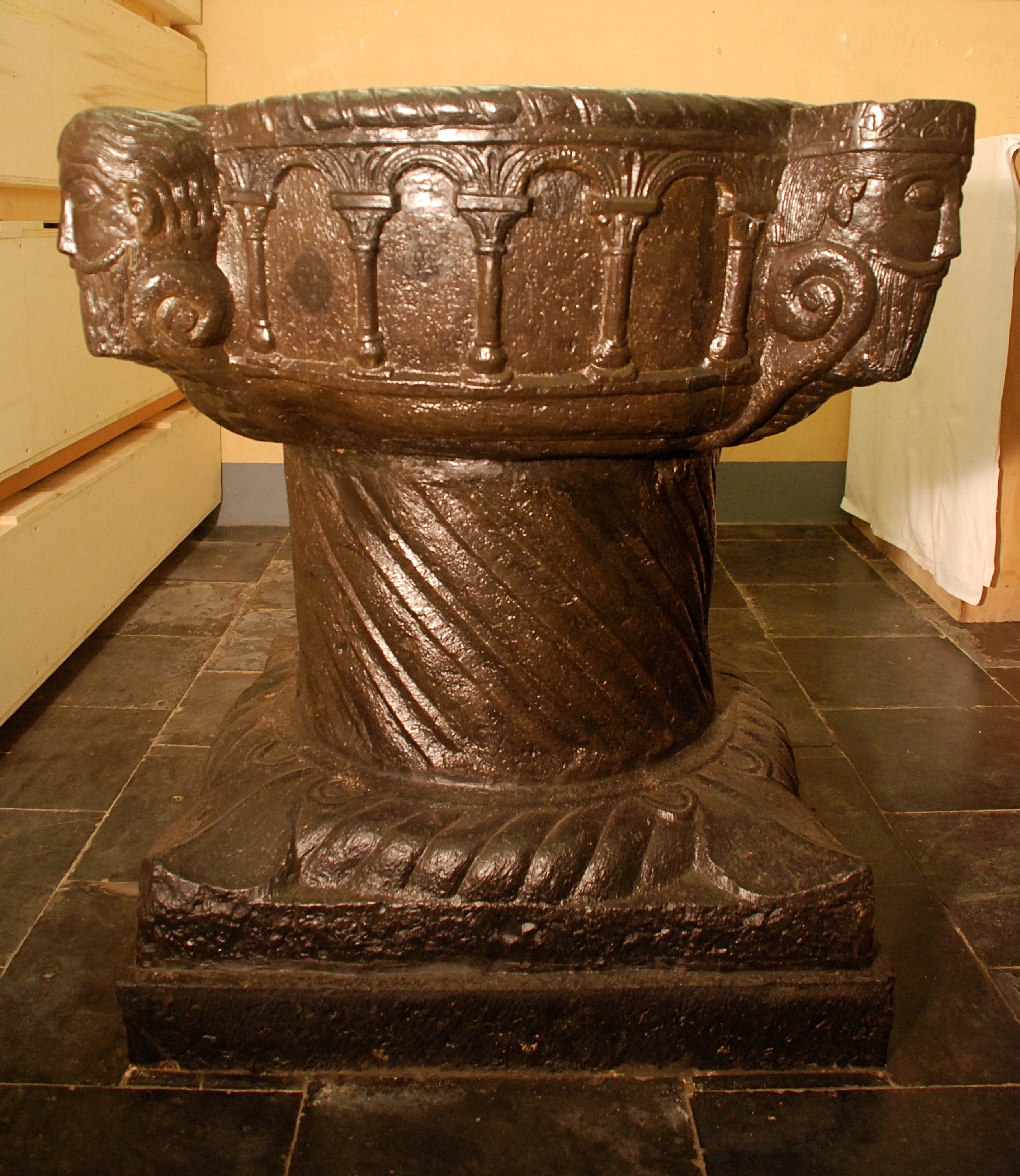
Pila bautismal de Beauvechain
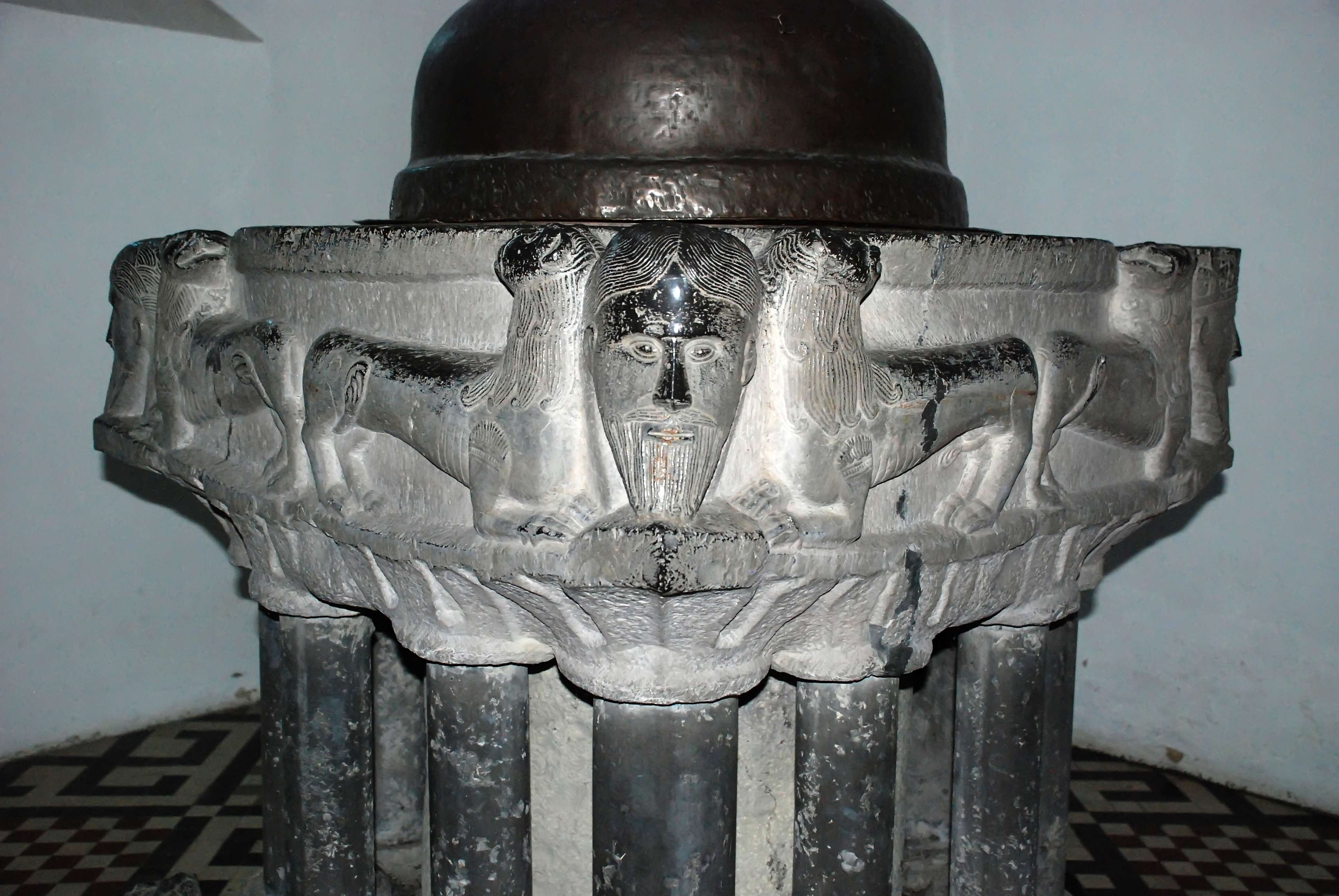
Pila bautismal de Saint-Séverin-en-Condroz
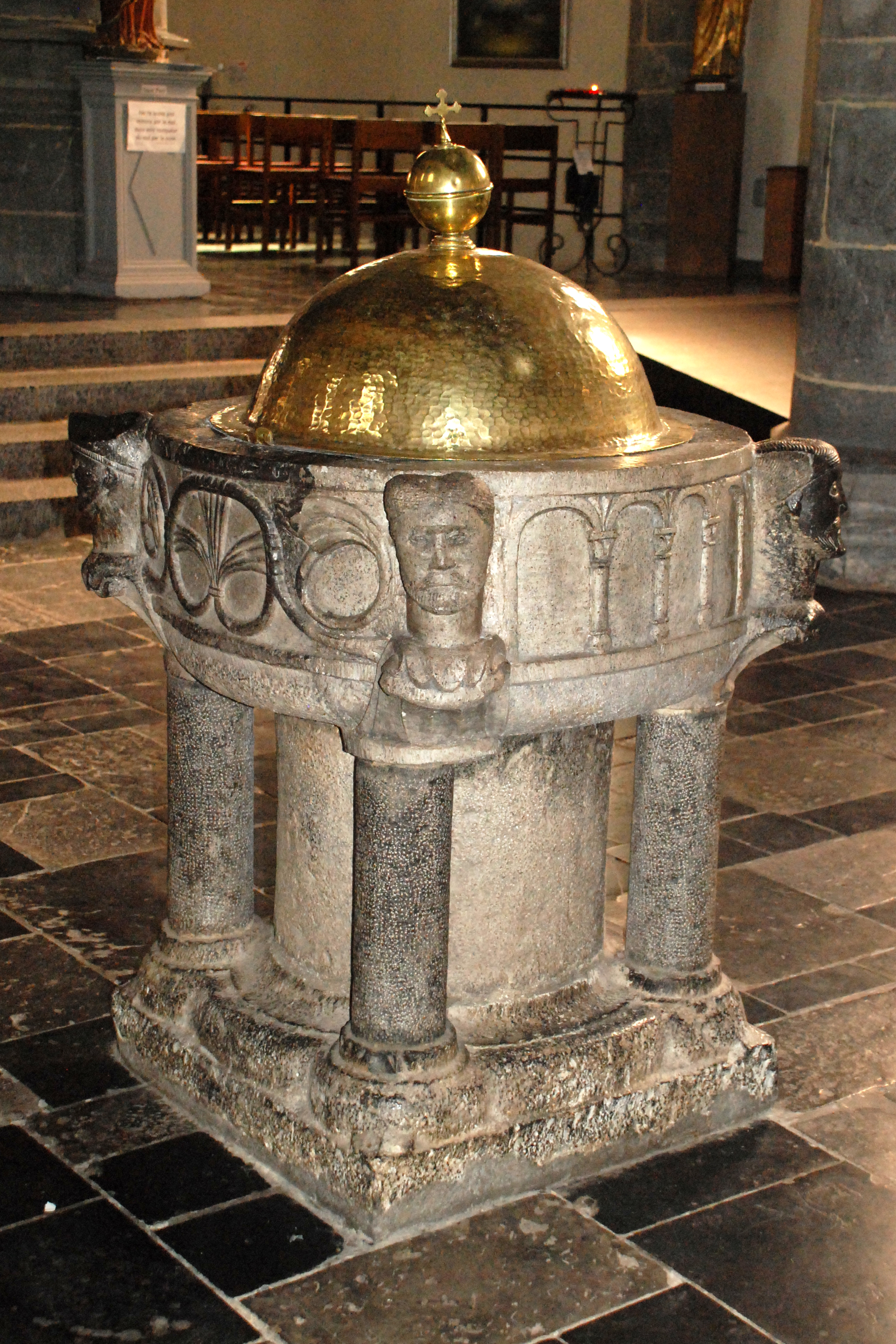
Pila bautismal de Gerpinnes

Capiteles mosanos
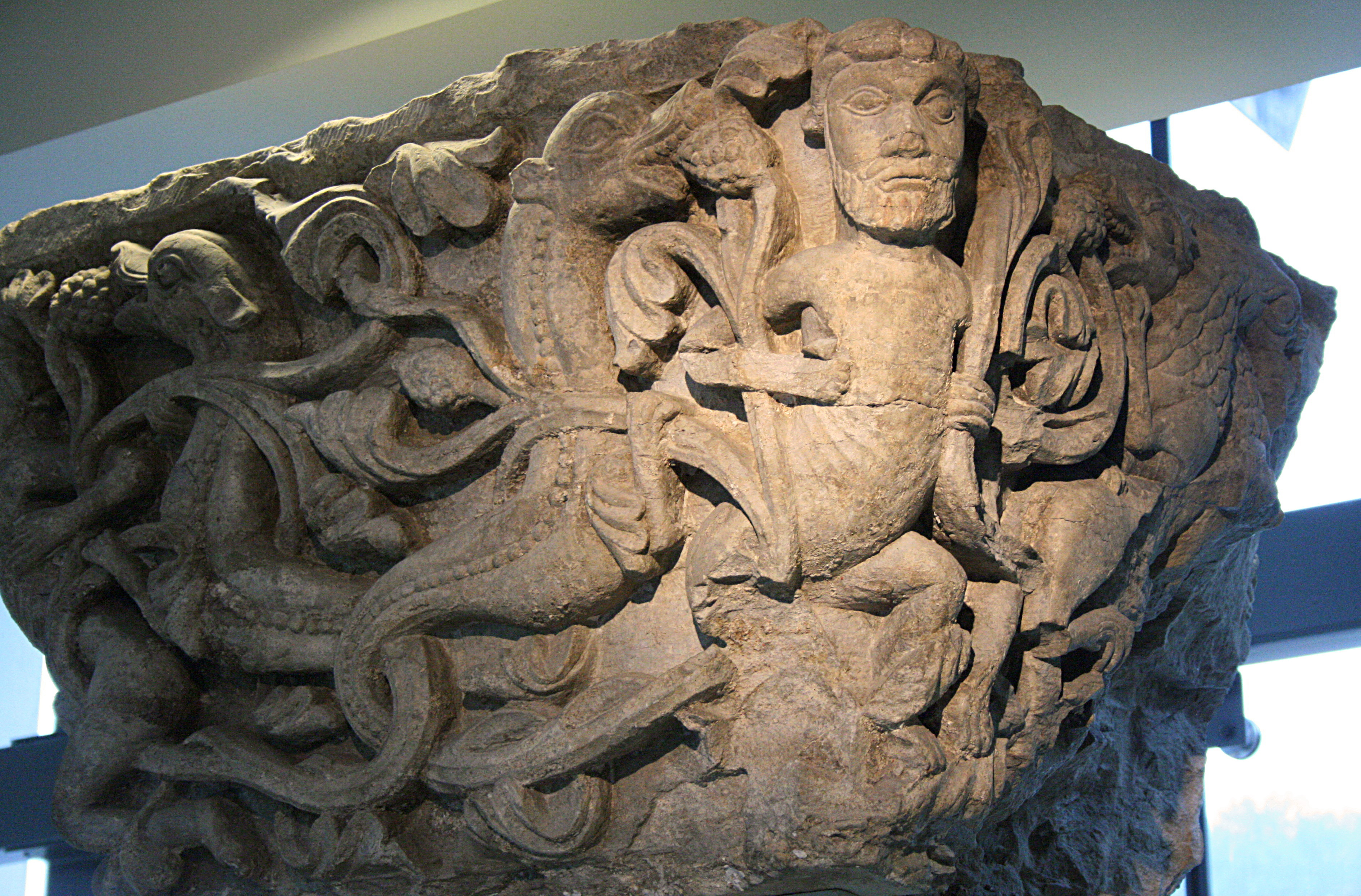
Lieja, Le Grand Curtius. Capitel de la catedral de Nuestra Señora y San Lamberto de Lieja
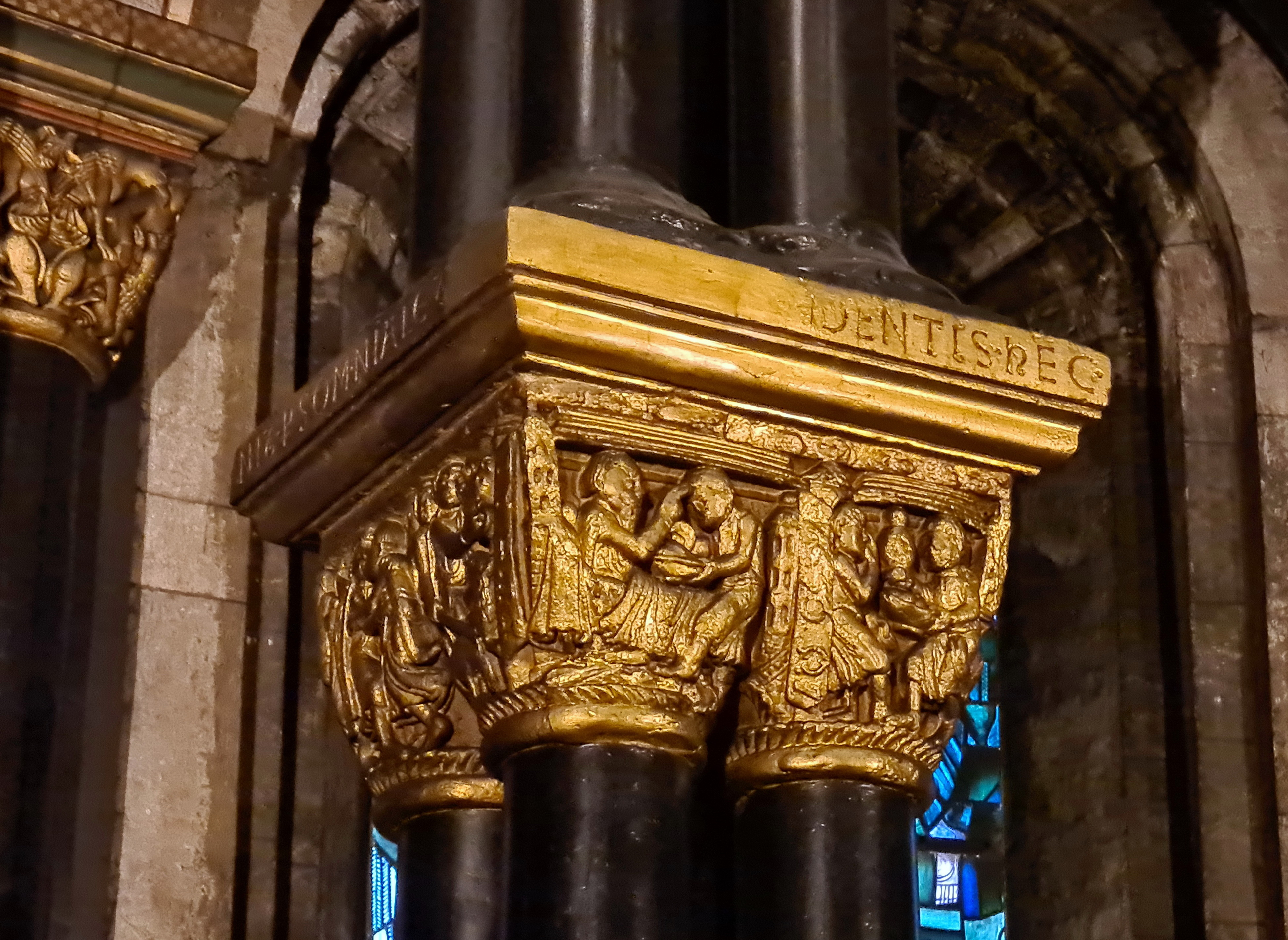
Capitel cuádruple del coro de la basílica de la Asunción de Nuestra Señora de Maastricht
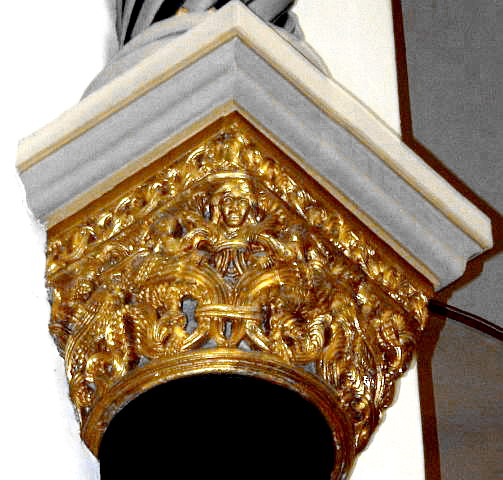
Capítel del Westwerk de San Servacio, Maastricht
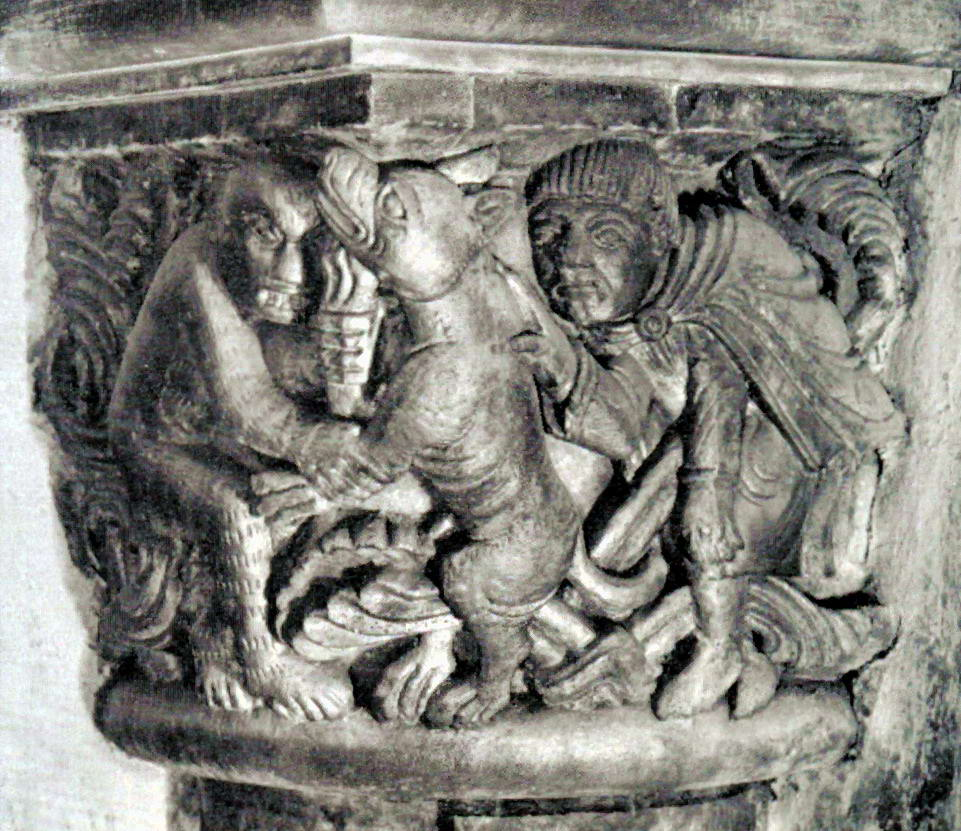
Basílica de San Servacio, Maastricht: Capitel con mono y perro peleadores del Westwerk de San Servacio, Maastricht
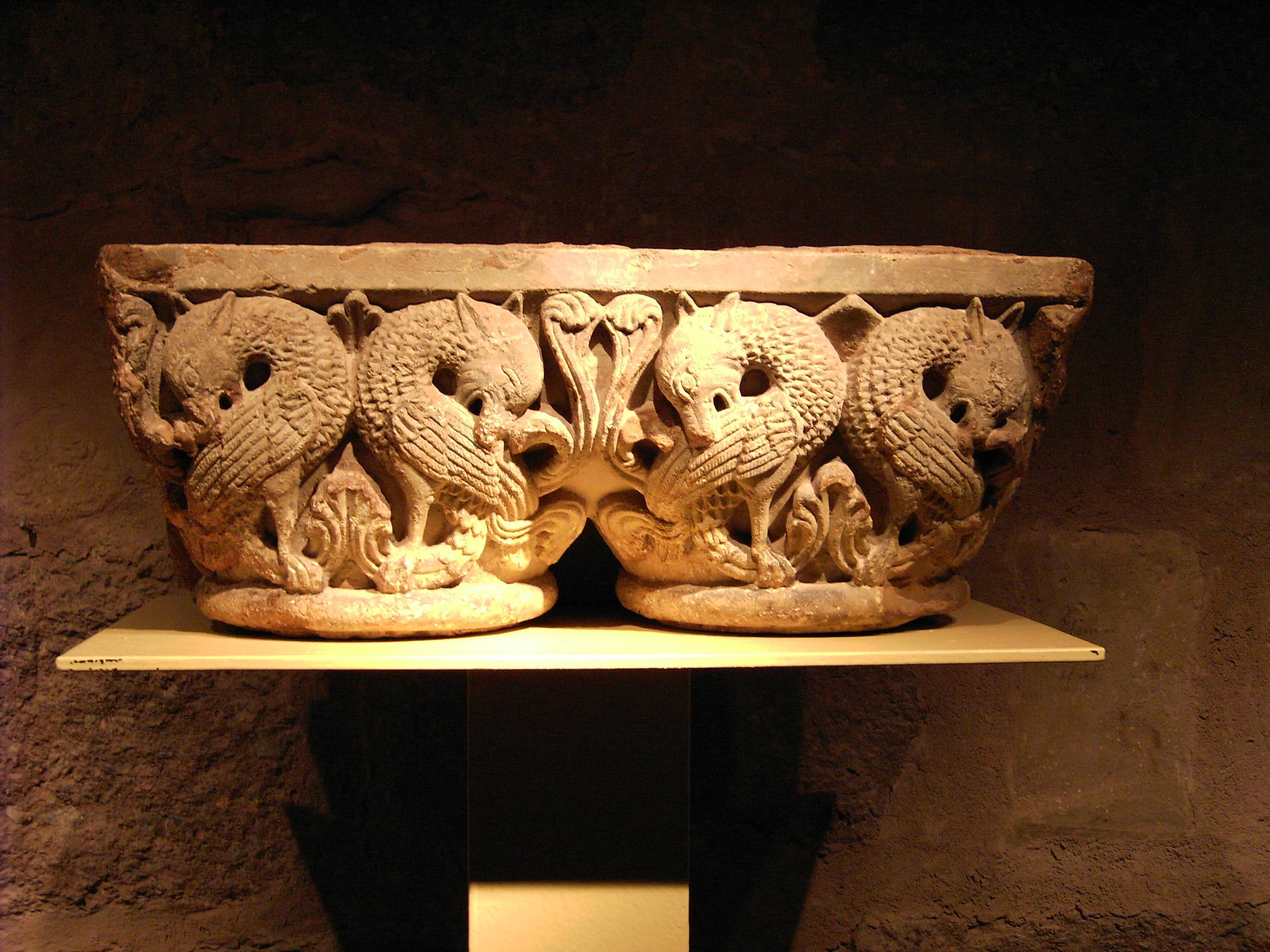
Capitel en forma de dragón de la Wartburg, Eisenach
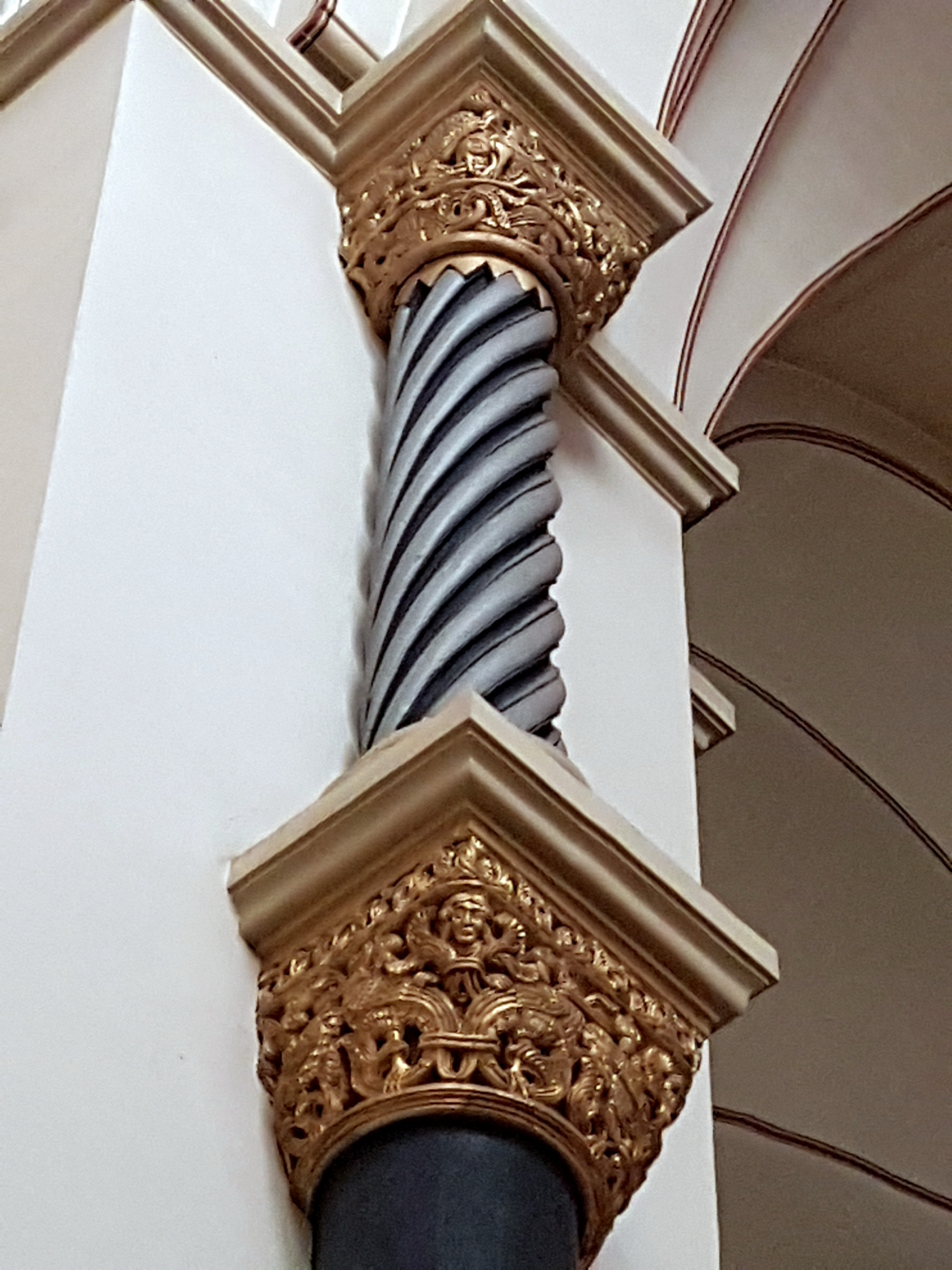
Sint-Servaasbasiliek, Maastricht: capiteles de Westwork

### Iluminación

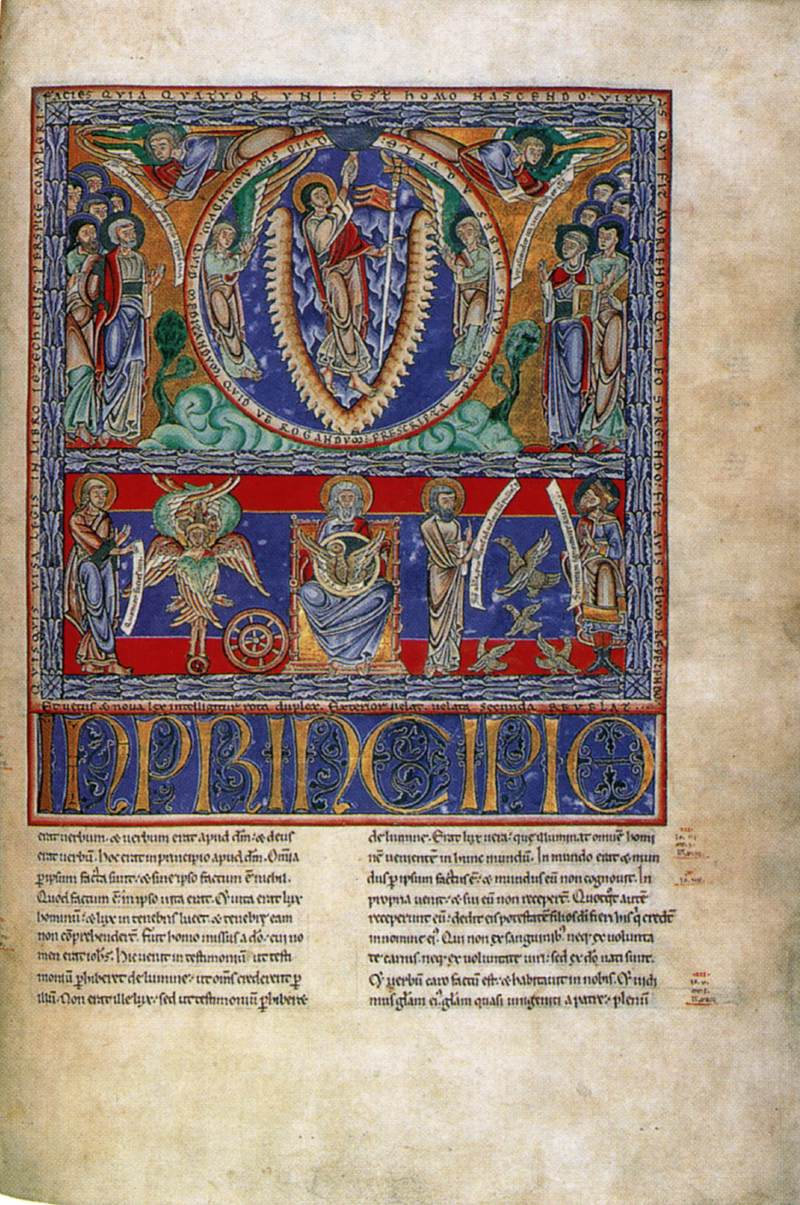
Biblia de Floreffe, inicio del Evangelio de Juan, mediados del siglo XII

La técnica de la iluminación —arte de decorar códices y manuscritos— alcanzó su apogeo en el antiguo obispado de Lieja en la segunda mitad del siglo XII. Los principales centros artísticos fueron la abadía de Saint-Laurent en Lieja y las abadías de Stavelot y de Lobbes.
De la otrora famosa pintura mural de Maasland ha sobrevivido muy poco. En su Parzival, Wolfram von Eschenbach habla comparativamente de los pintores de Maastricht (y Colonia).
- Pintura del techo (muy restaurada), San Servacio , Maastricht
- Biblia de Stavelot (1093-1097). Biblioteca Británica, Londres
- Biblia de Floreffe (ca. 1170). Biblioteca Británica, Londres
- Biblia de Lobbes (siglo XI). Museo del Séminaire de Tournai
- Evangelio de Averbode (ca. 1165-1180). Biblioteca universitaria de Lieja
- Evangelio de Notker (siglos X-XII), Museo Curtius
- Manuscritos de la abadía de Sint-Truiden

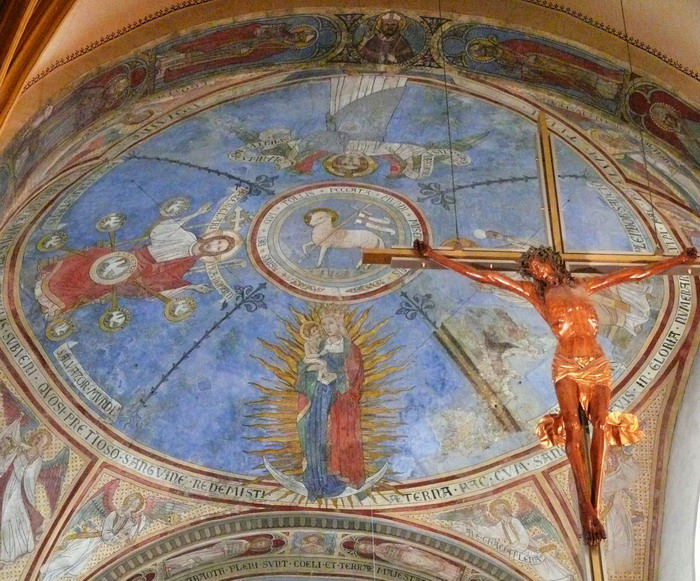
Pintura del techo, San Servacio, Maastricht
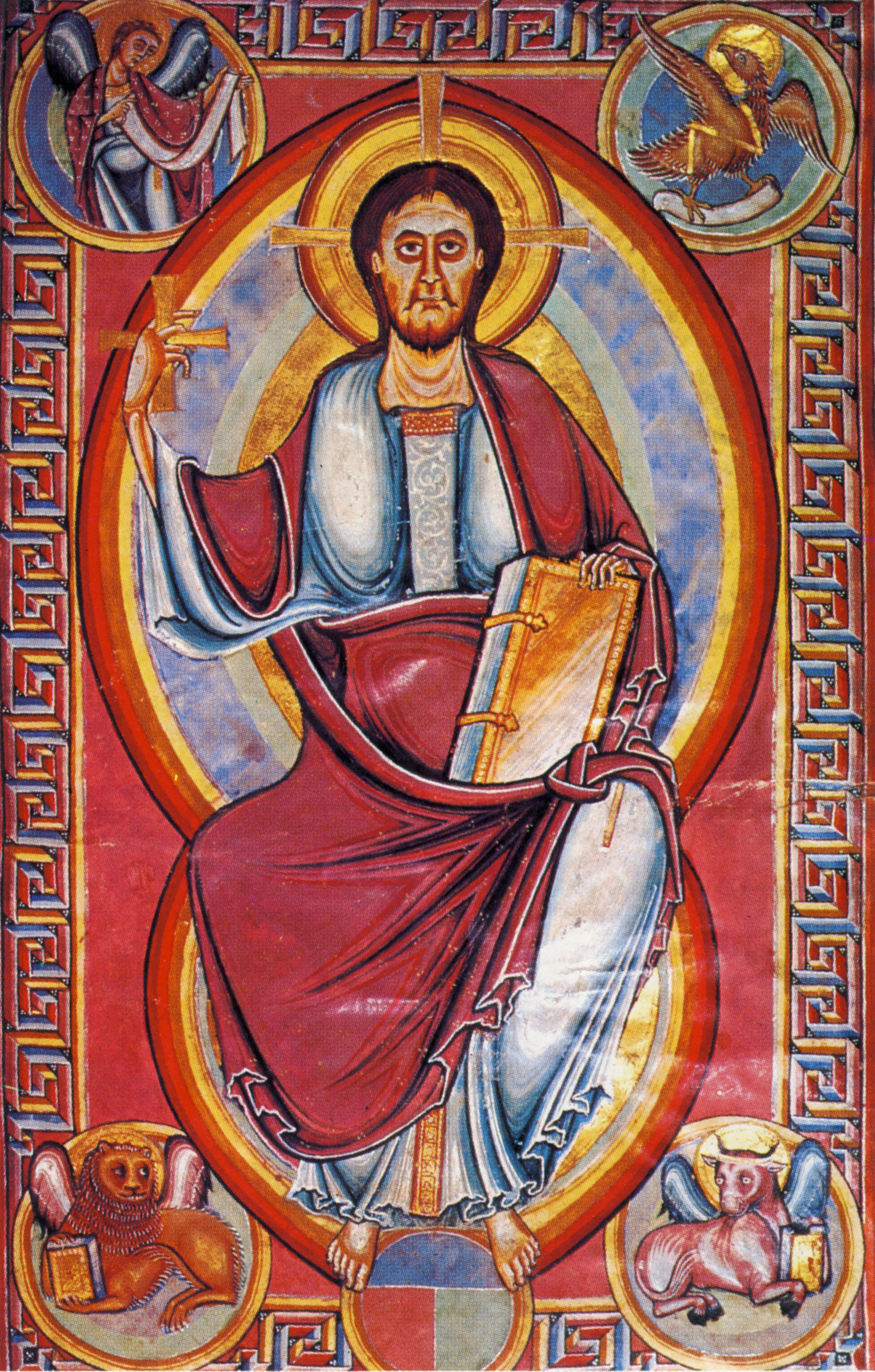
Página de la Biblia de Stavelot, British Library, Londres
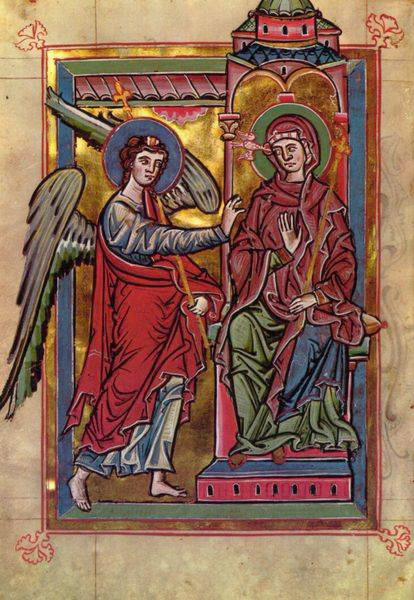
Biblia de Floreffe, British Library, Londres
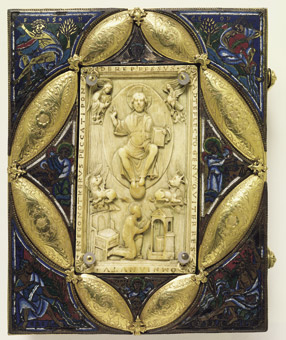
Evangelios de Notker , Lüttich, Museo Curtius, Lieja. Marfil y esmalte

### Trabajo del cobre
La pila bautismal de Saint-Barthélemy en Lieja es sin duda la obra maestra del arte mosano. La pila tiene la forma de una cuba cilíndrica, cuyo borde y base están perfilados. Las paredes representan cinco escenas unidas entre sí por un mismo suelo ondulado. En el centro el Bautismo de Jesús en el río Jordán, con san Juan Bautista, dos ángeles, la paloma del Espíritu Santo y la mano de Dios. Hacia la derecha, el bautismo del centurión Cornelio por san Pedro, el bautismo legendario del filósofo Cratón por san Juan Evangelista, ambos sumergidos en una cuba cilíndrica como ésta. Sigue la predica de san Juan en el desierto, ante cuatro oyentes entre ellos un soldado. La última escena muestra el bautismo del recaudador de impuestos. Un arbusto separa a este grupo de dos personas asistentes al evento. El centro de todas las escenas lo forma el bautismo de Cristo. Los doce bueyes son los que llevaban el mar de bronce desde el Templo de Salomón y también pueden representar a los doce apóstoles. El Mar de airain también se presenta como un presagio del bautismo de Nicolás de Verdún en el ambón de Klosterneuburg. La tapa desapareció durante la Revolución francesa.
Las figuras están tratadas con un estilo extremadamente plástico como si se movieran sobre el escenario de un teatro. El fondo está formado únicamente por la pared lisa de la cuba, lo que acentúa considerablemente el efecto de profundidad. Por este proceso las pilas bautismales de Lieja se sitúan entre la concepción ilusionista del arte carolingio y la concepción del arte románico, concepción que distingue claramente la acción de los personajes y el fondo liso ante el cual se desenvuelven. Esta es una tendencia que también se ve en la escultura antigua, en particular el arco triunfal de Septimio Severo. Entran en juego otras influencias antiguas: la libertad de movimiento y de gestos, la relación entre las vestimentas y el cuerpo. Estos elementos estilísticos se encuentran ya en la escultura del arte otoniano, en ciertos marfiles de Lieja con pequeñas figuras que se reconoce como uno de los hitos precursores del estilo de Renier de Huy. Esto se aplica a las vestimentas. La estructura de sus pliegues será determinante para la evolución de las distintas tendencias estilísticas en la región de Mosa-Rin en el siglo XII.

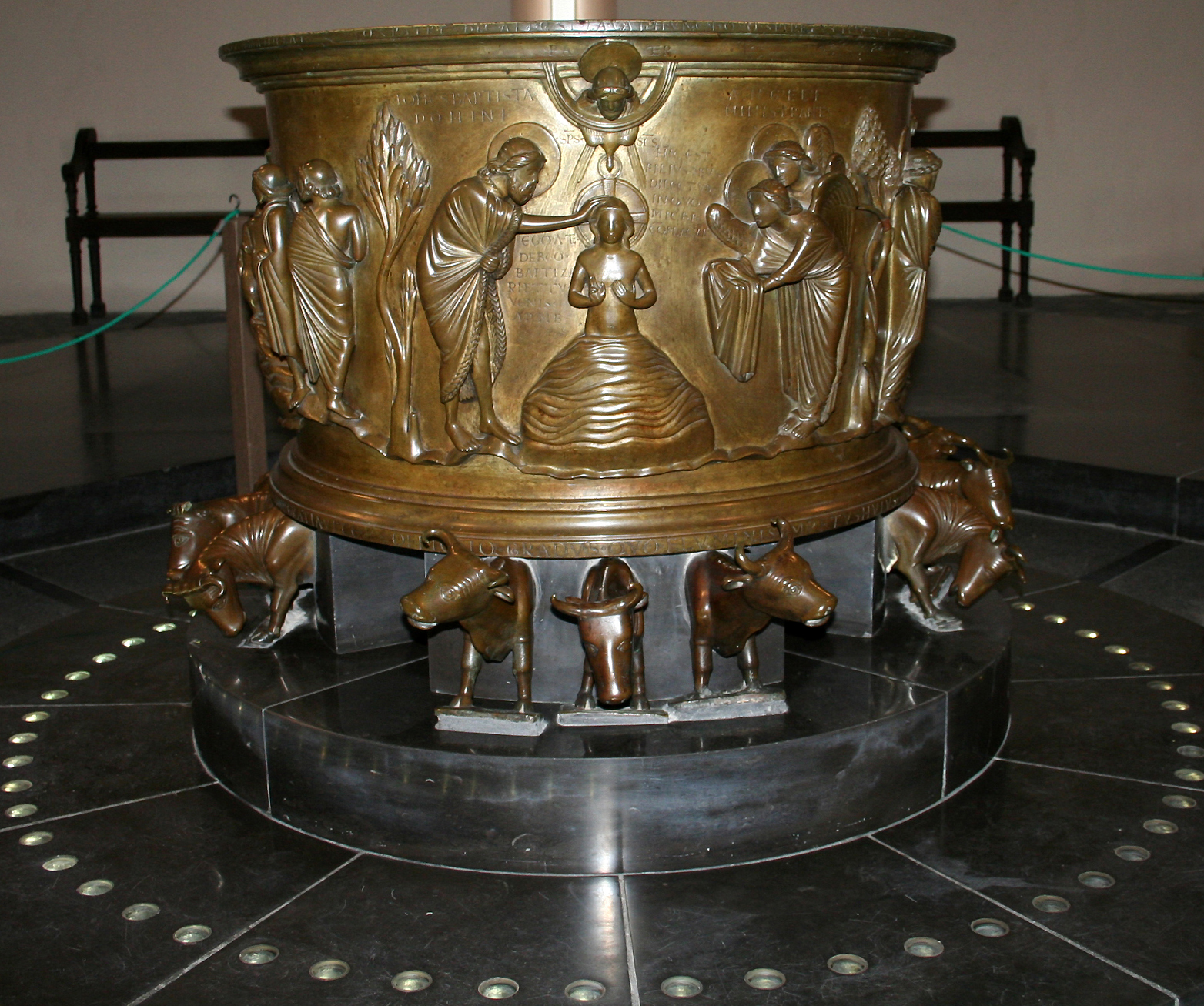
Pila bautismal de Saint-Barthélemy, Lieja
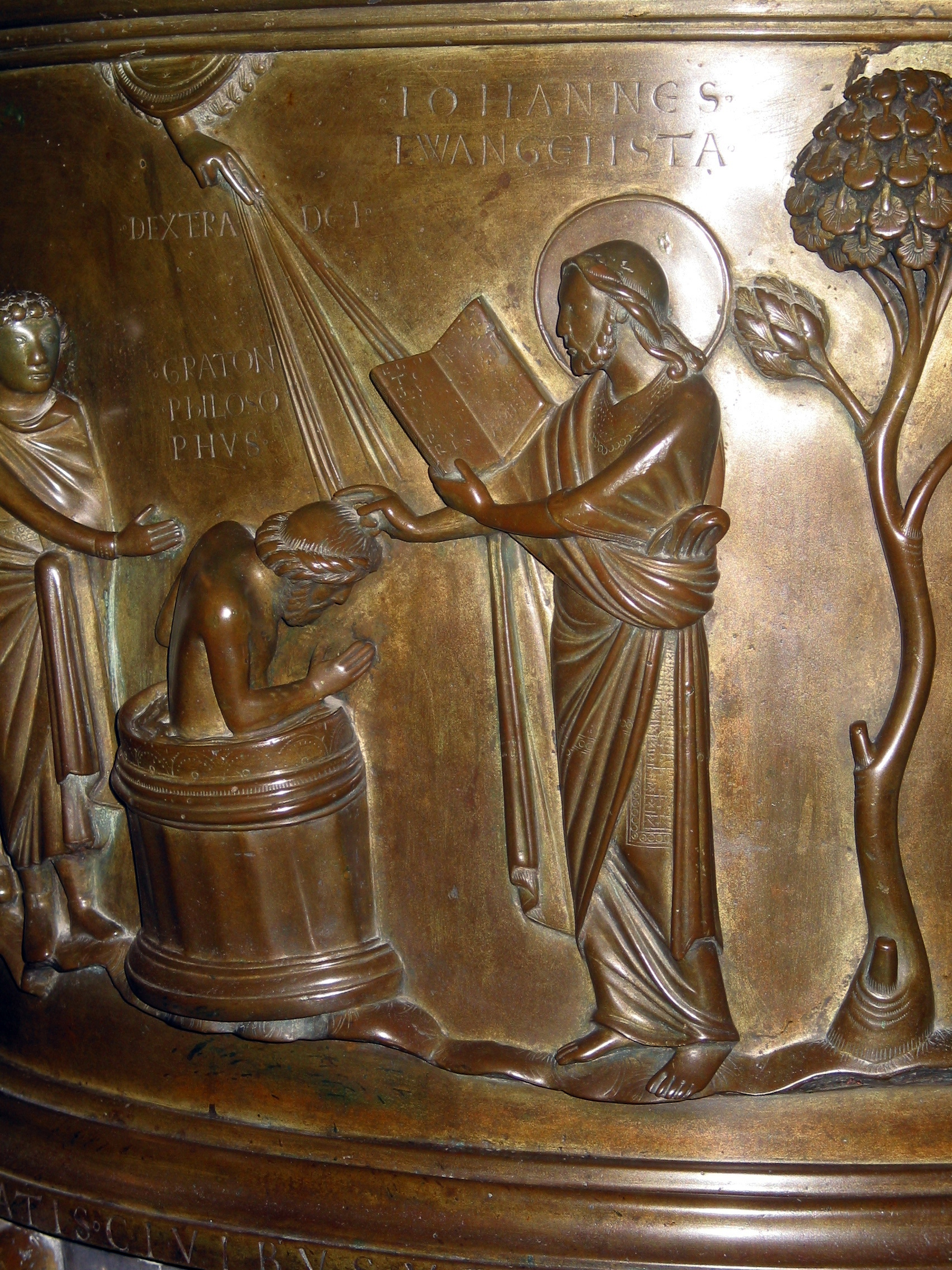
Detalle de la pila bautismal de Saint-Barthélemy
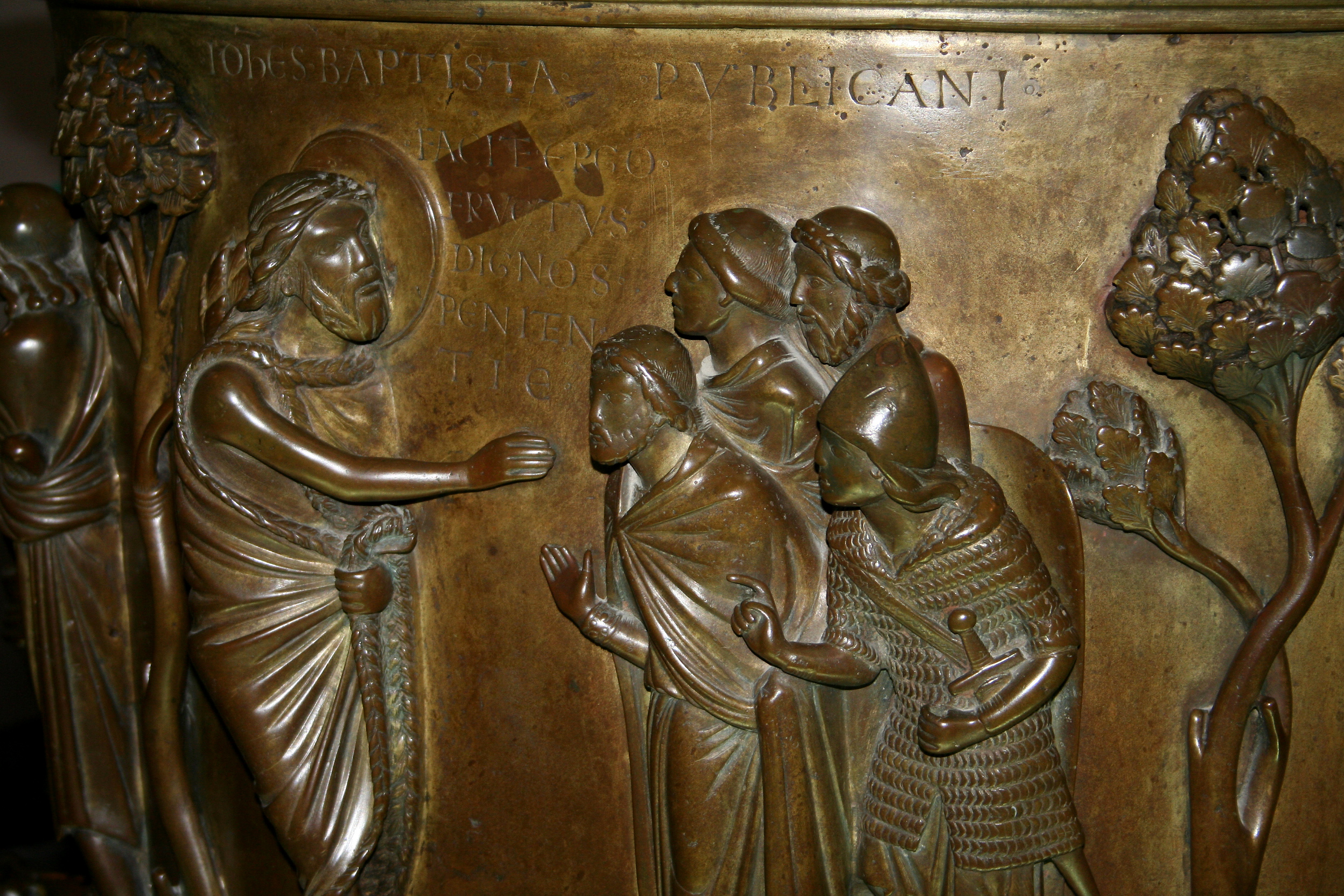
Detalle de la pila bautismal de Saint-Barthélemy

## Literatura
Vea también Secuencia de Santa Eulalia. El primer texto literario escrito en francés, entonces denominado roman (antepasado de la antigua lengua francesa y del francés) es verdaderamente la Secuencia (o Cantilena) de Santa Eulalia. Es del año 880 u 881 de la era cristiana y está incluido en una compilación de discursos en latín de San Gregorio, además de otros cuatro poemas, tres en latín y uno en lengua tudesca (lengua germánica). Una secuencia, o poesía rítmica, era cantada entonces en la liturgia gregoriana; ésta verdaderamente fue en la abadía de San Amando (cerca de Valenciennes). Avale confirma los trabajos de Bischoff que sitúan la redacción de la obra en una «región hacia Lieja y Aquisgrán», esta que quienes los valones (el historiador Léopold Genicot por ejemplo) han considerado que la literatura francesa «dio su primera voz en Valonia». 
Esta secuencia es dedicada a Santa Eulalia de Mérida; se inspira en un himno del poeta latino Prudencio que se puede leer en el Peristephanon.